# Marie Bonaparte
Vous lisez un « article de qualité » labellisé en 2020.
Pour les articles homonymes, voir Marie Bonaparte, Bonaparte (homonymie) et Marie de Grèce.
Marie Bonaparte (en grec moderne : Μαρία Βοναπάρτη), princesse Bonaparte, puis, par son mariage, princesse de Grèce et de Danemark, est née le 2 juillet 1882 à Saint-Cloud (aujourd'hui dans les Hauts-de-Seine) et morte le 21 septembre 1962 à Gassin (dans le Var), en France. Arrière-petite-fille de Lucien Bonaparte et épouse du prince Georges de Grèce, c'est une femme de lettres, une mécène et une psychanalyste disciple de Sigmund Freud, dont elle a contribué à diffuser le travail en France et en Grèce.
Issue d'une branche non-dynaste de l'ancienne famille impériale française, Marie Bonaparte devient orpheline de mère peu après sa naissance. Élevée par son père, Roland Bonaparte, et par sa grand-mère paternelle, Justine-Éléonore Ruflin, l'enfant grandit au milieu d'adultes plus intéressés par la fortune qu'elle a héritée de sa mère, Marie-Félix Blanc, que par son intelligence précoce. Atteinte d'une tuberculose bénigne à l'âge de 4 ans, elle est traitée en infirme jusqu'à l'adolescence. Par ailleurs, elle reçoit une éducation lacunaire afin que son esprit n'effraie pas d'éventuels prétendants. Séduite par Antoine Leandri, le secrétaire de son père, alors qu'elle a à peine 16 ans, elle est ensuite victime de chantage de sa part jusqu'à sa majorité. Parvenue à se libérer de l'escroc, elle doit cependant lui verser une forte somme pour récupérer les lettres qu'elle lui a écrites. Par la suite, la princesse se consacre à ses études et à la lecture. Désireuse de devenir médecin, elle est pourtant poussée au mariage par son père, qui réalise son rêve en l'unissant à Georges de Grèce, un prince apparenté à la plupart des dynasties européennes.
Entrée dans la maison royale de Grèce, Marie y découvre un style de vie oisif, fait d'innombrables réunions familiales auxquelles elle n'est pas habituée et qui l'ennuient. Surtout, elle doit affronter l'homosexualité de son époux, qui vit une relation amoureuse avec son oncle, le prince Valdemar de Danemark. En dépit de la naissance de deux enfants, nommés Pierre et Eugénie, et d'une réelle affection pour Georges, la princesse se réfugie alors dans une succession de liaisons avec des personnalités comme Aristide Briand, Jean Troisier ou Rudolph Loewenstein. Libérée de ses séjours en Grèce par la Première Guerre mondiale, moment où la rumeur publique la dit prête à devenir reine des Hellènes, et surtout par les événements qui accompagnent la guerre gréco-turque, Marie fait de Saint-Cloud sa résidence principale. Très affectée par le décès de son père en 1924 et de plus en plus consciente de sa frigidité, la princesse traverse une crise intérieure qui la pousse vers la psychanalyse, alors peu connue en France.
Marie est longtemps proche du médecin et sociologue Gustave Le Bon qui joue un temps le rôle de père de substitution, puis du psychanalyste René Laforgue. Elle rencontre Sigmund Freud à Vienne, en 1925. Ce second père de substitution l'accompagne dans une analyse féconde, durant laquelle la princesse prend conscience de l'origine de ses troubles, liés à l'observation d'adultes en pleine relation sexuelle lorsqu'elle était enfant. Prolongée jusqu'en 1929, cette analyse ne guérit cependant pas Marie de sa frigidité. Elle se tourne alors vers la chirurgie et subit trois opérations vaginales auprès du Dr Josef von Halban, sans succès. Revenue à Paris, la princesse se consacre au développement de la psychanalyse en France. Grâce à sa fortune, elle soutient activement la diffusion de la psychanalyse en France, notamment par ses traductions des œuvres de Freud à partir de 1927, et par son soutien à la Revue française de psychanalyse, fondée en 1927. Si elle n’est pas membre fondatrice de la Société psychanalytique de Paris créée en 1926, elle en devient l’une des figures influentes. Elle diffuse également la pensée de Freud en traduisant plusieurs de ses ouvrages entre 1927 et 1940, ce qui n'est pas sans causer scandale. Surtout, elle écrit ses propres textes, dont une psychobiographie d'Edgar Allan Poe, qui rencontre un grand succès et constitue son œuvre maîtresse (1933).
La montée du nazisme et l'annexion de l'Autriche par le Troisième Reich en 1938 choquent fortement Marie, qui revient à Vienne pour sauver Freud et sa famille. La princesse s'acquitte alors de la rançon que les nazis exigent pour laisser ses amis rejoindre le Royaume-Uni et sauve, par la même occasion, environ deux cents intellectuels menacés par le régime hitlérien. Deux ans plus tard, Marie assiste à l'invasion et à l'occupation de la France par les forces allemandes. Avec son époux, elle rejoint alors la Grèce, où la monarchie a été restaurée en 1935 après un long intermède républicain. Ce séjour est cependant de courte durée car la Grèce est à son tour envahie l’année suivante. C'est donc en exil en Afrique du Sud que la princesse et sa famille passent l'essentiel de la Seconde Guerre mondiale.
Revenue en Europe à la Libération, Marie s'engage dans les grands débats qui divisent les milieux psychanalytiques français. Représentante de l'analyse profane, qu'elle pratique depuis 1928, la princesse offre tout son soutien à Margaret Clark-Williams, condamnée en 1953 pour exercice illégal de la médecine, à la suite d'un procès retentissant. Surtout, Marie entre en conflit avec Jacques Lacan, qu'elle méprise pour ses idées et sa pratique des « séances courtes ». En parallèle, la princesse continue à écrire et publie, en 1951, sa seconde œuvre majeure, De la sexualité de la femme, qui soulève de nombreuses controverses. Après la disparition de son époux en 1957, Marie se lance dans un combat contre la peine de mort mais échoue à sauver le criminel californien Caryl Chessman, exécuté en 1960. Victime d'une leucémie aigüe, la princesse meurt près de sa résidence de Saint-Tropez en 1962.

## Famille
Issue de la branche de Lucien Bonaparte (1775-1840), prince de Canino et Musignano, Marie est la fille unique de Roland Bonaparte (1858-1924) et de son épouse Marie-Félix Blanc (1859-1882). Par son père, elle est la petite-fille du prince Pierre-Napoléon Bonaparte (1815-1881) et de sa femme Justine-Éléonore Ruflin (1832-1905) tandis que, par sa mère, elle descend de l'homme d'affaires François Blanc (1806-1877) et de sa deuxième épouse Marie Hensel (1833-1881).
Les 21 novembre et 12 décembre 1907, Marie Bonaparte épouse civilement, à Paris, puis religieusement, à Athènes, le prince Georges de Grèce (1869-1957), second fils du roi Georges Ier de Grèce (1845-1913) et de son épouse la grande-duchesse Olga Constantinovna de Russie (1851-1926). Par son père, le prince est donc un descendant du roi Christian IX de Danemark (1818-1906), surnommé le « Beau-père de l'Europe », tandis que, par sa mère, il est un arrière-petit-fils du tsar Nicolas Ier de Russie (1796-1855).
De l'union de Marie et de Georges naissent deux enfants :
- Pierre de Grèce (1908-1980), prince de Grèce et de Danemark, qui épouse, en 1939, la divorcée d'origine russe Irène Aleksandrovna Ovtchinnikova (1904-1990)[6] ; il s'agit là d'une union inégale qui prive le prince de ses droits dynastiques[7] ;
- Eugénie de Grèce (1910-1988), princesse de Grèce et de Danemark, qui épouse, en 1938, le prince Dominique Radziwill (1911-1976) avant de divorcer en 1946 ; elle se remarie, en 1949, avec Raymond de Tour et Taxis (1907-1986), prince della Torre e Tasso et duc de Castel Duino, avant de divorcer une seconde fois en 1965[8].

## Biographie

### Enfance et adolescence

#### Origines et entourage familial
|                                                                                     |  |  |
| Marie-Félix Blanc (v. 1872) et Roland Bonaparte (1885), parents de Marie Bonaparte. |  |  |

Arrière-petite-nièce de Napoléon Ier, Marie Bonaparte appartient à une branche non-dynaste de la famille impériale française. Son arrière-grand-père, Lucien Bonaparte, et son grand-père, Pierre-Napoléon Bonaparte, ont en effet conclu des unions inégales, non autorisées par les chefs de leur maison. En outre, le père de Marie, Roland Bonaparte, est né plusieurs années avant le mariage civil de ses parents, et Napoléon III le regardait comme un enfant illégitime. Après avoir effectué de brillantes études, Roland Bonaparte a lui aussi épousé une roturière, Marie-Félix Blanc, mais celle-ci lui a apporté une dot considérable, évaluée à environ 14 500 000 francs. Par sa mère, Marie Bonaparte appartient en effet à une famille de gens d'affaires et son grand-père, François Blanc, a fait fortune grâce aux jeux d'argents, d'abord à Hombourg, puis à Monaco,.
Marie Bonaparte voit le jour le 2 juillet 1882 mais sa naissance se passe difficilement,,. Marie-Félix Blanc souffrant d'une tuberculose avancée, son travail dure trois jours et sa fille doit être ranimée par le médecin parce qu'elle a manqué d'oxygène en venant au monde. Les semaines suivant l'accouchement, l'enfant et sa jeune mère semblent se rétablir et Marie-Félix Blanc profite pleinement des joies de la maternité. Victime d'une embolie, elle meurt pourtant le 1er août 1882, juste après avoir présenté sa fille à son frère, Edmond Blanc. Après le décès de sa mère, Marie Bonaparte est placée sous la responsabilité de sa grand-mère paternelle, Justine-Éléonore Ruflin (dite « Nina »), qui vient seconder Roland Bonaparte dans son foyer. La petite fille entretient des relations distantes avec sa grand-mère, qui ne ressent guère d'attrait pour les enfants, et avec son père, qui se montre mal à l'aise en sa compagnie et effectue de fréquents séjours à l'étranger pour ses études ethnologiques et géographiques.
D'abord confiée aux soins d'une nourrice, Rose Boulet, avec laquelle elle passe ses trois premières années, Marie Bonaparte est ensuite placée sous l'autorité de deux gouvernantes successives : une femme prénommée Lucie (dont elle est séparée brutalement en 1887) puis Marie-Claire Bernardini (dite « Mimau »), qui savent l'entourer de leur affection. Largement coupée des autres enfants, la petite fille grandit au milieu d'une cohorte d'adultes, qui jouent des rôles divers dans son développement intellectuel et affectif. Il y a d'abord sa tante paternelle Jeanne Bonaparte, à la fois source d'émerveillement et de tourment, et l'époux de celle-ci, Christian de Villeneuve-Esclapon, personnalité brillante et fidèle soutien. Il y a aussi son oncle maternel, Edmond Blanc, qui joue en même temps le rôle de subrogé tuteur et d'intermédiaire avec les Blanc. On peut également citer Mme Proveux, la lectrice de sa grand-mère, qui passe ses journées à commérer et à parler politique ; Mme Bonnaud, femme du bras droit du prince, qui a poussé Marie-Félix Blanc à tester en faveur de son époux avant de mourir et jouit ainsi d'une place particulière dans le « panthéon des assassins » qui fascinent la petite Marie ; Mme Escard, épouse du bibliothécaire du prince, en qui la petite fille voit une hypocrite. Viennent finalement le piqueur Pascal Sinibaldi, probable demi-frère de Roland Bonaparte, qui se montre généreux avec l'enfant mais compromet sa gouvernante Lucie en la séduisant, ainsi que le secrétaire Antoine Leandri, et son épouse Angèle, qui trahissent Marie à l'adolescence.

#### Enfance et éducation

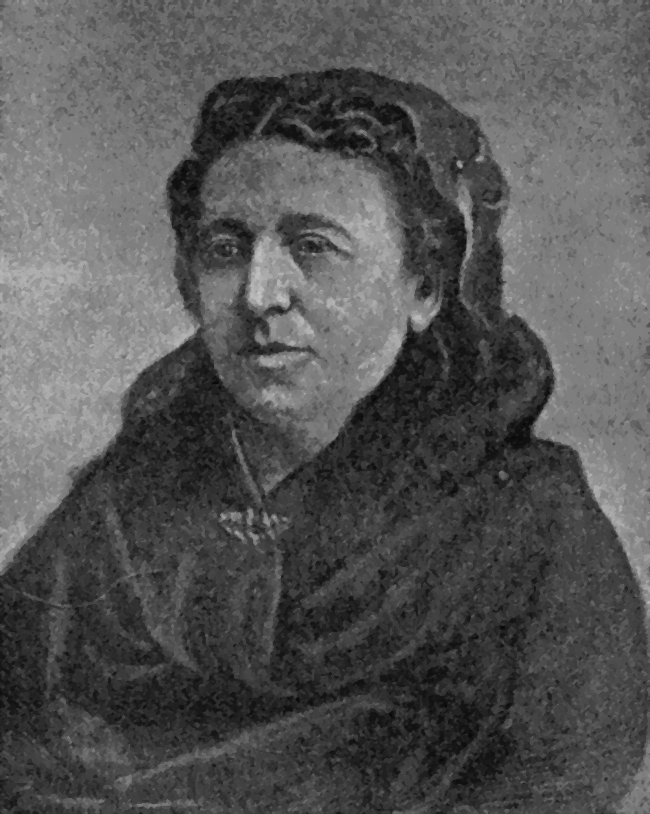
Justine-Éléonore Ruflin (v. 1900), grand-mère de Marie Bonaparte.

Marie Bonaparte passe ses premières années à Saint-Cloud, où le prince Roland fait racheter, au nom de sa fille, la propriété où celle-ci a vu le jour. En février 1885, la famille déménage dans une maison de style néo-Renaissance située à Cours-la-Reine, dans la capitale. Plus tard, les Bonaparte s'installent rue Galilée, avant d'emménager, en 1896, dans un vaste hôtel particulier construit par le père de Marie avenue d'Iéna. L'été, la petite fille part en vacances avec sa grand-mère, les Villeneuve et les domestiques de la maison, tandis que le prince Roland passe de longues périodes à l'étranger pour ses recherches. Durant son enfance, Marie séjourne ainsi successivement à Dieppe, à San Remo, à Malabry et dans la Beauce. De ces voyages et de ses séjours à Saint-Cloud, la princesse conserve, toute sa vie, un grand attrait pour la mer, pour le climat méditerranéen et pour la nature.

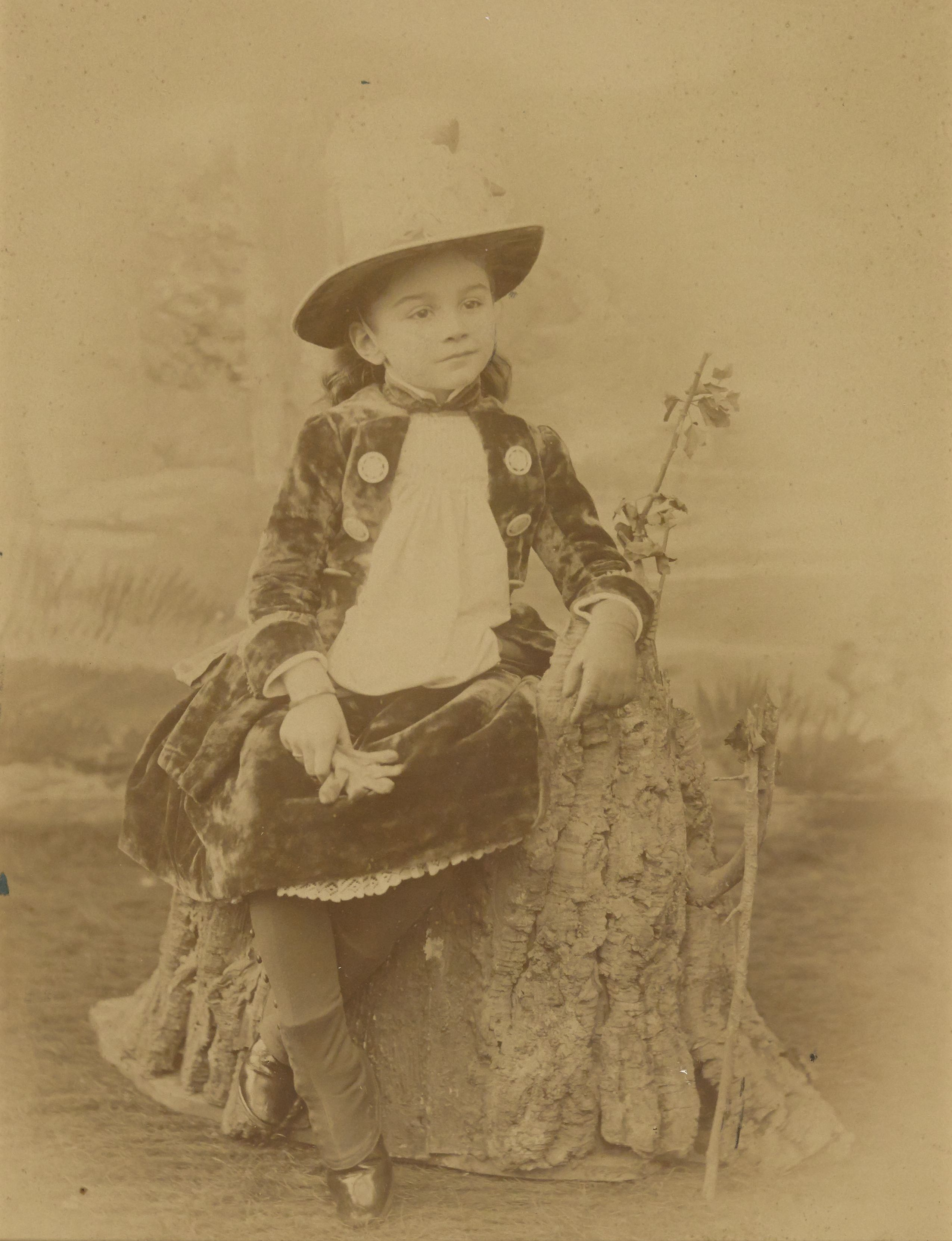
La jeune Marie Bonaparte dans les années 1890.

À l'âge de quatre ans, Marie Bonaparte est victime d'un accès de tuberculose bénigne, ce qui terrorise son père et sa grand-mère, qui craignent de voir la fortune de l'enfant revenir aux Blanc,,,. Après cet événement, sa famille traite la princesse en invalide, ce qui lui vaut d'être recluse à domicile. Dans ces conditions, Marie développe différentes phobies (parmi lesquelles une peur des boutons) et devient ensuite hypocondriaque en grandissant. Manquant d'exercice physique, elle finit par ailleurs par devenir voûtée, ce qui l'oblige à suivre des cours de gymnastique corrective et à porter un corset de fer.
Dotée d'une grande intelligence, Marie Bonaparte rêve, très jeune, de marcher sur les pas de son père, qu'elle idolâtre malgré sa froideur. Elle reçoit cependant une éducation volontairement lacunaire car Roland Bonaparte et Justine-Éléonore Ruflin craignent qu'une princesse trop cultivée soit difficilement mariable, une fois devenue adulte. Ils redoutent, par ailleurs, que l'attrait de l'enfant pour le latin ne la pousse vers la religion catholique, qu'ils méprisent. Jusqu'à l'adolescence, elle reçoit donc des préceptrices de qualité assez médiocre (parmi lesquelles Mme Jéhenne, fille naturelle du comédien Joseph Samson), qui développent malgré tout son goût pour les langues, le théâtre et la musique. Elle profite en outre des connaissances de son père, qui l'initie au dessin, à la physique, à la géographie, à l'astronomie et à la botanique, et d'Hortense Bonnaud, qui lui fait découvrir la mythologie gréco-romaine,. Son éducation religieuse, jugée nécessaire afin de faciliter un futur mariage, est naturellement plus sommaire.
Fascinée par l'exemple de son père, qui passe de longues heures à écrire dans son bureau, Marie Bonaparte se livre, entre l'âge de sept ans et demi et dix ans, à la rédaction de cinq cahiers, qu'elle intitule Bêtises. Rédigés en anglais (pour les quatre premiers) et en allemand (pour le dernier), ces textes racontent notamment la tristesse et la solitude de la petite fille face à une famille qui ne lui prête guère attention. Retrouvés par la princesse après la mort de son père, en 1924, ces cahiers sont plus tard publiés par ses soins et commentés sous l'angle de la psychanalyse,,. Durant sa petite enfance, Marie Bonaparte développe par ailleurs une véritable passion pour les assassins, auxquels elle s'identifie à cause de son histoire familiale. Elle apprend en effet, très jeune, l'assassinat du journaliste Victor Noir par son grand-père, Pierre-Napoléon Bonaparte et voit, en outre, dans son grand-oncle Napoléon Ier un « assassin monumental ». Cependant, c'est surtout l'histoire de son père, dont la rumeur veut qu'il ait assassiné Marie-Félix Blanc pour s'emparer de sa fortune, qui explique l'étrange fascination que la princesse voue aux meurtriers,,.

#### Une adolescente meurtrie
L'année 1896 marque un tournant dans la vie de Marie Bonaparte, qui ne fréquentait, jusque-là, aucune personne de son âge. Invitée à prendre le thé chez Émile Ollivier, l'ancien Premier ministre de Napoléon III, la princesse fait en effet la connaissance de sa fille Geneviève, avec laquelle elle se lie d'une forte amitié. Un an plus tard, Roland Bonaparte emmène, pour la première fois, sa fille dans l'une de ses expéditions scientifiques dans les Alpes suisses. Pour Marie, qui voue une grande admiration à son père et qui se passionne pour son travail sur les glaciers, ce séjour constitue un grand moment de bonheur. C'est aussi, pour elle, l'occasion de faire la connaissance de Marie-Lætitia Bonaparte, veuve du roi Amédée Ier d'Espagne, qui fait à ses cousins l'honneur de leur rendre visite à Saint-Moritz.

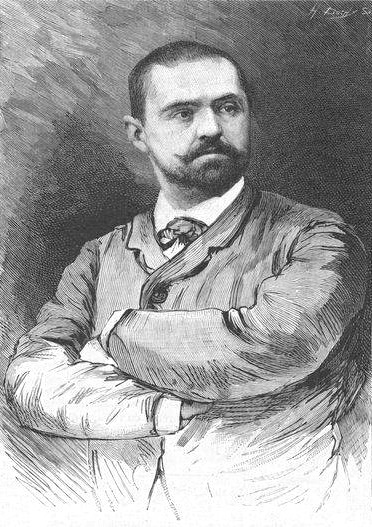
Antoine Leandri (en 1887), séducteur et maître-chanteur.

De retour à Paris, le prince Roland, qui a finalement pris conscience de l'intelligence de sa fille, limoge sa médiocre préceptrice et la remplace par deux professeures du lycée Racine, Mlle Marthe Boutry et Mme Marie-Adèle Grünevald. Avec la première, Marie Bonaparte approfondit sa connaissance de la littérature tandis qu'avec la seconde, elle apprend à aimer les mathématiques, qui la rebutaient auparavant. Motivée par ses progrès rapides, la princesse demande alors à son père et à sa grand-mère l'autorisation de présenter le brevet élémentaire, mais ceux-ci l'en empêchent, prétextant la perfidie des républicains, qui pourraient profiter d'un échec à l'examen pour humilier l'ancienne famille impériale,,. Meurtrie par cette interdiction, Marie Bonaparte se replie sur elle-même et néglige plus que jamais son apparence physique.
Durant l'été 1898, Roland Bonaparte repart en voyage dans les Alpes avec sa maisonnée. Pendant ce séjour, Antoine Leandri, le secrétaire du prince, profite du mal-être et de la maladresse de Marie pour la compromettre, et cela avec la complicité de son épouse Angèle,,. À l'époque, la princesse a seize ans et elle n'a strictement aucune expérience de l'amour, même si elle a déjà connu ses premiers émois sentimentaux à l'opéra. Avec quelques paroles enjôleuses et quelques caresses, le secrétaire corse s'arrange pour obtenir une mèche de cheveux et un mot d'amour de Marie Bonaparte. Par la suite, lui et sa femme poussent la princesse à se rebeller contre son père et sa grand-mère, accusés d'avoir assassiné Marie-Félix Blanc pour s'emparer de sa fortune. Ils renseignent, en outre, la princesse sur la liaison que son père entretient, depuis avant son mariage, avec une dame nommée Eugénie Baudry.
À la même époque, Marie Bonaparte fait ses premiers pas dans le monde. Avec sa grand-mère et sa tante Jeanne, la jeune fille rend visite à la princesse Mathilde et à l'impératrice Eugénie. Quelque temps plus tard, elle fait la connaissance du prince Louis Murat et de son neveu, qui semblent tous deux intéressés par sa dot. Sous l'impulsion des Leandri, elle rencontre également sa tante maternelle, la princesse Radziwill, avec laquelle Roland Bonaparte est brouillé depuis le décès de sa belle-mère, en 1881. Or, ce rapprochement est vécu comme une trahison par le père de Marie, qui interdit à Antoine Leandri, puis à son épouse, l'entrée de sa maison. Le couple n'en reste cependant pas là puisqu'il parvient à établir une correspondance secrète avec la princesse, grâce à la complicité de Miss Hetty, sa professeure d'anglais.
Isolée de ceux qu'elle considère comme ses amis, Marie fait des scènes quotidiennes à son père et des rumeurs commencent à circuler, à Paris, disant qu'elle est séquestrée par sa famille. Pour les faire taire, Roland Bonaparte donne une grande réception à l'occasion des dix-sept ans de sa fille,. Sont alors invitées plusieurs personnalités du gotha (parmi lesquelles la grande-duchesse de Mecklembourg, le grand-duc de Hesse-Darmstadt ou le prince Henri d'Orléans), ainsi que de nombreux artistes et intellectuels (comme Auguste Bartholdi, Caran d'Ache et Madeleine Lemaire) et des militaires, dont le capitaine Gouraud. L'événement mondain ne suffit cependant pas à calmer Marie Bonaparte, qui exprime sa tristesse en développant des maladies imaginaires. Parallèlement, l'attitude des Leandri devient plus agressive. Désormais sans revenu, le secrétaire corse réclame 100 000 francs à la princesse, qu'il menace de compromettre en révélant sa correspondance. Terrorisée par la perspective du scandale, Marie s'arrange pour lui verser 1 000 francs par mois jusqu'à sa majorité par l'intermédiaire du bras droit de son père, Dominique Bonnaud,.

### Une jeune fille à marier

#### Une hypocondriaque rêvant de devenir médecin
Durant les quatre années qui suivent, Marie Bonaparte vit dans la hantise de voir Antoine Leandri et son épouse réapparaître dans son existence. De plus en plus hypocondriaque, la princesse se persuade d'être à nouveau atteinte de tuberculose et confie ses angoisses dans un carnet qu'elle intitule Journal d'une jeune poitrinaire. Elle n'en néglige pas pour autant son éducation et poursuit avec acharnement son travail avec les professeures du lycée Racine. Elle profite par ailleurs des enseignements de son père, avec lequel elle herborise durant les vacances, et de la multitude d'intellectuels qui gravitent autour de sa famille. La jeune fille se réfugie en outre dans la lecture et dévore les ouvrages des philosophes des Lumières, les classiques russes et les textes d'Edgar Allan Poe. Avec son oncle, le marquis de Villeneuve, elle découvre également la poésie de Frédéric Mistral, les romantiques allemands et les philosophes de la Grèce antique.

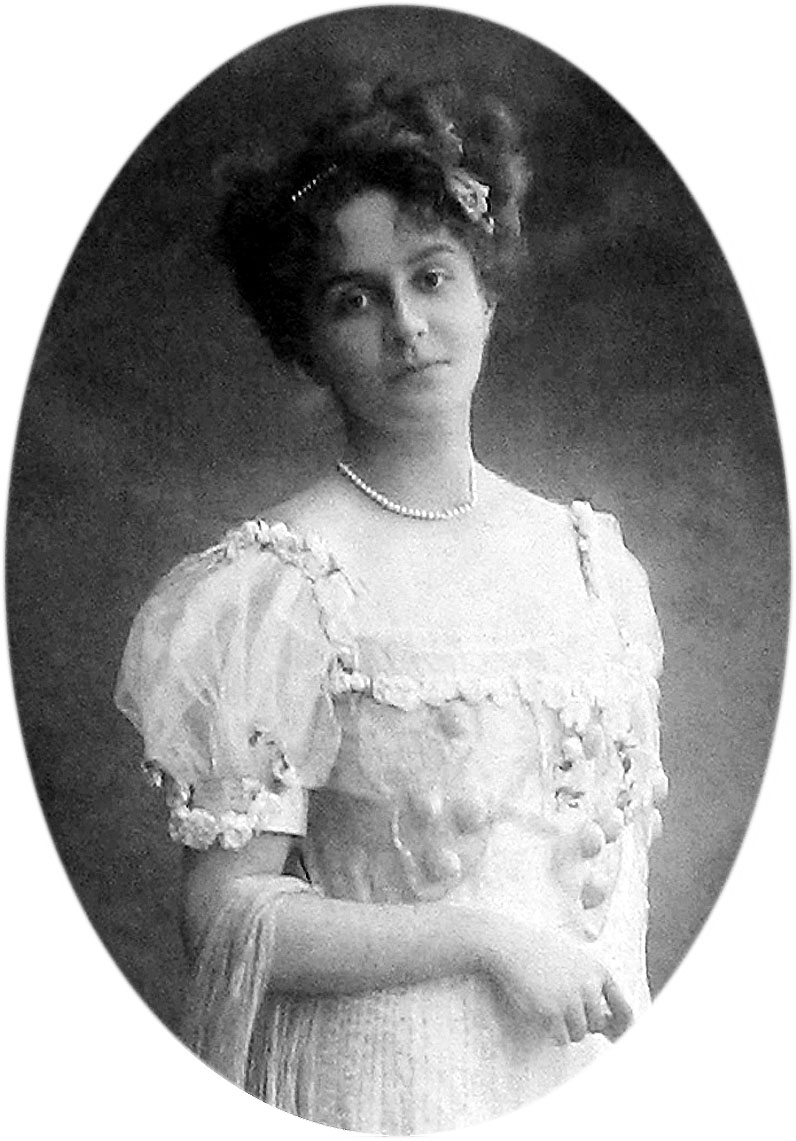
Marie Bonaparte, en 1905.

Assoiffée de connaissances, la princesse caresse le rêve de devenir médecin et reçoit le soutien inattendu de sa tante Jeanne, qui intervient en sa faveur auprès de son frère. Cependant, Roland Bonaparte continue à s'opposer aux projets de sa fille, parce qu'il les juge incompatibles avec son désir de la voir épouser un membre du gotha européen. Marie en est naturellement affectée, mais les erreurs qu'elle a commises durant l'affaire Leandri la conduisent, de nouveau, à se soumettre à la volonté paternelle. La jeune fille n'en étudie pas moins l'anatomie avec passion, et cela en dépit de la phobie qu'elle nourrit pour les squelettes.
À l'aube de ses 21 ans, Marie est recontactée par Antoine Leandri, qui lui réclame désormais 200 000 francs en échange de ses lettres. Face à ce chantage, celle-ci se résout à confesser ses déboires à son oncle maternel, Edmond Blanc, qui lui conseille alors de se tourner vers Roland Bonaparte. Malgré sa honte, la jeune fille obtempère. Or, à sa grande surprise, le prince reproche surtout à Marie de ne pas s'être confiée à lui plus tôt. Il prend ensuite attache avec l'avocat Edgar Demange, défenseur de Pierre-Napoléon Bonaparte au moment de l'« affaire Victor Noir ». Finalement, le juriste parvient à un accord avec le maître-chanteur corse. En échange de 100 000 francs, ce dernier accepte de remettre l'intégralité de sa correspondance à la princesse. Il renonce par ailleurs à la tenue d'un procès, qui n'aurait pas manqué d'éclabousser la jeune fille,,. Pour Marie Bonaparte, qui doit en outre rembourser 36 000 francs avec intérêts à Dominique Bonnaud (pour l'argent qu'il a versé en son nom à Leandri avant sa majorité) et s'acquitter de 10 000 francs de frais d'avocat, ce dénouement est un énorme soulagement.
Deux ans après ces événements, en 1905, Justine-Éléonore Ruflin meurt dans la chambre qu'elle occupe dans l'hôtel-Roland, situé avenue d'Iéna,. Pour Marie, qui a toujours entretenu des relations difficiles avec sa grand-mère, ce décès est surtout l'occasion d'assouvir une fascination morbide pour la mort et les rituels qui l'entourent. Bien plus, il constitue une sorte de libération, tant la jeune fille a le sentiment d'avoir été opprimée par son aïeule tout au long de son enfance et de son adolescence. À la grande déception de la princesse, la disparition de sa grand-mère n'est par contre pas l'occasion d'un rapprochement avec son père, qui s'enferme dans la tristesse et se montre toujours aussi distant avec elle. Constamment préoccupé par l'argent, qu'il se plaint de dépenser en excès pour maintenir sa maison, Roland Bonaparte demande même à sa fille de tester en sa faveur, ce qu'elle se refuse à faire.

#### Une princesse difficile à marier
Alors que son cousin le prince Léon Radziwill se marie, en 1905, avec Claude de Gramont et que sa cousine Jeanne de Villeneuve-Esclapon s'unit, l'année suivante, au baron Lucien Leret d'Aubigny, Marie Bonaparte se montre peu intéressée par le mariage. Toujours désireuse d'étudier la médecine, elle craint également de n'être courtisée que pour son immense fortune. Peu habituée à s'habiller ou à fréquenter le monde, elle mène une vie de recluse et est invitée à son premier bal, chez la princesse Murat, à presque 25 ans. Ses phobies et son hypocondrie la conduisent, par ailleurs, à se comporter de manière étrange, si bien que Roland Bonaparte et Christian de Villeneuve-Esclapon la jugent longtemps immariable.

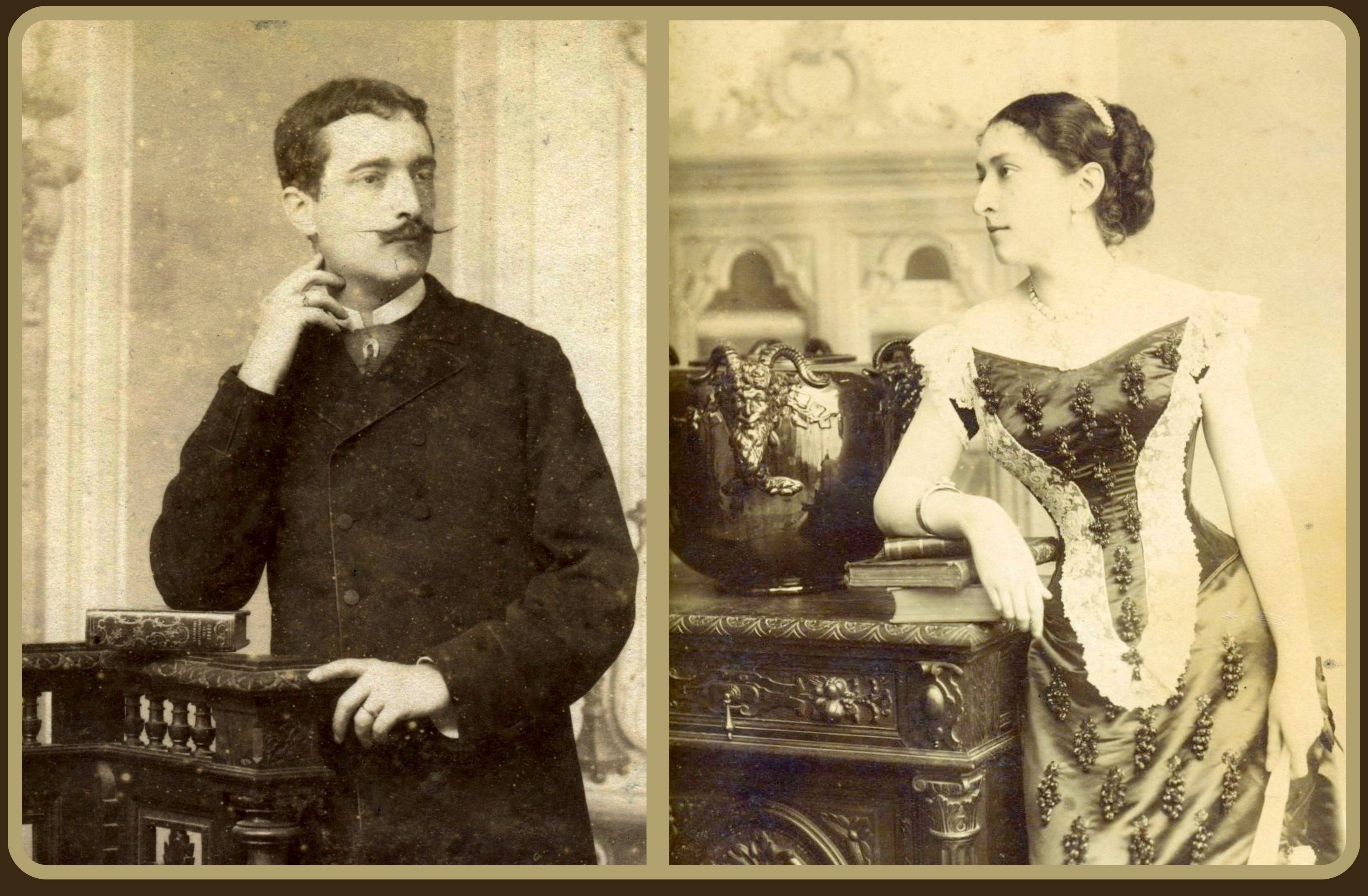
Christian de Villeneuve et Jeanne Bonaparte, oncle et tante de Marie.

Cela n'empêche pas les proches de le jeune fille d'échafauder des projets matrimoniaux à son intention. Fidèle soutien du carlisme, son oncle Christian rêve ainsi de l'unir au duc de Madrid,. Fervente catholique, sa gouvernante « Mimau » imagine la marier au prince héréditaire Louis de Monaco, afin d'éloigner celui-ci d'une vie de péchés. Désireux de laver la tache de sa propre illégitimité, son père cherche, quant à lui, à l'unir à un prince de sang royal et l'imagine fiancée à Hermann de Saxe-Weimar, héritier présomptif du Grand-duché de Saxe-Weimar-Eisenach. Parmi tous ces prétendants hypothétiques, seul le prince monégasque trouve grâce aux yeux de Marie, qui le sait assez riche pour ne pas en avoir après son or. Cependant, celui-ci ne s'intéresse pas à elle et il refuse même de la rencontrer,.
C'est finalement d'un autre pays méditerranéen que se présente le fiancé de la princesse. Sur les conseils du diplomate Nicolas Delyannis, Roland Bonaparte décide en effet d'unir sa fille au prince Georges de Grèce, apparenté à la plupart des dynasties du vieux continent grâce à sa filiation avec le « Beau-père de l'Europe », Christian IX de Danemark. En septembre 1906, le prince Roland organise ainsi un grand déjeuner en l'honneur du roi Georges Ier de Grèce, alors de passage à Paris. À la suite de cet événement, le roi des Hellènes fait savoir à son hôte qu'il serait ravi d'avoir Marie pour belle-fille. Une rencontre entre les deux jeunes gens est donc organisée quelques mois plus tard. Le 19 juillet 1907, le prince Georges se présente ainsi à l'hôtel-Roland en compagnie de son frère aîné, le diadoque Constantin. C'est le début d'une cour de 28 jours, au bout de laquelle Marie finit par accepter la demande en mariage d'un jeune homme qu'elle trouve séduisant et attendrissant mais peu à son écoute.
Le 29 août 1907, les deux jeunes gens se fiancent donc officiellement. Un contrat de mariage est aussitôt signé. Au grand étonnement de Roland Bonaparte, Georges de Grèce accepte, avec bienveillance, la séparation de biens et refuse tout droit de survie. Il rejette également la dotation que lui propose son futur beau-père. Quant à Marie, elle reçoit du prince Roland l'usufruit de l'héritage de Marie-Félix Blanc, estimé à 250 000 francs de rente, somme qui vient s'ajouter aux 800 000 francs qu'elle percevait déjà. Peu après, le marquis et la marquise de Villeneuve-Esclapon entament des négociations avec la papauté pour permettre à Marie d'épouser un orthodoxe, considéré comme schismatique. C'est cependant un échec et la jeune fille est excommuniée, sans qu'elle en ressente la moindre tristesse, compte tenu de l'athéisme qu'elle professe depuis son adolescence. Dans le même temps, Marie fait l'achat, à la maison Drecoll, d'un énorme trousseau, qui engloutit la quasi-totalité de son revenu annuel,.

### Une union bancale

#### Un mariage à trois

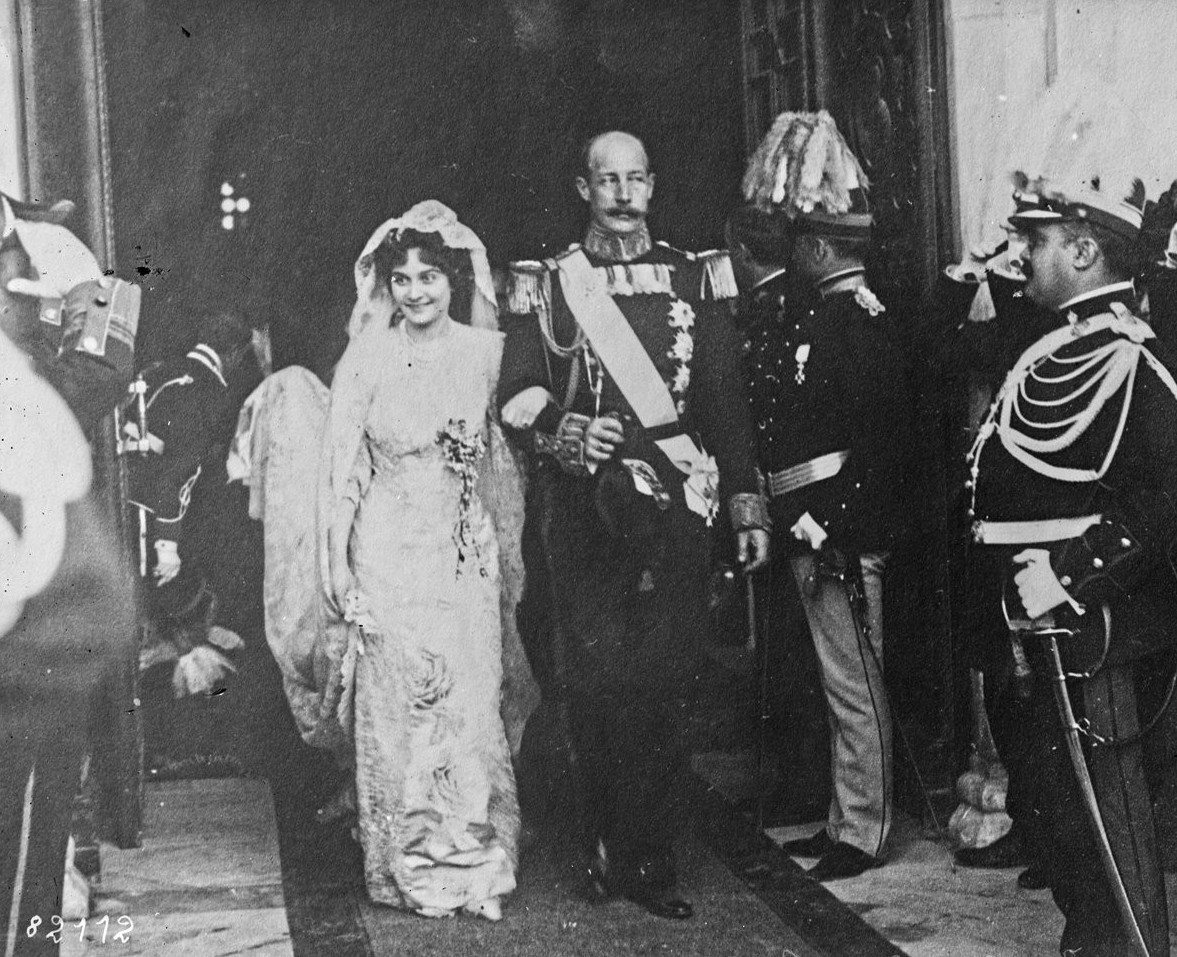
Marie et Georges de Grèce, lors de leurs noces à Athènes (1907).

Le mariage civil du jeune couple est célébré à la mairie du 16e arrondissement de Paris, le 21 novembre 1907. Les témoins de Marie sont ses tantes, les princesses Jeanne Bonaparte et Louise Radziwill ; ceux de Georges sont son frère Nicolas et le diplomate grec Nicolas Delyannis. Afin de ne pas avoir à affronter son ennemi, l'homme politique Elefthérios Venizélos, qui l'a combattu lorsqu'il était haut-commissaire de la Crète autonome, le prince aurait préféré que la cérémonie religieuse se déroule également en France mais le roi des Hellènes ne l'entend pas de cette oreille et le mariage orthodoxe est célébré à Athènes le 12 décembre 1907. Il donne lieu à une longue et imposante cérémonie, durant laquelle Marie se sent proche de défaillir.
Les premiers contacts de Marie avec sa belle-famille sont chaleureux, même si des frictions se font rapidement jour entre elle et l'une de ses belles-sœurs, la grande-duchesse Hélène Vladimirovna de Russie, connue pour son caractère hautain. C'est cependant la personnalité du prince Valdemar de Danemark, frère cadet du roi Georges Ier de Grèce, qui attire le plus l'attention de Marie Bonaparte. Son mari lui a, en effet, longuement parlé de cet oncle, auquel il voue une tendresse toute particulière depuis son adolescence passée dans la marine royale danoise. À son grand désarroi, Marie comprend progressivement que son époux est homosexuel et qu'il est passionnément amoureux du prince, que Marie trouve, quant à elle « fort ordinaire, pas très beau, peu intelligent, peu généreux et souvent acariâtre »,,.
Dans ces conditions, la nuit de noces du jeune couple se passe mal. Il faut ainsi toute la persuasion de Valdemar de Danemark, qui a accompagné le prince et la princesse dans leur lune de miel, pour que Georges réussisse à accomplir son devoir conjugal. Le prince de Grèce se montre en outre maladroit et brutal avec sa femme, à qui il déclare, quand il la prend : « Je hais cela autant que toi. Mais il faut bien, si l'on veut des enfants… »,. En dépit de cet échec et des nombreux adultères réciproques qui le suivent, naît, au sein de ce couple improbable, une profonde amitié qui dure jusqu'à la mort de Georges, en 1957,.

#### Une belle-famille ennuyeuse

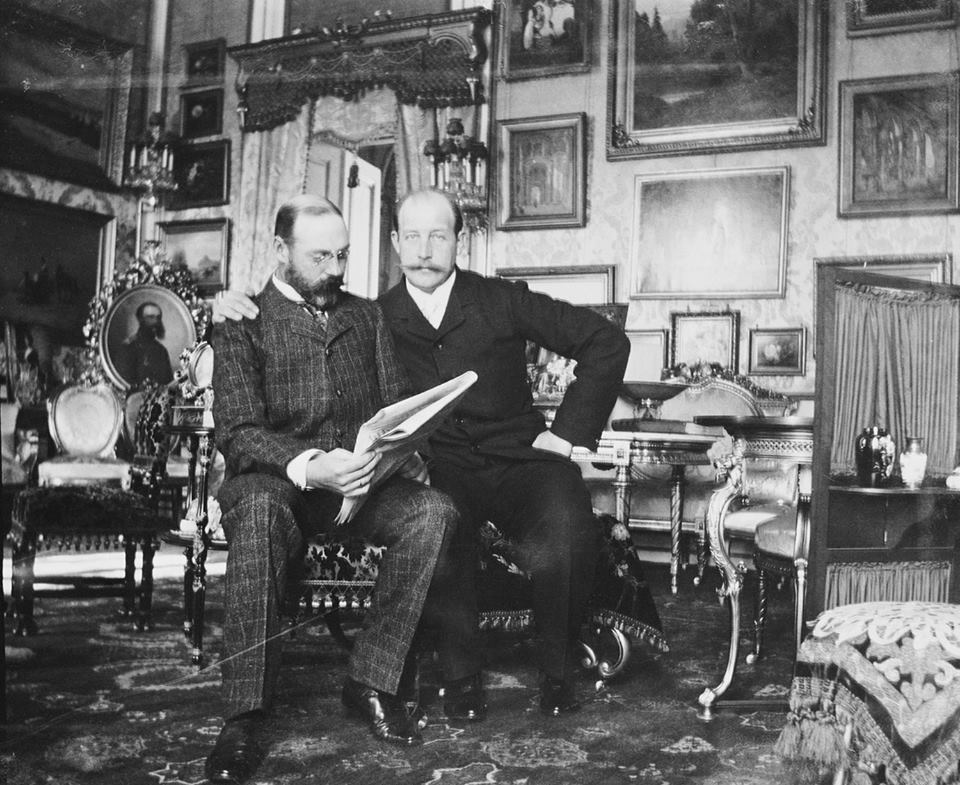
Les princes Georges de Grèce (à droite) et Valdemar de Danemark (à gauche), vers 1900.

Le prince Georges n'ayant presque aucune obligation officielle, le couple passe les premières années de son mariage entre sa résidence athénienne,, l'hôtel parisien du prince Roland et la petite ville danoise de Gentofte, où le prince Valdemar possède sa résidence d'été. Marie séjourne alors de longues semaines en compagnie des descendants du roi Christian IX de Danemark, et cela lui pèse. Pour elle, qui a toujours vécu dans un environnement intellectuellement stimulant, la famille de son époux semble désespérément fade et bourgeoise,. Seule la princesse Marie d'Orléans, épouse de Valdemar, et le duc de Cumberland, héritier du trône de Hanovre, trouvent grâce à ses yeux parce qu'ils apparaissent « comme deux bougies allumées parmi des bougies éteintes ».
Déçue par sa nouvelle vie, Marie Bonaparte envisage un moment de quitter son époux, mais sa grossesse l'en dissuade finalement. Revenue en France pour accoucher, elle vit dans la hantise de mourir en donnant le jour à son enfant, comme sa mère. Cependant, l'arrivée du bébé (un petit garçon né le 3 décembre 1908 et prénommé Pierre) se passe bien et rapproche même la princesse de son époux, qui est ravi d'avoir un fils. L'ennui lié au quotidien de la princesse reprend cependant bien vite le dessus. Confrontée à la froideur de Georges, qui lui préfère Valdemar, elle flirte avec l'un des fils de celui-ci, le prince Aage de Danemark. Plus tard, elle entretient une liaison avec l'un des frères de Georges, le diadoque Constantin, avant de nouer une relation avec Lembessis, le chambellan de son époux,.
En dépit de ces événements, Marie et Georges poursuivent leur vie conjugale et la princesse devient à nouveau enceinte. Le 10 février 1910, elle accouche, à Paris, d'une petite fille prénommée Eugénie. Cette naissance ne réjouit pas le prince hellène, qui aurait préféré avoir un autre garçon. Dans le même temps, « Mimau », qui continuait à vivre avec sa protégée depuis son mariage, développe un comportement instable et décide finalement de retourner auprès de sa propre famille. Pour Marie, qui voit toujours dans la vieille femme une mère de substitution, c'est un crève-cœur, même si leur relation se poursuit à distance.

#### Un pays en révolution et en guerre

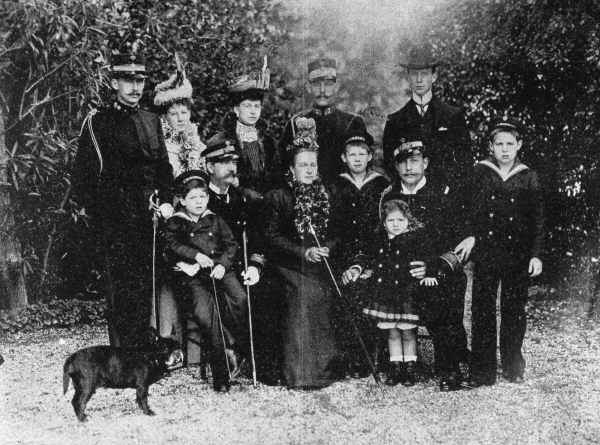
Le roi Georges Ier et la reine Olga de Grèce entourés de leurs enfants et petits-enfants (1904).

Le 28 août 1909, le royaume de Grèce est secoué par un coup d'État militaire qui porte bientôt Elefthérios Venizélos, l'ennemi juré du prince Georges, à la tête du cabinet. Dans le même temps, les fils du roi Georges Ier sont contraints à démissionner de l'armée et l'époux de Marie, qui était déjà en disponibilité depuis 1906, doit renoncer à ses fonctions dans la marine hellénique. Après une période de forte instabilité, dont Marie se sert comme excuse pour ne pas rentrer à Athènes, le pays se modernise sous l'action du nouveau Premier ministre. En 1912, l'homme d'État crétois profite par ailleurs de l'affaiblissement que connaît l'Empire ottoman après sa guerre contre l'Italie pour nouer des alliances avec les autres royaumes des Balkans, en prévision d'un nouveau conflit.
Alors que la guerre approche, les fils du roi des Hellènes sont rappelés dans l'armée et Marie, Georges et leurs enfants rentrent à Athènes le 10 octobre 1912. Quelques jours plus tard, le 17 octobre, la Grèce rejoint ses alliés, déjà en conflit contre l'Empire ottoman. Marie et son époux offrent alors des ambulances à l'armée, qui n'en disposait guère. Georges est ensuite nommé aide de camp général de son père, tandis que Marie se joint à la reine Olga et à ses belles-sœurs Sophie, Hélène et Alice pour organiser les secours aux soldats blessés. L'arrière-petite-nièce de Napoléon Ier prend ainsi la tête d'un hôpital improvisé dans l'École militaire et du navire-hôpital Albania, chargé d'acheminer des blessés de Volos et de Salonique jusqu'à la capitale. En décembre, la princesse reçoit en outre la gestion de l'hôpital d'Épire, ce qui l'amène à faire la connaissance d'un jeune chirurgien suisse nommé Albert Reverdin. C'est le début d'une nouvelle liaison, qui dure tout au long de la guerre et qui reprend, plus tard, à Paris.
Revenue dans la capitale hellénique à la mi-février 1913, Marie engage une nouvelle gouvernante britannique pour ses enfants. Nommée Violet Croisdale, mais rapidement surnommée « Croisy », celle-ci joue ensuite un rôle important dans la vie de la princesse et de sa famille. Peu de temps après, le 18 mars, le roi Georges Ier est assassiné à Thessalonique et Marie assiste à ses funérailles aux côtés du reste de la famille royale. Après cet événement tragique, la jeune femme, son époux et leurs enfants rentrent en France et, lorsque éclate la deuxième guerre balkanique, en juin, seul Georges reprend la route de la Grèce. Un mois plus tard, les combats se terminent, laissant le royaume hellène considérablement agrandi et le gouvernement de Venizélos affermi. Georges n'ayant plus de raison de rentrer à Athènes, son épouse est désormais libre de mener la vie dont elle rêve à Paris.

### La Première Guerre mondiale

#### De Paris à Gentofte

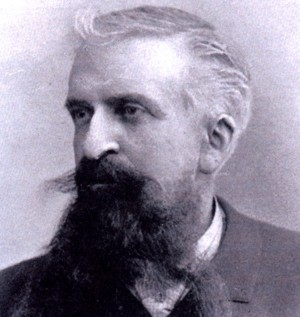
Le Dr Gustave Le Bon, ami de Marie, à la fin du XIXe siècle.

Depuis 1909, Marie est l'amie du médecin et sociologue Gustave Le Bon, que le prince Roland lui a présenté. Célèbre pour ses ouvrages, et notamment pour La Psychologie des foules (1895), le vieil homme jouit d'une réputation de penseur et il organise, chaque semaine, des déjeuners et des dîners durant lesquels il réunit toutes sortes de personnalités brillantes,. Rapidement, Le Bon se transforme en père de substitution et en guide intellectuel pour la princesse, qui est fascinée par son esprit. Encouragée par son idole, elle se remet à écrire,. Elle commence également à recevoir, et accueille notamment les hommes politiques Raymond Poincaré et André Tardieu, à l'occasion de « petits dîners », durant lesquels elle a la joie de constater qu'elle plaît à ceux qu'elle admire.
Revenue à Paris après la Première guerre balkanique, en juin 1913, Marie reprend ses invitations et accueille, chez son père, l'écrivain Rudyard Kipling, qu'elle présente à ses enfants. La liaison qu'elle entame, dans les mêmes moments, avec le Président du Conseil Aristide Briand, la guérit toutefois de cette frénésie de réceptions,. De fait, cette nouvelle relation extraconjugale trouble la princesse, qui tombe passionnément amoureuse de l'homme politique, alors qu'elle ne ressentait qu'une forte attraction sexuelle pour ses précédents amants. Cela ne l'empêche cependant pas de continuer à voir Albert Reverdin lorsqu'il séjourne dans la capitale française,,.
Marie et sa famille sont encore en France lorsque se produit l'attentat de Sarajevo, qui coûte la vie à l'archiduc François-Ferdinand d'Autriche et à son épouse, mais l'événement ne leur semble pas assez grave pour qu'ils diffèrent leur séjour annuel au Danemark. Arrivée à Bernstorff le 2 juillet 1914, la princesse est bientôt surprise par le déclenchement de la Première Guerre mondiale, qui l'isole jusqu'en octobre dans le petit royaume scandinave, resté neutre. Fervente patriote, Marie se lamente alors de n'être pas à Paris et publie, avec l'approbation de la famille royale de Danemark, un article (intitulé « Victimes » et signé « M. B. ») dans Le Temps pour exprimer son indignation après l'incendie, par les forces allemandes, de la bibliothèque de Louvain.

#### Entre Paris et Athènes

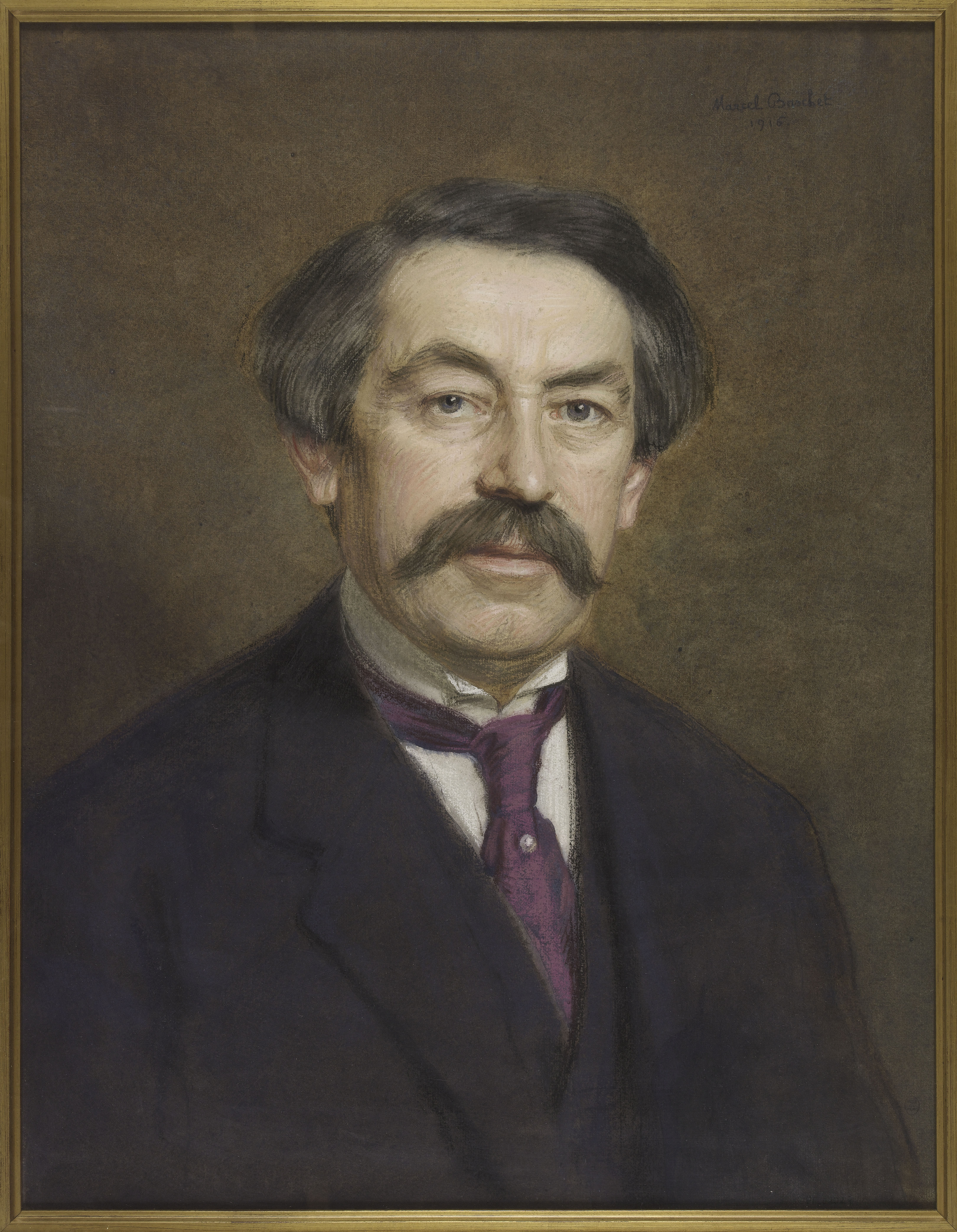
Portrait d'Aristide Briand, premier grand amour de Marie, par Marcel Baschet (1916).

Le royaume hellène étant resté neutre, Marie et sa famille parviennent finalement à revenir en France le 14 novembre 1914, grâce à leurs passeports grecs. Après une halte à l'hôtel-Roland, ils s'établissent dans la demeure où la princesse a vu le jour, à Saint-Cloud. Du fait de son appartenance à la famille royale de Grèce, Marie ne peut pas s'impliquer, comme elle le voudrait, pour soutenir l'armée française. Elle réunit cependant des fonds destinés à la Croix-Rouge et à un hôpital tenu par une demoiselle Argyropoulos. La princesse reprend par ailleurs sa liaison avec Aristide Briand, qui devient progressivement un intime de la famille. Adoré par Pierre et Eugénie, l'homme politique parvient par ailleurs à se faire adopter par Roland Bonaparte et Georges de Grèce, qu'il éprouve finalement du remords à tromper.
Le 8 juin 1915, Georges et Marie retournent à Athènes, après avoir mis leurs enfants en lieu sûr au château de Bonnétable, chez Lise Radziwill, duchesse de Doudeauville. Le roi Constantin Ier est alors gravement malade et la Grèce traverse de grosses difficultés politiques, causées par les divisions entre partisans de la Triple-Entente et des puissances centrales. Marie, qui éprouve de la sympathie pour Elefthérios Venizélos depuis les Guerres balkaniques, aimerait le voir revenir aux commandes du pays. Elle juge par ailleurs la reine Sophie, sœur du kaiser Guillaume II, beaucoup moins pro-allemande que le gouvernement.
Revenue en France le 20 juillet suivant, Marie commet des imprudences avec Briand et la rumeur de leur liaison se répand rapidement dans la capitale. Le prince Georges en conçoit de la tristesse et de la jalousie, mais il réagit assez mollement. Il espère, en effet, profiter de la position de l'amant de son épouse pour jouer les conciliateurs entre l'Entente et la Grèce, où commence, en octobre 1915, l'occupation de Thessalonique par les Alliés. Au fil des mois, les tensions croissantes entre le royaume hellène et l'Entente conduisent toutefois le prince Georges à se montrer plus critique vis-à-vis du gouvernement français, qu'il accuse de vouloir renverser sa dynastie. Dans ce contexte difficile, Marie montre son engagement vis-à-vis de son pays natal en fondant, à Thessalonique, un hôpital destiné aux soldats du corps expéditionnaire allié,. Or, après la confrontation des forces françaises et grecques à Athènes le 1er décembre 1916, Briand propose aux Alliés de destituer Constantin Ier, ce qui fait dire à ses ennemis qu'il désire faire de sa maîtresse la nouvelle reine des Hellènes. Cependant, Marie n'a absolument aucune ambition en ce sens.
Les dernières années de la guerre ne sont que tristesse et colère pour le prince Georges et Marie, qui éprouve toujours de la tendresse pour son époux, en souffre d'autant plus que le nom de sa belle-famille est régulièrement insulté par la presse française. En février 1917, une révolution secoue la Russie et contraint le tsar Nicolas II à abdiquer. Quelques mois plus tard, en juin, Constantin Ier est balayé du trône par les Alliés puis remplacé par son deuxième fils, le jeune Alexandre Ier. Surtout, de nombreux parents russes du prince hellène, parmi lesquels ses beaux-frères les grands-ducs Paul et Georges, sont assassinés par les Bolcheviks. Roland Bonaparte, le père de Marie, souffre lui-aussi des événements qui secouent l'Europe mais c'est parce que l'arrivée des communistes à Moscou lui fait perdre la moitié de sa fortune, constituée en grande partie d'emprunts russes.

#### Entre Paris et la province

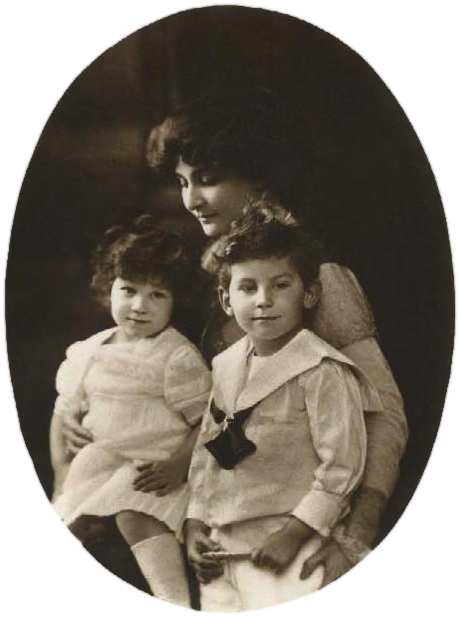
Marie et ses enfants, Eugénie et Pierre de Grèce (1912).

À la fin de la Première Guerre mondiale, Marie et Aristide Briand s'éloignent progressivement, même s'ils restent en bons termes. L'homme politique souffre en effet de la frigidité de la princesse, qui peine à se donner à lui. Cela n'empêche pas celle-ci d'acquérir, en 1918, le château de Blain, étroitement lié à l'enfance du Président du Conseil. Pendant cette période, la princesse voyage à plusieurs reprises en province avec ses enfants. Elle se rend ainsi à Nice pour voir « Mimau », qui meurt le 23 avril 1919, et séjourne longuement dans son domaine breton, notamment lorsque la grippe espagnole frappe la capitale.
Le 2 décembre 1918, Marie signe un contrat avec les éditions Flammarion pour la publication d'un premier ouvrage. Paru dans la collection dirigée par Gustave Le Bon, il est intitulé Guerres militaires et guerres sociales,,. L'écriture de ce livre est l'occasion, pour la princesse, de se plonger dans l'étude de la vie politique. Elle assiste ainsi à de nombreux meetings socialistes et dévore les auteurs communistes, parmi lesquels Lénine et Trotski. Aboutissement d'un travail de longue haleine, cet ouvrage de méditations sur la guerre reflète avant tout, d'après Célia Bertin, la biographe de la princesse, « l'originalité d'esprit et l'individualisme de son auteur ».
La princesse consacre par ailleurs beaucoup de temps à ses enfants et les emmène notamment voir leur grand-mère, la reine Olga Constantinovna de Russie, à Saint-Jean-Cap-Ferrat, en mars 1920. Mère attentive mais parfois étouffante, elle est particulièrement fière de son fils Pierre mais se montre plus négligente vis-à-vis d'Eugénie, qui en conçoit une forte jalousie. Alors que Georges s'occupe de l'éducation religieuse des petits princes, Marie supervise leur formation intellectuelle. D'abord confiés aux soins d’un précepteur suisse, Henri Hoesli, les enfants étudient plus tard dans des lycées publics, ce qui est, à l'époque, très atypique dans le milieu des familles royales.
Pendant ce temps, la belle-famille de Marie continue à pâtir des bouleversements liés à la Grande guerre. Prisonnier des vénizélistes depuis son avènement, Alexandre Ier meurt subitement après avoir été mordu par un singe domestique le 25 octobre 1920. Cet événement tragique, qui survient au moment où la Grèce est aux prises avec la Turquie à propos de la domination de l'Asie mineure, permet à Constantin Ier d'être rappelé sur le trône. Une succession de désastres militaires conduit cependant le souverain à abdiquer au profit de son fils aîné, en 1922. Incapable de rétablir la situation, Georges II est bientôt chassé du pouvoir et la République est proclamée à Athènes le 25 mars 1924. Marie accueille alors, dans une petite maison qu'elle possède à Saint-Cloud, son beau-frère le prince André et la famille de celui-ci,.

### Troubles intérieurs

#### Écriture, amour et maladie

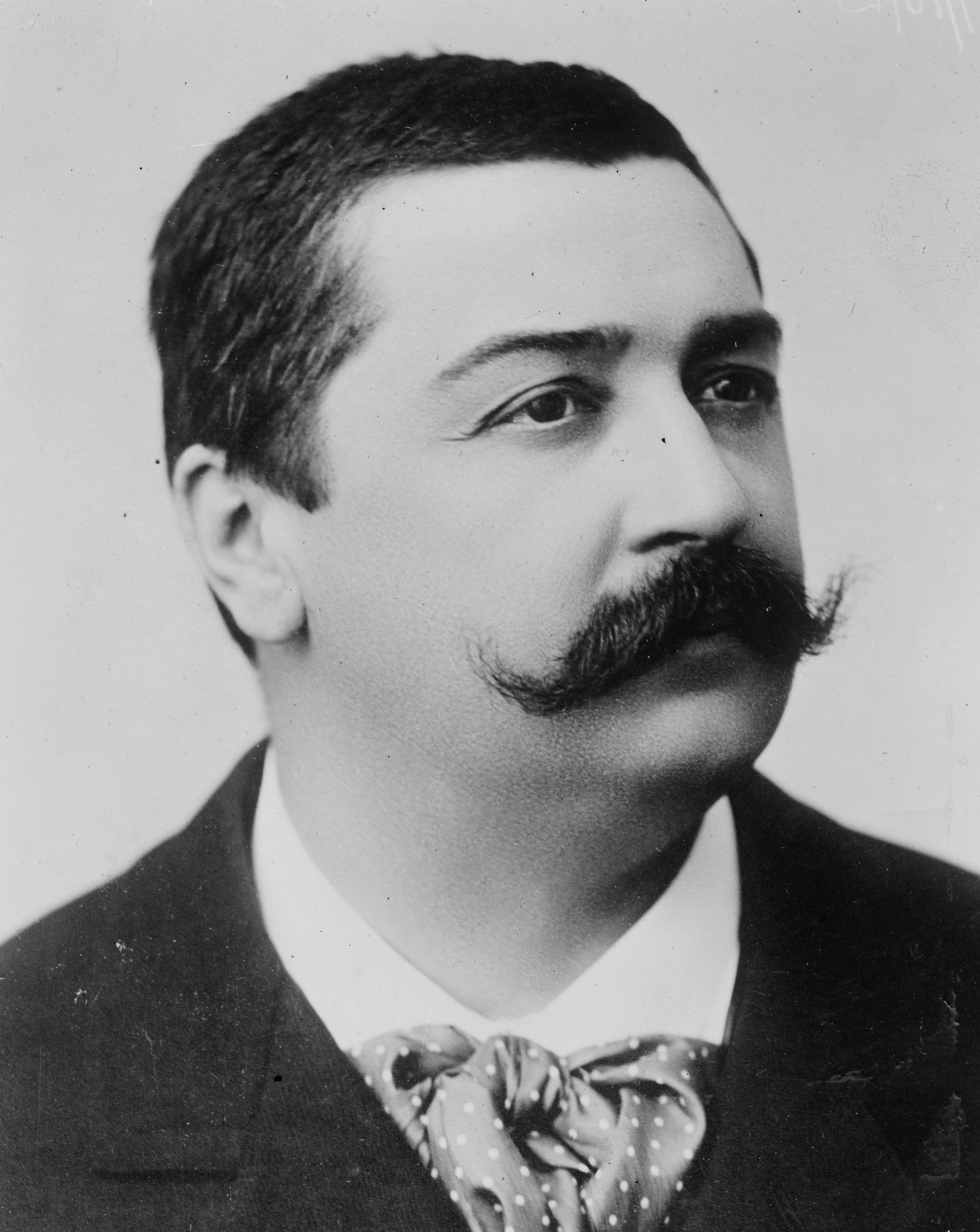
Roland Bonaparte, vers 1914.

À partir de 1922, la santé de Roland Bonaparte se dégrade. Atteint d'un cancer de la prostate, le prince subit plusieurs opérations et Marie revient vivre avenue d'Iéna pour prendre soin de lui. Très préoccupée par le sort de son père, elle commence la rédaction d'un nouvel ouvrage, dans lequel elle exprime son amour filial. Publié seulement en 1951, il est intitulé Monologue devant la vie et la mort. En parallèle, la princesse rédige un autre livre, aux tonalités pessimistes. Dédié à ses enfants, il est composé d'impressions sur la propriété de Saint-Cloud et de quatre contes. Publié en 1924, il a pour titre Le Printemps sur mon jardin,,.
L'éloignement d'Aristide Briand et la maladie du prince Roland rapprochent Marie du Dr Jean Troisier, époux de Geneviève Ollivier depuis 1911,. La princesse et le médecin partagent en effet le même amour de la musique. Marie est en outre fascinée par le savoir de celui qui lui rappelle combien elle aurait aimé devenir médecin. Dans ces conditions, la princesse tombe, une nouvelle fois, amoureuse et Jean Troisier devient son amant en décembre 1922. En dépit de la forte amitié qui l'unit à Geneviève Ollivier depuis l'adolescence, Marie n'éprouve aucun remords vis-à-vis d'elle. La princesse souffre, par contre, de la frigidité qui la bloque, et dont Troisier joue en comparant sa maîtresse à son épouse, avec laquelle il continue régulièrement à accomplir son devoir conjugal.
À mesure que sa relation avec son nouvel amant devient plus étroite, la princesse s'éloigne de Gustave Le Bon, dont l'intellect lui paraît désormais bien limité. C'est pourtant le vieil homme qui lui fait découvrir Sigmund Freud, en lui conseillant la lecture de l'Introduction à la psychanalyse, récemment traduite en français. Peu de temps après, le 29 novembre 1923, Marie fait la connaissance du Dr René Laforgue, correspondant du fondateur de la psychanalyse,, qui devient vite son confident. Obsédée par ses problèmes sexuels, la princesse se passionne également pour les travaux du chirurgien autrichien Josef von Halban, dont elle se fait rapidement la propagandiste. En avril 1924, elle publie ainsi, sous le pseudonyme d'« A.-E. Narjani », un article intitulé « Considérations sur les causes anatomiques de la frigidité chez la femme ». À partir de prétendues observations réalisées sur « 200 sujets pris au hasard dans la population parisienne », elle y soutient que la distance entre le clitoris et le méat urétral est responsable de l'absence d'orgasme chez certaines femmes,,,.

#### La mort du prince Roland et ses conséquences

L'hôtel-Roland, actuel Shangri-La Paris, en 2011.

Roland Bonaparte meurt dans son hôtel particulier de l'avenue d'Iéna, le 14 avril 1924. La disparition de son père cause un grand trouble dans la psyché de la princesse. Celle-ci doit, en effet, surmonter l'absence d'un homme qu'elle a toujours adulé mais qui ne lui a jamais vraiment témoigné son amour. Elle doit, en outre, gérer sa succession (estimée à 60 millions de francs) et « remuer le passé » en déménageant sa maison, qu'elle ne souhaite nullement habiter et qui regorge de livres, de plantes séchées, de minéraux, de meubles et d'objets de style Empire, qu'elle déteste. Bientôt atteinte de dépression, elle est traversée de pensées suicidaires. Elle développe, par ailleurs, une crise de salpingite et se fait, ensuite, opérer d'un kyste ovarien, ce qui la laisse dans un état de grande fatigue.
Tiraillée entre la liberté à laquelle elle aspire et ses responsabilités d'altesse royale, l'arrière-petite-nièce de Napoléon Ier supporte, en outre, de plus en plus mal de devoir participer aux événements mondains organisés par la parentèle du prince Georges. L'atmosphère passéiste qui lui semble régner autour des familles royales heurte ses convictions républicaines. La princesse vit, par ailleurs, dans la crainte de perdre son amant, de vieillir et de devenir laide. Elle trouve, malgré tout, la force de continuer à écrire. Elle rédige ainsi, durant l'été 1924, Les Glauques Aventures de Flyda des Mers. Publiée seulement en 1950, cette œuvre constitue, selon les mots de Célia Bertin, un récit maladroit dans lequel se « devine la profondeur du désespoir » de son auteur.
Consciente qu'elle est victime de troubles psychiques, Marie se livre toutefois à une série d'opérations de chirurgie esthétique, durant l'hiver 1924-1925. Le Dr Harold Gillies lui retouche alors les seins, avant de rectifier la petite cicatrice qu'elle a à la base du nez et qu'elle a déjà fait opérer à deux reprises. Quelques mois plus tard, la princesse part effectuer une cure thermale à Salies-de-Béarn. Parallèlement, elle demande au Dr René Laforgue, avec lequel elle a effectué quelques séances qu'elle ne souhaite pas poursuivre, d'intercéder auprès de Sigmund Freud pour qu'il la reçoive en analyse,. Contacté par son disciple en avril 1925, le praticien autrichien se méfie d'abord de cette personne célèbre et mondaine, et refuse, dans un premier temps, de recevoir Marie parce qu'il la soupçonne de vouloir le rencontrer pour se divertir. Après plusieurs échanges épistolaires, il se ravise cependant et rendez-vous est pris, à Vienne, pour le 30 septembre 1925,. Élisabeth Roudinesco précise que Marie Bonaparte ne cherche pas seulement auprès de Freud une résolution de ses problèmes, mais veut aussi recevoir de sa part une formation didactique.

#### La rencontre avec Sigmund Freud

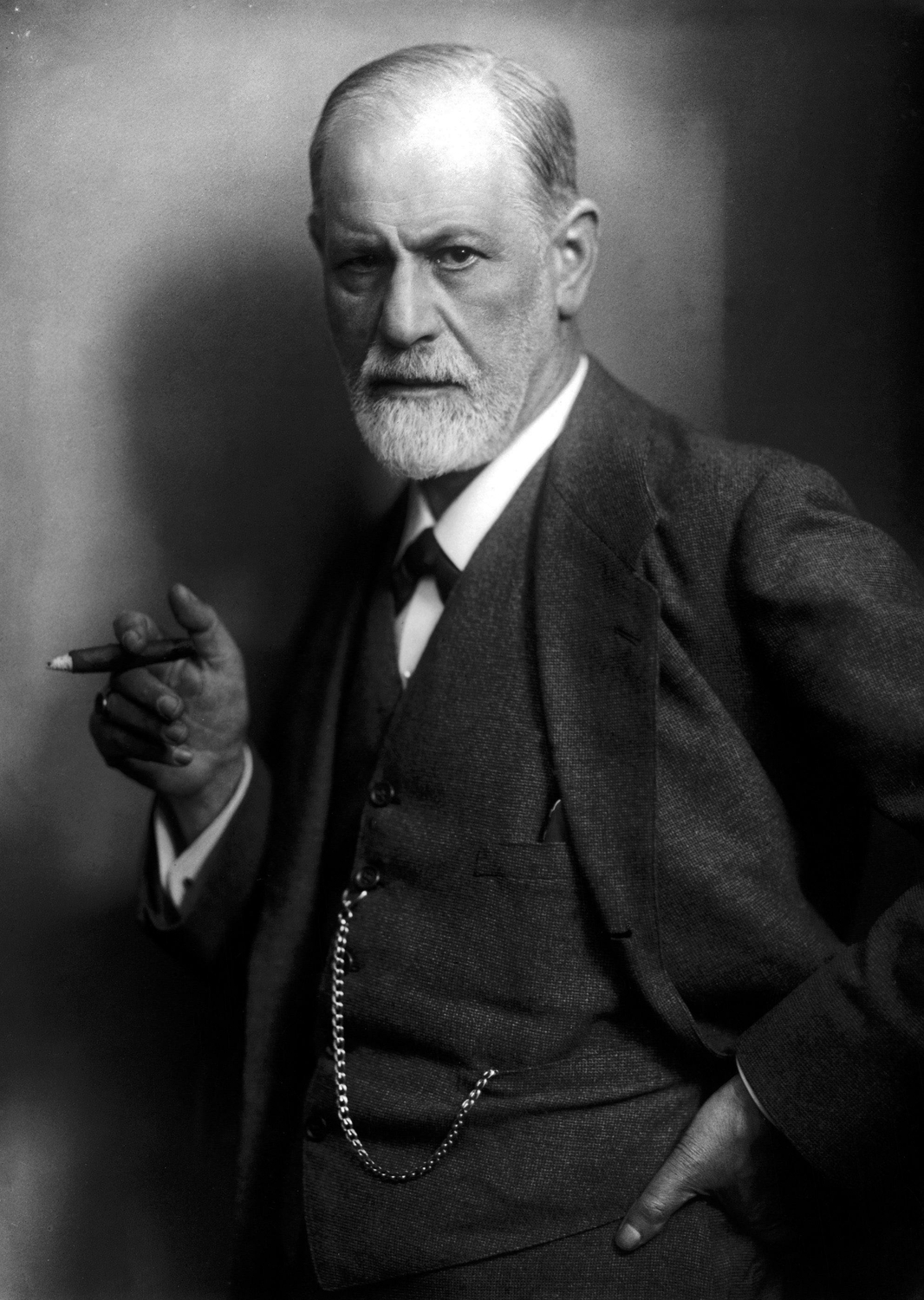
Sigmund Freud, analyste et maître à penser de Marie (v. 1921).

En dépit de l'opposition du prince Georges et de Jean Troisier, Marie se rend donc en Autriche pour y rencontrer le père de la psychanalyse. Jusqu'à la mi-décembre 1925, Sigmund Freud la reçoit quotidiennement au cours d'une, puis deux, séances organisées dans sa demeure. Une confiance réciproque se noue alors entre l'analysante et le vieux praticien, qui ne tarde pas à se confier à la princesse,. Il lui parle ainsi de son cancer de la mâchoire, de ses déboires amicaux, des deuils familiaux qui l'ont frappé et des difficultés financières qu'il a traversées après la Première Guerre mondiale. Il lui explique également qu'avant sa rencontre, il n'espérait plus rien de la vie, mais qu'il voit désormais en elle l'introductrice de la psychanalyse en France. De son côté, Marie est totalement fascinée par Freud et ne ressent aucune difficulté à lui confier son intimité. Durant l'analyse, elle ne rencontre d'ailleurs qu'une seule vraie résistance, lorsque Freud interprète l'un de ses rêves en disant qu'elle a probablement vu des adultes faire l'amour lorsqu'elle était enfant,. Au cours de ses séances, Marie prend de nombreuses notes, qui sont plus tard utilisées par Ernest Jones pour écrire la première biographie de Freud. Élisabeth Roudinesco rapporte que la cure de Marie est bien plus longue que celle des autres disciples, s'étalant par tranches de 1925 à 1938. Entre 1925 et 1927, elle découvre que son inconscient est une « bête féroce, heureusement dominée par un génial dompteur ». Freud lui fait apparaître son caractère justicier, voulant se venger de son père qu'elle aimait sans qu'il ne lui rende l'amour en retour.
Durant son séjour viennois, Marie doit par contre affronter les récriminations épistolaires de son entourage. À Paris, le prince Georges se montre particulièrement irrité par son absence et il rend la vie difficile aux enfants et à leur gouvernante, Violet Croisdale, qui menace de démissionner. Eugénie est en pleine crise d'adolescence et ne supporte plus son père, dont la froideur la blesse. De son côté, Pierre se montre jaloux de la relation que sa mère entretient avec Sigmund Freud. Surtout, le marquis de Villeneuve réclame sa nièce après qu'il a été victime d'une crise d'apoplexie, qui l'a laissé à demi-paralysé… Au fil de ses années de mariage, Marie a accumulé beaucoup d'agressivité vis-à-vis de son époux et celle-ci ressort au cours de son analyse. Cependant, Freud rassure la princesse en lui démontrant que Georges ne constitue nullement une menace pour son développement intellectuel. Finalement, Marie quitte Vienne avec l'espoir d'avoir enfin découvert la clé de sa frigidité mais aussi d'avoir trouvé un métier dans lequel elle va pouvoir se réaliser.
De retour à Paris, la princesse subit les plaintes de son entourage. Toujours éprise de Jean Troisier, elle est aussi confrontée à son opposition à ce qu'elle devienne psychanalyste. Cela n'empêche pas la princesse de retourner à Vienne dès le 5 janvier 1926. Son analyse fait alors des progrès rapides. Elle a confié à Freud les cahiers de Bêtises qu'elle a rédigés lorsqu'elle était enfant et qu'elle a retrouvés en déménageant l'hôtel-Roland, et celui-ci arrive à la conclusion qu'elle a été le témoin de relations sexuelles entre sa nourrice, Rose Boulet, et Pascal Sinibaldi, quand elle était enfant. De là, la princesse aurait intégré l'idée que le coït est à la fois une expérience enviable et une agression contre la femme. Parallèlement à son analyse, Marie assiste, grâce à l'intervention du professeur Julius Wagner-Jauregg, à des consultations à la clinique psychiatrique de l'hôpital général de Vienne. Elle se lie par ailleurs d'amitié avec deux proches de Freud, sa fille Anna et l'Américaine Ruth Mack. Finalement, la princesse se lance dans la traduction d'un ouvrage de Freud intitulé Un souvenir d'enfance de Léonard de Vinci.

### Princesse et psychanalyste

#### La fondation de la Société psychanalytique de Paris

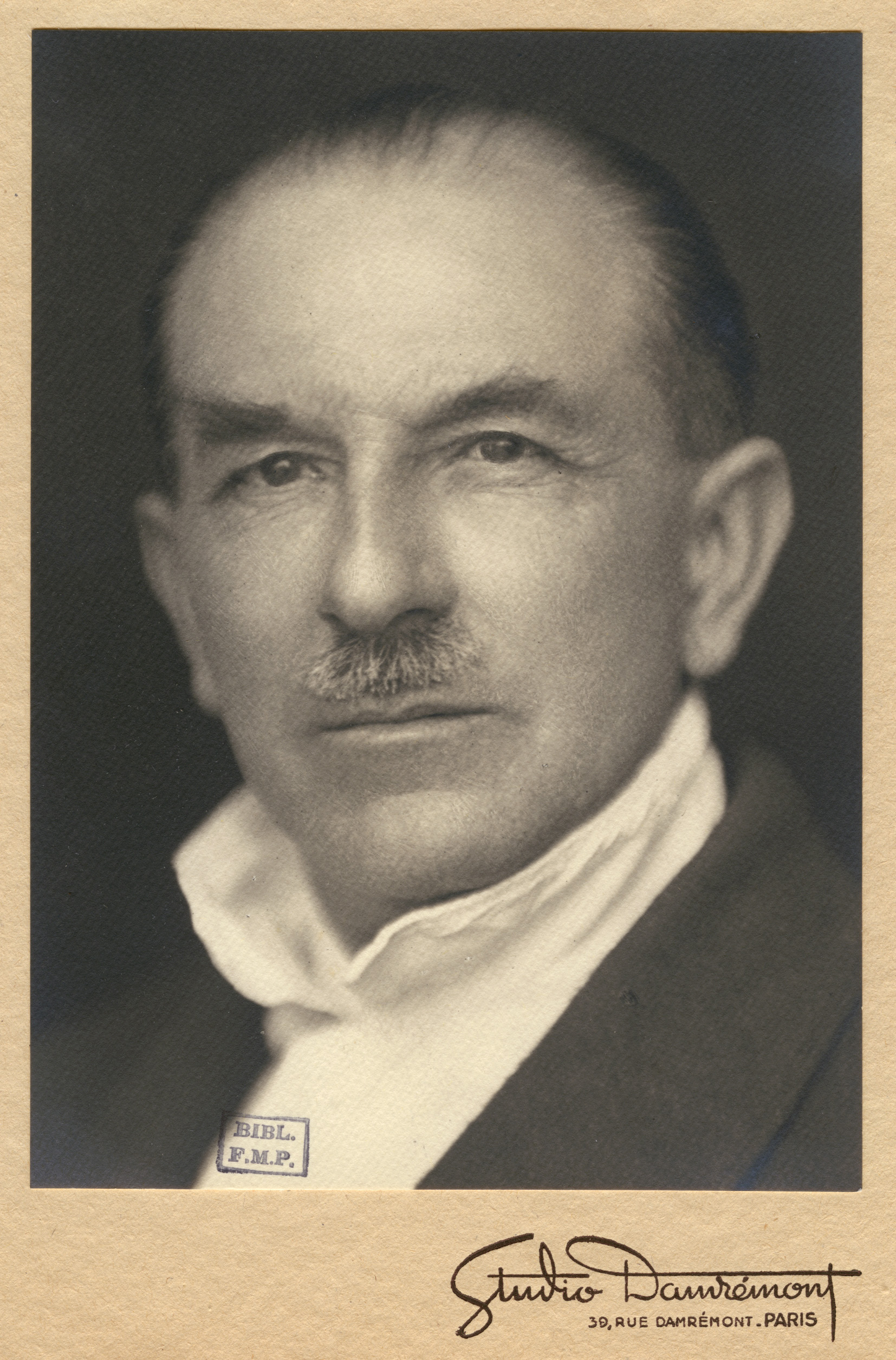
Le Dr Jean Troisier (v. 1930), deuxième grand amour de Marie.

Rentrée à Paris le 26 février 1926, Marie retrouve Pascal Sinibaldi, avec lequel sa famille a rompu pour des histoires d'argent plus de vingt ans auparavant. En dépit des 82 ans du vieil homme, la princesse n'hésite pas à le tourmenter jusqu'à ce qu'il lui avoue avoir couché avec sa nourrice devant elle, lorsqu'elle avait entre six mois et trois ans et demi,,,. Une fois cette confession obtenue, l'arrière-petite-nièce de Napoléon Ier assiste, le 9 mars, chez René Laforgue, à la première réunion du groupe qui va donner naissance à la Société psychanalytique de Paris. Ces événements n'empêchent pas la princesse de continuer à vouloir devenir médecin, et cela malgré l'opposition de ses amis les Dr Jean Troisier et Charles Talamon, et surtout de Sigmund Freud lui-même, qui montre ainsi son appui à l'analyse profane,. De son côté, le prince Georges continue à désapprouver son travail et il lui demande solennellement d'y mettre un terme afin de mieux se consacrer à sa famille, ce qu'elle refuse.
La mort en exil de la reine Olga Constantinovna de Russie en juin 1926 est l'occasion, pour Marie et sa parentèle, d'un voyage en Italie. Après les funérailles royales, la princesse et ses enfants se rendent à Semmering, où Freud passe, chaque année, ses vacances avec sa famille. La rencontre est un succès, puisque Pierre et Eugénie s'attachent sincèrement au vieux praticien et à ses proches. Ce séjour est l'occasion, pour Marie, de travailler sur l'origine de ses terreurs enfantines, une fois encore liées à sa découverte précoce de la sexualité. En dépit de la conversion de la princesse à la psychanalyse, celle-ci continue à chercher une réponse physiologique à sa frigidité. Elle profite ainsi d'un passage à Vienne pour rencontrer le gynécologue Josef von Halban, dont les recherches la fascinent depuis plusieurs années.
Après un bref retour en France à la fin de l'été, Marie revient poursuivre son analyse en Autriche. Elle séjourne, cependant, à Paris en novembre 1926 pour participer à la création de la Société psychanalytique, qui réunit alors neuf membres (parmi lesquels sept hommes, tous médecins, et deux femmes « profanes »),,. En parallèle, la princesse intervient dans la fondation de la Revue française de psychanalyse, dont elle impose, grâce à l'importance de ses financements, une partie des statuts, le nom et la mention « sous le haut patronage du Professeur S. Freud » sur sa couverture. Par la suite, Marie dirige la partie non médicale de la revue, pour laquelle elle traduit ou écrit plusieurs textes, dont un sur la meurtrière Mme Lefèbvre,,,. D'après Rémy Amouroux, la princesse est ainsi à l'origine d'environ 12 % des textes publiés dans la Revue entre 1927 et 1962.

#### Entre difficultés familiales et carrière psychanalytique
Quelques semaines après ces événements, la princesse Eugénie est victime d'une pleurésie et sa mère rentre précipitamment en France. Depuis la rencontre de Marie avec Sigmund Freud, ses proches se lamentent régulièrement de son absence. Afin de calmer son époux et de s'en libérer, la princesse lui a donc acheté un hôtel particulier, situé rue Adolphe-Yvon, à Paris. Elle emmène, maintenant, ses enfants en voyage dans la région des lacs italiens puis installe Eugénie à Leysin, en Suisse, où elle suit un traitement qui dure plusieurs années. Tout cela n'empêche pas Marie de poursuivre ses propres activités. Elle continue son travail psychanalytique tout en envisageant encore des études de médecine. Elle maintient, par ailleurs, sa liaison avec le Dr Jean Troisier et en entame une autre, purement sexuelle celle-là, avec le jeune psychanalyste Rudolph Loewenstein. Malgré l'opposition de Sigmund Freud, elle se fait par ailleurs opérer du clitoris par le gynécologue Josef von Halban, sans que cela résolve ses problèmes de frigidité,.

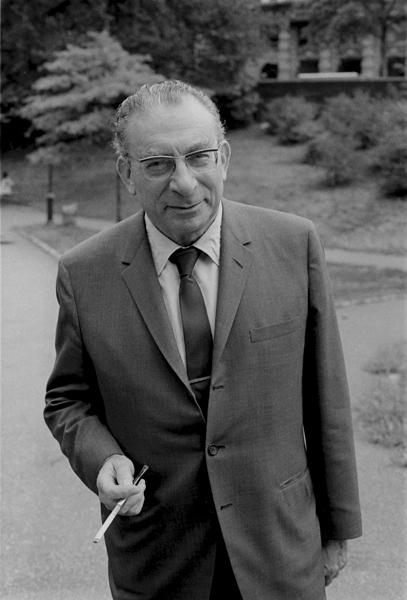
Rudolph Loewenstein (v. 1960), amant et ami de Marie.

En décembre 1927, la publication de la traduction, par Marie, d'Un souvenir d'enfance de Léonard de Vinci provoque un énorme scandale dans son milieu et Georges reproche à son épouse d'avoir associé le nom de la famille royale de Grèce à un ouvrage qui « salit » le maître italien en lui prêtant des pulsions homosexuelles. Cependant, cette polémique ne fait que renforcer Marie dans la conviction que son travail en vaut la peine,. En 1928, la princesse prend en analyse ses trois premiers patients, parmi lesquels Valerio Jahier et sa femme Alice, qui a laissé un témoignage de ses séances,,. Dès le départ, la pratique de la princesse se révèle peu orthodoxe : elle fait ainsi venir, avec son chauffeur, les analysants dans sa villa de Saint-Cloud puis les séances se déroulent, quand le temps le permet, dans le jardin, où la princesse s'adonne au crochet tout en étant étendue sur une chaise-longue. Plus tard, la princesse emmène même ses patients avec elle en voyage à Saint-Tropez ou à Athènes,.
En parallèle, Marie poursuit sa propre analyse avec Freud jusqu'en 1929,,. Par la suite, le praticien autrichien devient surtout son ami et elle prend régulièrement conseil auprès de lui. En manifestation de sa confiance, Freud lui offre d'ailleurs une bague sertie d'une intaille, bijou qu'il réserve à ses plus proches fidèles. Cela n'empêche pas la princesse de suivre une autre analyse, avec Rudolph Loewenstein, à partir de 1932. Elle continue par ailleurs à traduire en français l'œuvre de son maître à penser et publie plusieurs de ses écrits entre 1928 et 1933. Elle produit aussi ses propres textes, souvent issus de son histoire personnelle,. C'est cependant la publication de son étude analytique de la biographie d'Edgar Allan Poe, en 1933, qui satisfait le plus Sigmund Freud, qui y voit « le meilleur de ce qu'[elle a] jamais écrit ». Grâce à son travail, Marie gagne une réelle célébrité dans les milieux intellectuels. En 1931, elle est ainsi invitée à faire une conférence à la Sorbonne à l'occasion des 75 ans de Freud. Surtout, en 1932, elle fait sa première communication, à Wiesbaden, devant le congrès de l'Association psychanalytique internationale, qui la charge en outre de superviser la gestion de l'Internationaler Psychoanalytischer Verlag. Dans le même temps, les travaux de la princesse commencent à être eux-mêmes traduits en langues étrangères.
Ses succès intellectuels ne résolvent pas, pour autant, les troubles intérieurs de la princesse. En avril 1930, elle subit ainsi une seconde opération avec le professeur Josef von Halban, qui ajoute, cette fois, l'hystérectomie à l'intervention sur son clitoris,. Sa frigidité ne guérissant toujours pas, elle se livre à une troisième chirurgie correctrice sur son vagin en janvier 1931, sans plus de succès. La relation de Marie avec le Dr Troisier reste, par ailleurs, orageuse et la princesse multiplie les aventures avec d'autres hommes, comme Raymond de Saussure ou Bronislaw Malinowski, pour se venger de lui. Les liens de Marie avec ses enfants restent, eux aussi, complexes. Alors qu'elle voit en Eugénie la seule personne qui la comprenne vraiment, la jeune fille continue à douter de l'amour de sa mère. Surtout, la relation qu'entretiennent Marie et Pierre est perturbée par un désir incestueux mutuel, finalement découragé par Sigmund Freud,.

#### La montée du nazisme et le sauvetage de Freud

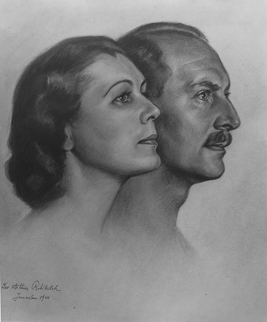
Pierre de Grèce et son épouse Irène par Leo A. Robitschek (v. 1941).

Adolf Hitler arrive au pouvoir à Berlin le 30 janvier 1933 et, très vite, la montée du nazisme inquiète Marie, qui se préoccupe des conséquences qu'elle pourrait avoir sur Sigmund Freud et les milieux psychanalytiques germaniques. Cela ne l'empêche pas de poursuivre son travail et de se lancer dans des recherches sur la sexualité féminine, qui l'amènent à s'opposer aux théories d'autres psychanalystes, comme Helene Deutsch, Jeanne Lampl, voire Freud lui-même. En 1934, la princesse finance la création de l'Institut de Psychanalyse de Paris, dont le but est de former de nouveaux psychanalystes, et devient également vice-présidente de la Société psychanalytique de Paris. Elle rédige, en outre, des commentaires entourant ses cahiers de Bêtises, dans le but de les publier. Des années après avoir appris le grec et le danois, Marie se lance, par ailleurs, dans l'apprentissage de la langue et de la culture kikouyous avec Jomo Kenyatta, qui séjourne, en 1935, à Paris avec Bronislaw Malinowski. Elle s'intéresse, en effet, aux rites initiatiques des Africains et, en particulier, à la pratique de l'excision au Kenya,.
Les années 1930 sont aussi l'occasion de retrouvailles avec la parentèle du prince Georges, que ce soit à l'occasion de mariages, de funérailles ou de simples rencontres. En 1935, la monarchie est restaurée en Grèce et Georges II reprend le pouvoir, à Athènes. Les portes de la Grèce leur étant à nouveau ouvertes, Marie et sa famille effectuent plusieurs séjour dans leur pays, sans que la princesse en éprouve de déplaisir, comme des années auparavant. Malgré tout, ses proches sont aussi un sujet de préoccupation pour Marie. Certes, la princesse a la joie de voir sa fille Eugénie, guérie depuis 1933, faire un beau mariage avec le prince Dominique Radziwill et donner naissance à une petite fille, prénommée Tatiana, en 1939. Elle n'en souffre pas moins du comportement de son fils Pierre, qui épouse, la même année, une femme dont elle se méfie, une divorcée d'origine russe Irène Ovtchinnikova. Pour des raisons très différentes, Marie est aussi blessée par la froideur que lui témoigne son époux après le décès du prince Valdemar de Danemark, survenu la même année.
C'est cependant l'annexion de l'Autriche par le Troisième Reich, le 12 mars 1938, qui bouleverse le plus la princesse. Elle qui avait fait des démarches pour que Sigmund Freud reçoive le prix Nobel de littérature, deux ans plus tôt, se rend à Vienne, le 17 mars, pour organiser sa fuite. Installée à la légation grecque, la princesse fait jouer tous ses contacts pour permettre à Freud et à ses proches de s'installer à Londres avec leurs biens et leurs économies,,. Elle avance, en outre, le prix de la rançon que les nazis exigent pour autoriser son maître à quitter l'Autriche et sauve aussi nombre de ses papiers personnels,,. Marie ne se préoccupe cependant pas que du sort de la famille Freud. Durant son séjour viennois, elle contribue à sauver pas moins de deux cents intellectuels, parmi lesquels Heinz Hartmann et son épouse Dora. Elle échoue, toutefois, à mettre en lieu sûr les quatre sœurs de Freud, qui sont finalement déportées et assassinées.

### La Seconde Guerre mondiale et l'exil

#### L'invasion de la France et de la Grèce

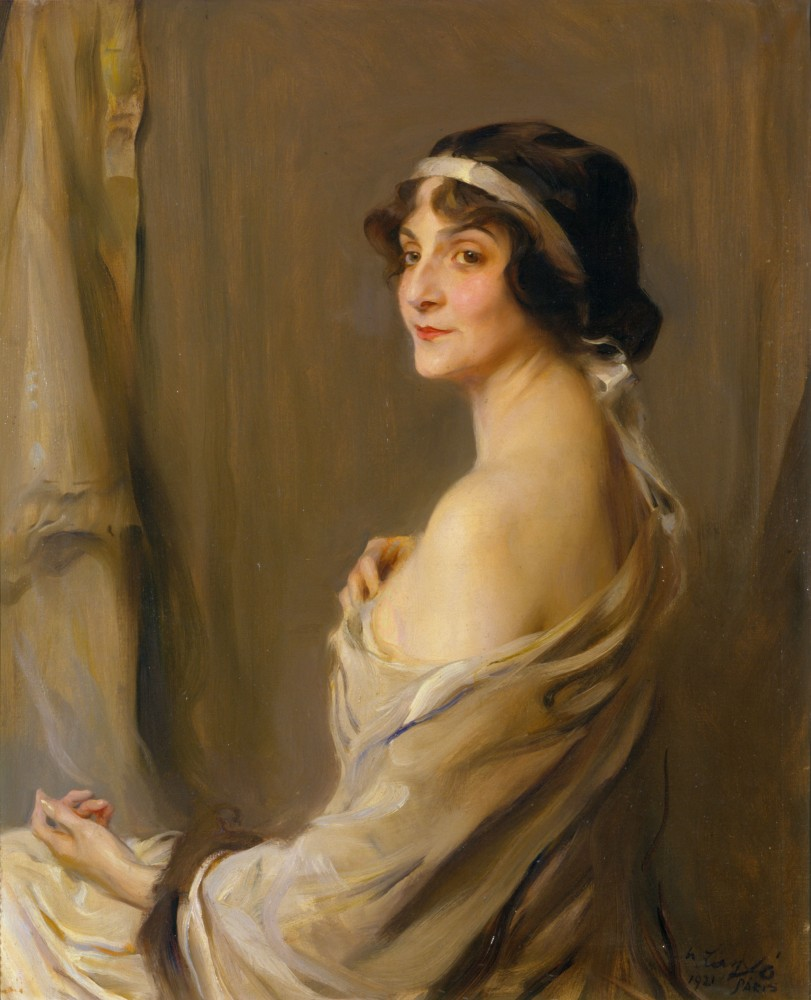
Portrait de Marie par Philip de Laszlo (1921).

L'année 1939 est marquée par le déclenchement de la Seconde Guerre mondiale après l'invasion allemande de la Pologne et par le décès de Sigmund Freud, aux funérailles duquel la princesse parvient à assister malgré les combats. De manière plus anecdotique, mais pas moins importante pour Marie, 1939 est aussi l'année de la mort de Tatoun, doyen des chiens de la famille princière,. Alors que les troupes allemandes s'abattent peu à peu sur l'Europe, Marie est aussi le témoin des fractures qui se dessinent à l'intérieur de la Société psychanalytique de Paris entre partisans d'une stricte orthodoxie freudienne (Rudolph Loewenstein et Marie) et soutiens d'une psychanalyse à la française (René Laforgue et Henri Claude, eux-mêmes très divisés).
L'invasion de la France par la Wehrmacht en mai-juin 1940 laisse la princesse désemparée. Réfugiée avec son époux à Bénodet, en Bretagne, elle n'assiste pas à l'entrée des Allemands dans Paris, contrairement à son amant, le Dr Jean Troisier, avec lequel ses relations se sont apaisées. De retour à Saint-Cloud une fois l'armistice signé, Marie retrouve sa propriété pillée par l'occupant. Par la suite, le couple princier rejoint Eugénie, Dominique et Tatiana Radziwill à Saint-Tropez, où Marie a acquis, en 1930, une propriété mitoyenne de celle de Geneviève Ollivier-Troisier, le Lys de mer,.
Quelque temps après ces retrouvailles, les Radziwill informent Marie et Georges de leur désir de s'exiler en Afrique puis quittent la France. N'ayant plus de raison de rester en France après la dispersion des cercles psychanalytiques parisiens, Marie et Georges profitent finalement de ce que l'Allemagne n'est pas encore en guerre avec la Grèce pour quitter l'hexagone et gagner Athènes, où ils arrivent en février 1941. Cependant, le déclenchement de la bataille de Grèce en avril 1941 oblige bientôt le couple princier et le reste de la famille royale à trouver refuge en Crète, puis en Égypte,.

#### L'exil africain

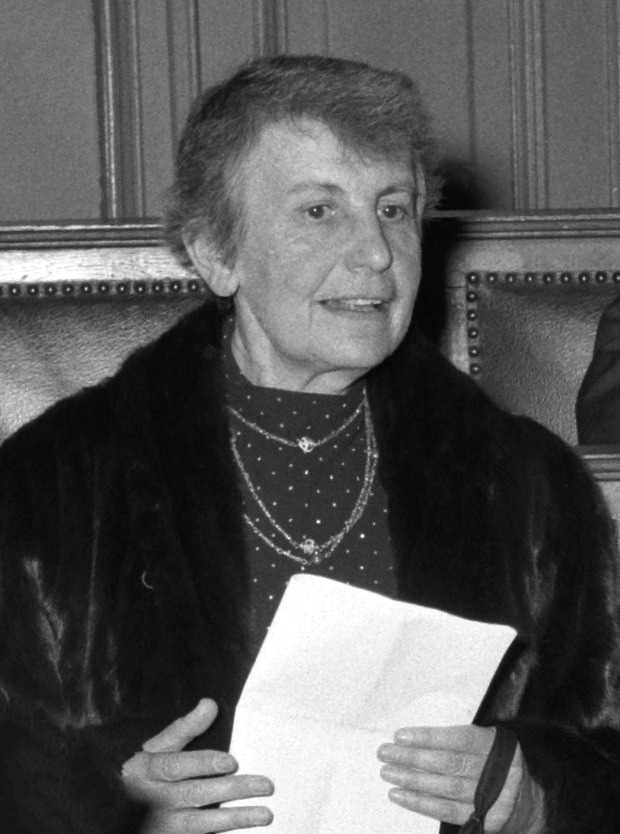
Anna Freud (1956), amie et confidente de Marie.

Arrivés à Alexandrie dans la nuit du 30 avril 1941, Marie et ses proches y restent jusqu'au 27 juin. À cette date, la famille embarque à bord du navire hollandais Nieuw Amsterdam, qui les conduit jusqu'à Durban, où ils arrivent le 8 juillet 1941,. Durant son bref séjour en Égypte, l'arrière-petite-nièce de Napoléon Ier poursuit ses travaux sur la sexualité féminine. En compagnie du professeur Naguib Pacha Mahfouz, elle rencontre ainsi des femmes victimes de mutilation génitale à l'hôpital copte. Cela la conduit à des conclusions opposées à celles de Sigmund Freud, persuadé du maintien du plaisir féminin chez les femmes excisées.
Arrivés en Afrique australe, Marie, Georges et leur parentèle commencent par visiter le parc Kruger et les chutes Victoria. Puis, les exilés royaux s'installent au Cap, où ils occupent tour à tour plusieurs maisons. Dans la capitale sud-africaine, Marie se remet au travail. Avec sa belle-famille, elle reprend l'étude du grec avant de se lancer dans l'apprentissage du russe. La princesse lit par ailleurs Nietzsche, Huxley et Rilke. Elle passe aussi beaucoup de temps à écrire, soit pour ses recherches, soit pour sa correspondance avec le prince Pierre, Anna Freud (qui remplace son père dans son rôle de confident), Jomo Kenyatta, Rudolph Loewenstein ou Anne Berman (son amie et ancienne secrétaire, dont elle s'inquiète de la sécurité). Enfin, elle fréquente quelques intellectuels sud-africains, parmi lesquels l'ancien gouverneur Herbert Stanley et l'évêque anglican Wilfrid Parker.
À partir de mars 1942, Marie donne, en outre, un cours hebdomadaire à des étudiants en psychiatrie de l'Université du Cap. Plus tard, elle organise aussi des conférences, durant lesquelles elle n'hésite pas à inviter des personnes dont elle ne partage pas le point de vue, comme l'analyste Wolf Sailer, qu'elle méprise pour ses positions non-orthodoxes. La princesse reprend également les cures psychanalytiques et passe de longues heures à étudier le développement de sa petite-fille Tatiana, et, bientôt, de son petit-fils Georges Radziwill (né en 1942). Toutes ces occupations n'empêchent pas Marie de se sentir malheureuse en Afrique du Sud, où sa position d'exilée l'enchaîne à la famille royale et, en particulier, à son époux, dont la santé décline et qui se montre souvent d'humeur maussade.

#### La Libération et ses conséquences

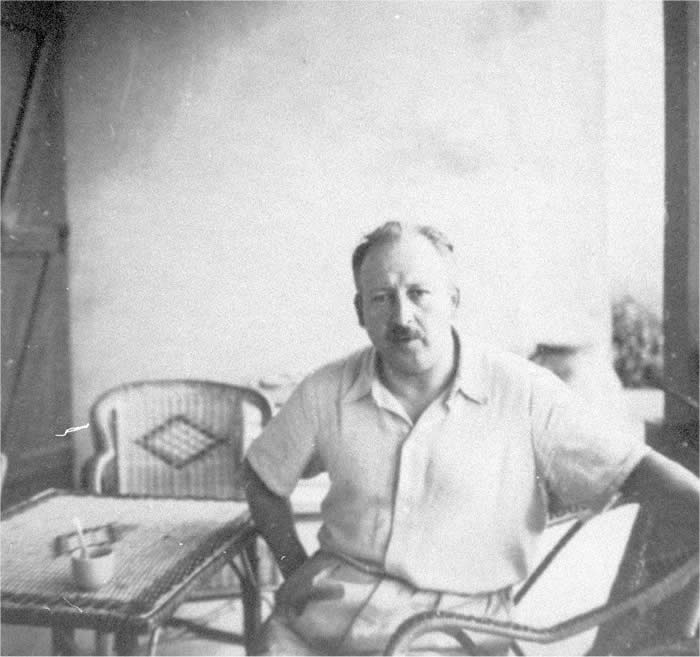
René Laforgue (v. 1930), introducteur de la psychanalyse en France.

Alors que la France est progressivement libérée du joug allemand, Marie et Georges décident de rentrer en Europe, laissant Eugénie et sa famille derrière eux. Embarqués à bord de l'Empress of Scotland en octobre 1944, ils arrivent à Londres le 10 novembre suivant. Peu de temps après, Georges est opéré d'un épithélioma du larynx et, pendant sa convalescence, il apprend le décès soudain, à Monte-Carlo, du prince André, dernier de ses frères encore en vie. Dans la capitale britannique, Marie retrouve son fils Pierre, sa nièce la duchesse de Kent et son amie Anna Freud. Sur un plan plus professionnel, la princesse revoit également John Rodker, son éditeur et celui de Freud. Elle est aussi le témoin des dissensions qui sévissent dans la communauté des psychanalystes britanniques et dont Anna l'a déjà avertie pendant la guerre.
Le couple princier quitte finalement le Royaume-Uni pour la France le 15 février 1945. De retour à Paris, Marie retrouve Jean Troisier, qui est en train de mourir d'une longue maladie. Pendant le conflit, la princesse a souvent ressenti la nostalgie de son amant et sa mort, le 31 octobre 1945, l'affecte d'autant plus qu'elle doit prendre sous son aile son amie Geneviève, totalement désemparée par la perte de son époux. En dépit de ces événements, Marie retrouve ses collègues de la Société psychanalytique de Paris, très divisés en raison de leurs positions divergentes face à la collaboration. René Laforgue, qui a introduit la princesse auprès de Sigmund Freud bien des années auparavant, est ainsi accusé par une partie de ses pairs d'avoir voulu travailler avec l'ennemi. Ses finances et sa santé ne le lui permettant plus, Marie refuse, par contre, de reprendre la gestion de l'Institut de Psychanalyse de Paris et de la Revue française de psychanalyse. Dégoûtée par l'évolution des milieux psychanalytiques, elle décide de se concentrer sur ses propres travaux. Elle termine ainsi la rédaction de Mythes de guerre, ouvrage commencé en 1939 et publié en 1947, dans lequel elle analyse les rumeurs qui se propagent au cours des conflits.
Marie, qui a déjà séjourné au Brésil avec Eugénie en 1936, rêve depuis son enfance de visiter l'Amérique du Nord. Le 31 décembre 1945, la princesse, son époux, leur fille et leurs deux petits-enfants embarquent donc pour un voyage qui les conduit au Québec et sur la côte est des États-Unis. À New York, Marie retrouve ses amis Ruth Mack, Rudolph Loewenstein, Olivier Freud et Raymond de Saussure. Elle fait également la connaissance de Jean-Paul Sartre. À Baltimore, la princesse se rend par ailleurs en pèlerinage sur la tombe d'Edgar Allan Poe, écrivain sur lequel elle a tant travaillé par le passé. Malgré tout, ce voyage, qui s'achève le 21 mars 1946, n'est pas aussi réjouissant que Marie l'espérait, tant elle reste hantée par le souvenir du Dr Troisier.

### Une psychanalyste combative

#### Entre vie familiale et soutien à l'analyse profane

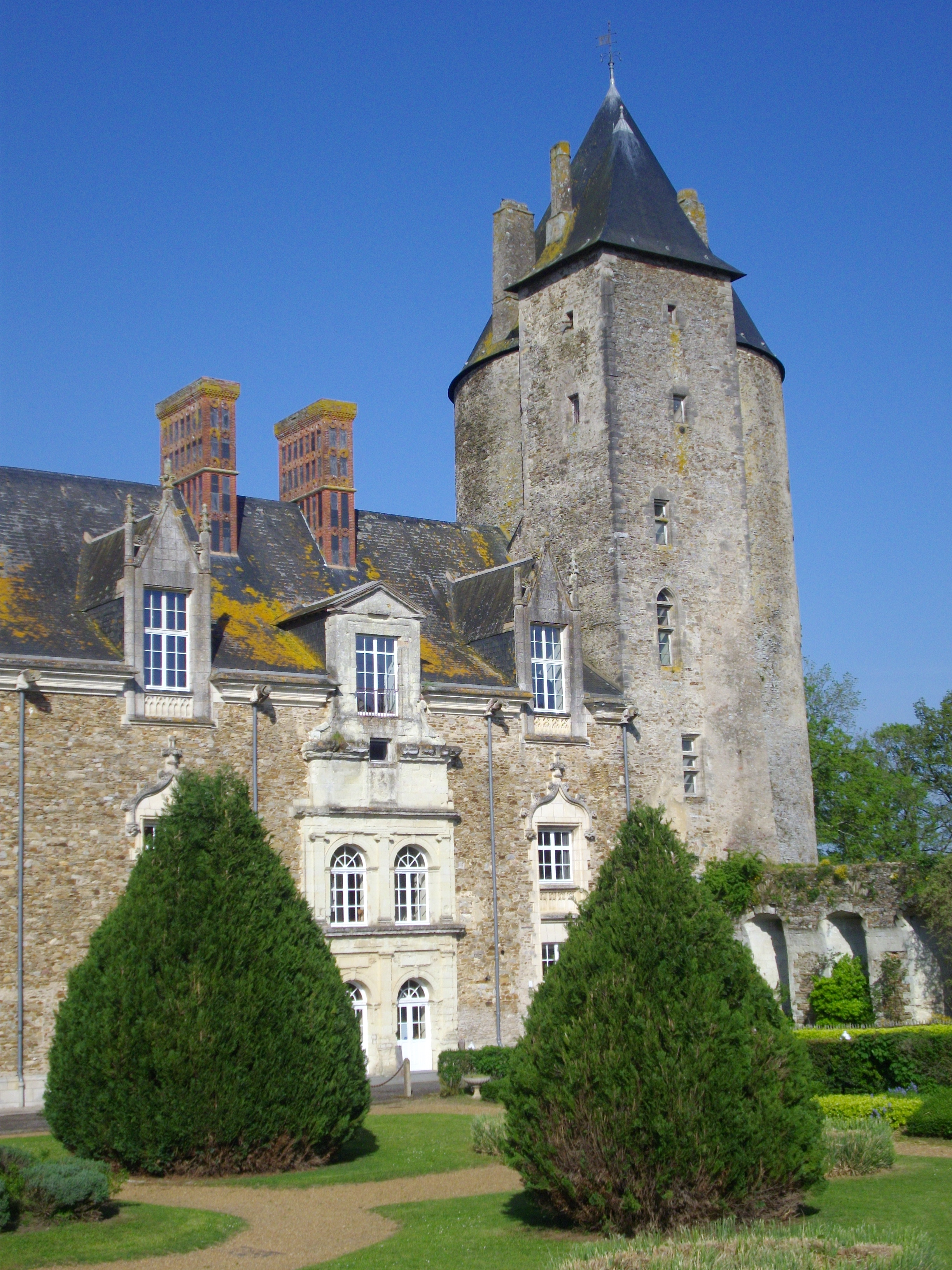
Le château de Blain (2018), ancienne propriété bretonne de Marie.

De retour en France, Marie est confrontée, pour la première fois de sa vie, à des préoccupations financières : elle est encore riche, mais doit désormais surveiller ses dépenses, et celles de son entourage, si elle veut préserver son capital. Dans les années qui suivent, cette situation inédite provoque quelques tensions avec le prince Pierre, qui bénéficie largement de la générosité de sa mère, mais aussi avec le prince Georges, très peiné par la vente du château de Blain et, surtout, de sa maison de la rue Adolphe-Yvon. Ces problèmes d'argent n'empêchent cependant pas Marie et son époux de continuer à effectuer de fréquents séjours à l'étranger. À partir de 1948, le couple passe ainsi chaque hiver à Athènes, où il a conservé sa résidence de la rue de l'Académie,. En dépit de ses sentiments ambivalents vis-à-vis de la politique menée par ses neveux les rois Georges II et Paul Ier, Marie éprouve de l'affection pour sa parentèle grecque et elle met à profit ses séjours dans le royaume hellène pour effectuer des consultations à l'hôpital psychiatrique, soigner des lépreux ou s'entretenir avec son ami le psychiatre et psychanalyste Dimitrios Kouretas.
En France, Marie partage son temps entre sa famille et son travail. Grand-mère aimante et attentive, elle accueille avec beaucoup de plaisir la venue au monde d'un troisième petit-enfant, en 1952. Avec la vieillesse, la princesse s'est beaucoup rapprochée de son époux, dont elle se plaint quand il est présent mais qui lui manque dès qu'il s'éloigne. Le vieil homme reconnaît désormais l'importance que la psychanalyse a dans la vie de sa femme. Il a, par ailleurs, appris à avoir de l'estime pour Sigmund Freud et éprouve une réelle affection pour sa fille Anna. Au niveau professionnel, la princesse reprend ses consultations et accueille Pierre Mâle parmi ses patients. Elle continue à écrire et publie, en 1951, De la Sexualité de la Femme, ouvrage qui est « sans doute son œuvre la plus célèbre et certainement […] la plus controversée à la parution », selon Célia Bertin. La princesse favorise, par ailleurs, la publication des lettres de Freud à Wilhelm Fliess, qu'elle a acquises en 1937,,.
Célèbre représentante de l'analyse profane, qui a elle-même été plusieurs fois menacée d'être envoyée devant la justice française pour sa pratique de l'analyse, Marie offre tout son appui à sa collègue Margaret Clark-Williams lorsqu'elle est poursuivie par l'Ordre des médecins pour exercice illégal de la médecine, entre 1950 et 1953,,. La princesse s'insurge alors contre Sacha Nacht, dont elle a elle-même favorisé la carrière et qui refuse son soutien à Mme Clark-Williams alors qu'il est président de la Société psychanalytique de Paris. Plus tard, en 1952, Marie offre le même appui à Elsa Breuer, poursuivie pour des faits similaires,. Or, après plusieurs rebondissements, les deux analystes finissent par perdre leurs procès et se voir interdire l'analyse, ce qui attriste grandement la princesse.

#### La lutte contre Jacques Lacan

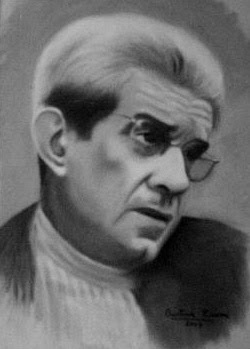
Jacques Lacan, ennemi de Marie, représenté par Blatterhin.

L'épuration terminée, le milieu psychanalytique français reste très divisé et Marie est l'une des principales protagonistes des luttes de pouvoir qui s'y déroulent. Successeur de John Leuba (dont la princesse était vice-présidente), Sacha Nacht conserve la présidence de la Société psychanalytique de Paris durant plusieurs années. En 1951, il se fait réélire grâce au soutien de Jacques Lacan, qui devient alors vice-président, au grand dam de Marie, qui le méprise. De fait, la princesse reproche à Lacan de ne pas avoir terminé son analyse avec Rudolph Loewenstein comme il s'y était engagé avant d'être admis dans la Société. Surtout, elle considère qu'en organisant des « séances courtes », celui-ci ne respecte pas le règlement de la Société.
Comme l'indique Élisabeth Roudinesco, « de son côté, Jacques Lacan n'épargne pas [non plus] la princesse ». Dans une lettre à Loewenstein, il écrit, à propos de Marie : « certes, on peut considérer que l'action de cette personne a toujours été néfaste dans notre groupe. Le prestige social qu'elle représente ne peut qu'y fausser les rapports. Celui qu'elle tire de son rôle auprès de Freud la fait écouter par tous avec une patience qui prend figure d'approbation. Le respect dû à une femme âgée entraîne une tolérance à ses avis qui démoralise les jeunes aux yeux desquels nous apparaissons dans une sujétion ridicule ». Dans cette lutte, Marie est souvent isolée et, en 1953, son ennemi est élu président de la Société. Bientôt mis en minorité à cause de ses positions sur l'analyse didactique, Lacan doit pourtant démissionner de ses fonctions, mais la Société n'en ressort pas indemne. Plusieurs de ses membres font en effet sécession et Daniel Lagache, ancien vice-président de Lacan, crée la Société française de psychanalyse, concurrente. Moins connu est le combat que mène, sans grand succès, la princesse contre la médecine psychosomatique et son représentant dans l'hexagone, Pierre Marty, au début des années 1950,.
Ces événements se produisent dans le contexte de la réouverture, au n° 187 de la rue Saint-Jacques, de l'Institut de psychanalyse de Paris, en faveur duquel Marie fait don de 600 000 francs, auxquels viennent s'ajouter des fonds collectés auprès de ses amis américains (2 300 dollars) et, surtout, du baron Guy de Rothschild et de sa mère Germaine (900 000 francs). Outre cet argent, la princesse offre à l'Institut une partie du mobilier de l'ancienne maison de la rue Adolphe-Yvon ainsi que sa bibliothèque psychanalytique. En dépit de cette générosité, la direction de la Société de psychanalyse de Paris nomme, dans le comité d'honneur de l'Institut, les Dr Jean Delay et Georges Heuyer, ennemis de l'analyse profane, ce qui heurte profondément la princesse, déjà affectée par le sort réservé à Margaret Clark-Williams. Cela ne l'empêche pas d'accepter la présidence d'honneur de la commission de l'enseignement et du conseil d'administration de l'Institut.
Depuis quelques années, Marie rencontre finalement plus de reconnaissance dans les milieux psychanalytiques internationaux qu'en France. À l'occasion de ses 70 ans, Rudolph Lowenstein publie ainsi un recueil d'articles intitulé Drives, Affects, Behavior: Essays in Honor of Marie Bonaparte (1952). Y interviennent nombre d'auteurs étrangers, parmi lesquels Ernest Jones, qui rendent un hommage appuyé à son travail. Surtout, la princesse est nommée vice-présidente de l'Association psychanalytique internationale aux côtés d'Anna Freud, Jeanne Lampl et Philippe Sarasin. En 1951, elle préside le symposium sur « les influences réciproques dans le développement de l'ego et de l'id ». En 1957, Marie accueille même, dans sa résidence de Saint-Cloud, la réunion du comité central du XXe Congrès international de psychanalyse. Dans ces conditions, Lacan, Lagache et leurs disciples voient chacune de leurs demandes d'adhésion à l'Association internationale rejetée jusqu'en 1963, date de l'intégration de l'Association psychanalytique de France, à laquelle Lacan n'appartient pas.

#### Dernières années

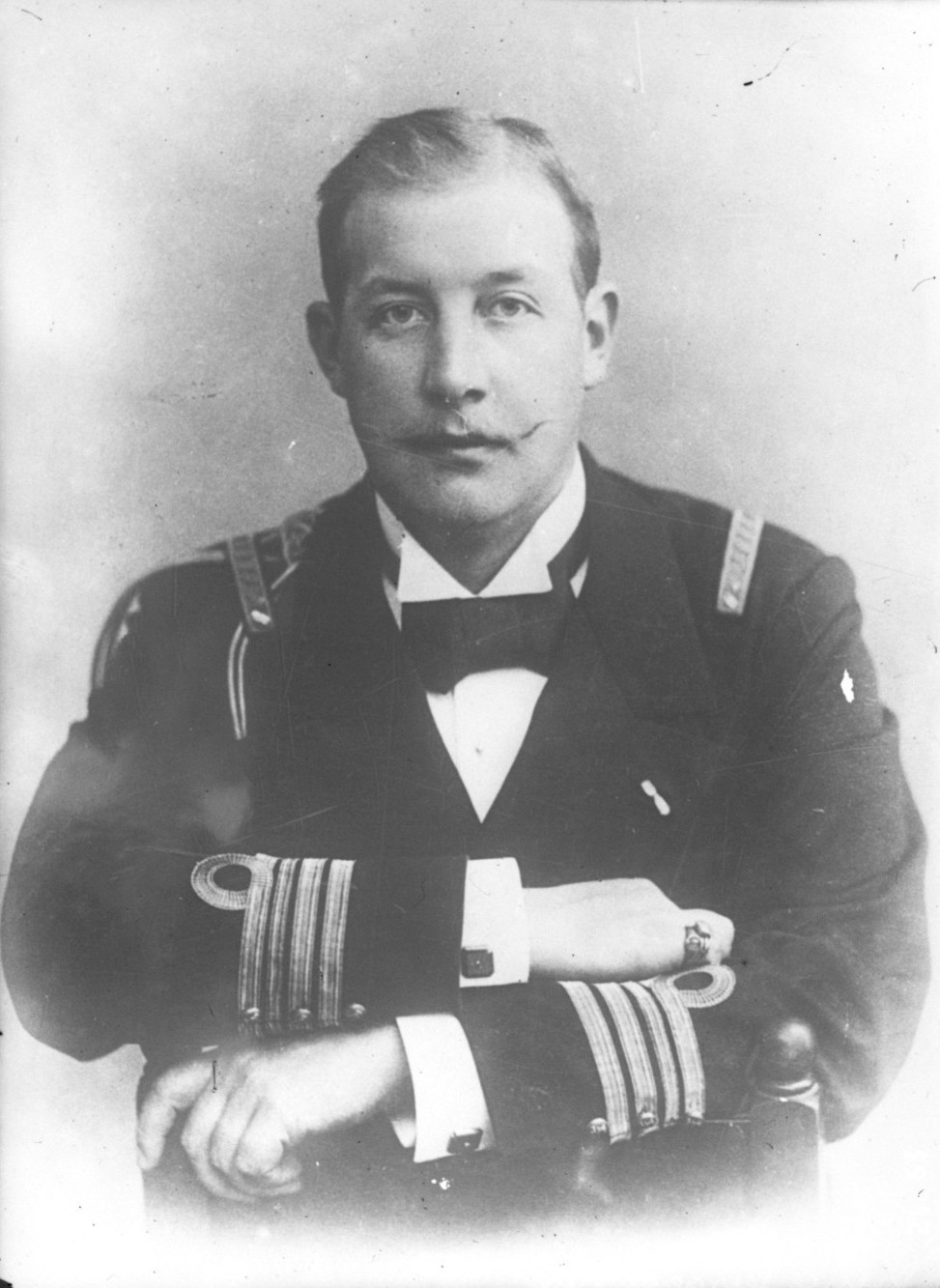
Le prince Georges dans sa jeunesse (1902).

À partir de 1956, l'état de santé du prince Georges se dégrade et Marie passe de longues heures à le veiller après une opération pour une hernie étranglée. À la mi-novembre, la princesse part cependant pour un voyage en Inde avec Solange Troisier, fille de son amant disparu. À Kalimpong, celles-ci retrouvent le prince Pierre et son épouse Irène, partis étudier les exilés tibétains fuyant l'invasion de leur pays par la Chine. Revenue en France après un séjour d'un mois, la princesse y retrouve son mari atteint d'une bronchite. Durant les mois qui suivent, la santé de son époux s'aggrave. Victime d'une hématurie en septembre 1957, il traverse une longue période d'agonie, mêlée d'angoisses devant la mort. Veillé par son épouse jusqu'à son dernier souffle, il meurt finalement dans la nuit du 24 au 25 novembre.
Marie et Georges n'avaient plus de vie intime depuis 1912 et la princesse a appris à accepter son homosexualité, qui l'a d'abord fait beaucoup souffrir,. Pendant la nuit qui suit sa mort, elle embrasse son époux sur le front afin de respecter son refus de lui donner ses lèvres,. Par la suite, elle fait placer dans le cercueil du prince une mèche de cheveux et une photographie de Valdemar de Danemark, ainsi qu'un saint Christophe qu'il lui avait offert. À la nécropole royale de Tatoï, où Georges est enterré avec faste, la princesse fait également disposer, sur sa tombe, de la terre du domaine de Bernstorff, où les deux princes se retrouvaient chaque été,,.
En 1958, Marie publie les deux premiers tomes de ses mémoires (Derrière les vitres closes et L'Appel des sèves), mais ceux-ci passent totalement inaperçus de la critique. Cela ne l'empêche pas de continuer à écrire et la suite de son autobiographie est plus tard déposée aux archives de la bibliothèque du Congrès, où elles ne pourront être consultées qu'à partir de 2030. La princesse poursuit par ailleurs ses recherches et rédige de nouveaux articles psychanalytiques. Elle cesse, par contre, de participer aux réunions de la Société psychanalytique de Paris. À partir de 1960, un nouveau combat anime toutefois la princesse. Alertée sur le sort du criminel américain Caryl Chessman, dont l'exécution a été décidée par la justice californienne, Marie décide de faire tout son possible pour le sauver,. Sensibilisée à la question de la peine de mort depuis son étude du cas de Mme Lefèbvre, en 1927,, la princesse mobilise toutes ses relations du monde culturel et du gotha à l'occasion d'une pétition dirigée au gouverneur Pat Brown,. Elle décide, par ailleurs, de prolonger un voyage en Extrême-Orient pour se rendre en Californie et y rencontrer le condamné à mort et le gouverneur. Malgré l'échec de son intervention, Marie continue, après l'exécution de Chassman, à se documenter sur la peine de mort.
Hospitalisée dans une clinique proche de sa résidence de Saint-Tropez à cause de palpitations et d'une forte fièvre le 14 septembre 1962, Marie est diagnostiquée d'une leucémie aiguë. Elle meurt quelques jours plus tard, le 21 septembre, et sa dépouille est incinérée à Marseille, suivant ses dernières volontés. Ses cendres sont ensuite transportées à Tatoï et placées dans la tombe du prince Georges, où elles reposent encore,.

## Portée de l'œuvre de la princesse

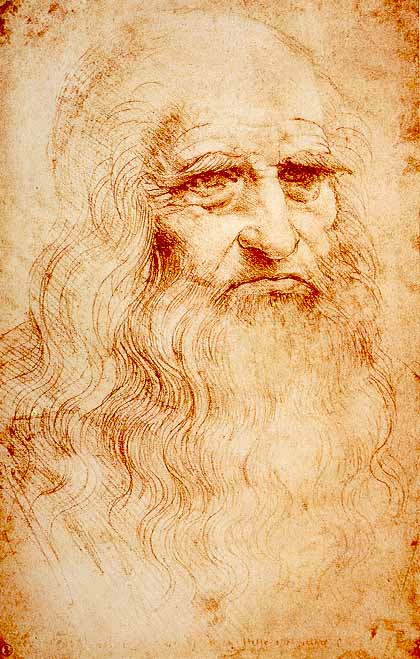
Un souvenir d'enfance de Léonard de Vinci est la première traduction de Freud réalisée par Marie Bonaparte.

### Des traductions qui font débat
Marie Bonaparte et ses disciples jouent un rôle essentiel dans la traduction des 67 œuvres que l'universitaire Rémy Amouroux qualifie de « textes fondateurs de la psychanalyse » et qui correspondent aux « travaux d'analystes qui ont occupé le devant de la scène pour leurs contemporains ». La princesse est ainsi l'auteure de douze traductions importantes tandis que son amie et secrétaire Anne Berman en réalise quinze et Henri Hoesli, l'ancien professeur du prince Pierre de Grèce, dix. Adoubée par Sigmund Freud lui-même, la princesse est en effet longtemps considérée comme la traductrice officielle du père de la psychanalyse. Au sein de la Société psychanalytique de Paris, c'est donc elle qui produit le plus grand nombre de traductions de Freud, et c'est aussi elle qui dirige la plupart des activités éditoriales de la Société.
Cependant, depuis 1988 et la publication des œuvres complètes de Sigmund Freud par Jean Laplanche, André Bourguignon et Pierre Cotet, la version française due à Marie Bonaparte a été peu à peu abandonnée par le monde de l'édition et on ne la retrouve plus aujourd'hui que chez quelques bouquinistes. Rémy Amouroux indique en effet qu'« on lui reproche des choix de termes contestables qui ont parfois entraîné des contresens importants. Odile Bourguignon [sic] qualifie ainsi les traductions de la princesse de Grèce « d’acclimatisantes » (Bourguignon, 1989, p. 11) et « d’ethnocentrique » (Ibid., p. 22) ». Élisabeth Roudinesco juge, quant à elle, que si sa maîtrise de la langue allemande et ses traductions sont correctes, la princesse manque toutefois de compétences en la matière, sans compter que la signification des concepts lui échappe, n'étant pas théoricienne.
Beaucoup moins critique, le psychanalyste Serge Lebovici juge que « les premières traductions françaises [de Freud] visent plus à la francisation du texte qu'à son exactitude ». Il considère ainsi que « Marie Bonaparte a voulu que l'œuvre de Freud fût lisible en français, en dépit des difficultés techniques ». De son côté, l'universitaire Rémy Amouroux juge la traduction de la princesse moins remplie d'« étonnants néologismes » que celle de Jean Laplanche et se demande si elle n'est pas plus intelligible pour le lectorat francophone.

### Des travaux psychanalytiques longtemps négligés et critiqués
Élisabeth Roudinesco remarque que « l'histoire de [la] personne [de Marie Bonaparte] se confond entièrement avec l'histoire de la psychanalyse en France ». Pourtant, pendant longtemps, les travaux de la princesse sont écartés par la communauté psychanalytique française. Cette dernière se moque en effet volontiers des prétentions de la princesse, surnommée « Freud m'a dit… » par ses détracteurs. Le monde psychanalytique français s'en prend par ailleurs à la « vision biologisante » de Marie Bonaparte,, trop éloignée de la psychanalyse à la française centrée sur la seule figure de Freud. Dans ces conditions, comme l'indique Jean-Pierre Bourgeron à propos des idées de la princesse : « Si son enseignement des années trente pouvait être une référence pour les jeunes analystes de cette époque, il est difficile de trouver une trace de son influence soixante ans plus tard… ».

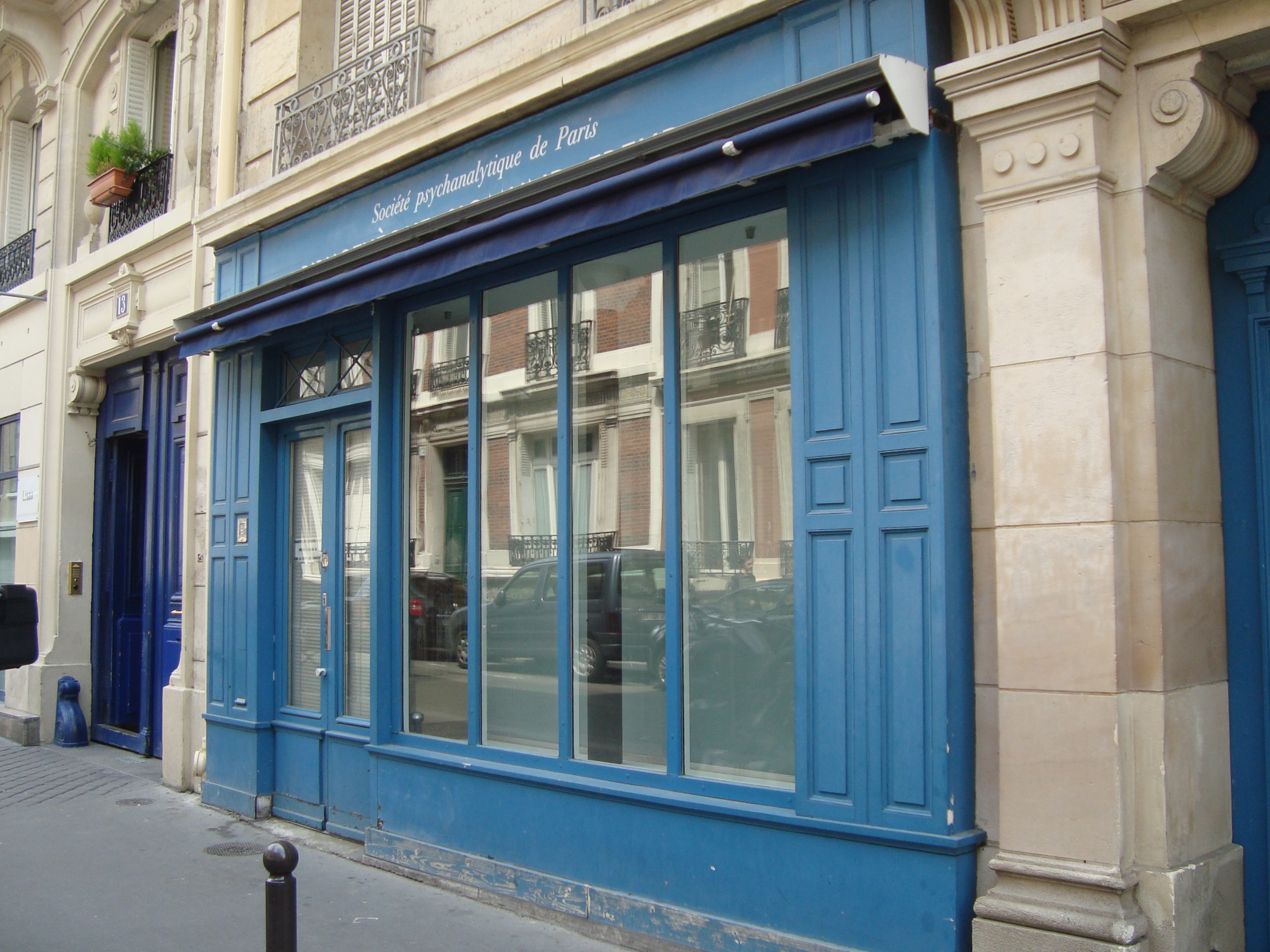
La création de la Société psychanalytique de Paris doit beaucoup à la princesse.

La publication, en 1982, de la biographie de la princesse par Célia Bertin et d'une thèse de psychiatrie consacrée à elle par Jacqueline de Mitry contribuent toutefois à donner un éclairage nouveau sur sa vie et ses travaux,. Le renouveau de la recherche, représenté plus tard par Jean-Pierre Bourgeron (à partir des années 1990) ou Rémy Amouroux (à partir des années 2000), tend par ailleurs à reconnaître davantage la contribution de Marie Bonaparte à la psychanalyse. Il reste que la plupart des auteurs insistent sur le caractère largement autobiographique de l'œuvre de la princesse,,. Ainsi, pour Germaine de Bissy, « qu'elle évoque […] la « Mémoire de ses disparus », qu'elle « analyse » des événements anciens, ou qu'elle cherche à élucider les grands problèmes qui lui ont toujours tenu à cœur à travers de grandes études […], tout témoigne de la force prégnante de son passé ».
En matière purement psychanalytique, l'œuvre de Marie Bonaparte qui connaît la postérité la plus importante est De la Sexualité de la femme (1951). Ce travail, qui s'appuie principalement sur les théories de Sigmund Freud en matière de sexualité féminine et sur celles du Dr Gregorio Marañon en matière de biologie, est centré sur l'idée de bisexualité constitutionnelle de la femme. Pour la princesse, la femme souffre ainsi de ne posséder qu'un organe sexuel tronqué : le clitoris. Très controversée dès sa publication, la thèse de Marie Bonaparte est fortement critiquée par des auteurs féministes et des psychanalystes femmes comme Julia Kristeva (qui accuse la princesse de ne pas avoir réglé son complexe paternel) ou Élisabeth Roudinesco (pour qui Marie Bonaparte confond organe pénien et fonction phallique), travestissant ainsi la pensée freudienne.

### Une étude littéraire marquante mais jugée dépassée

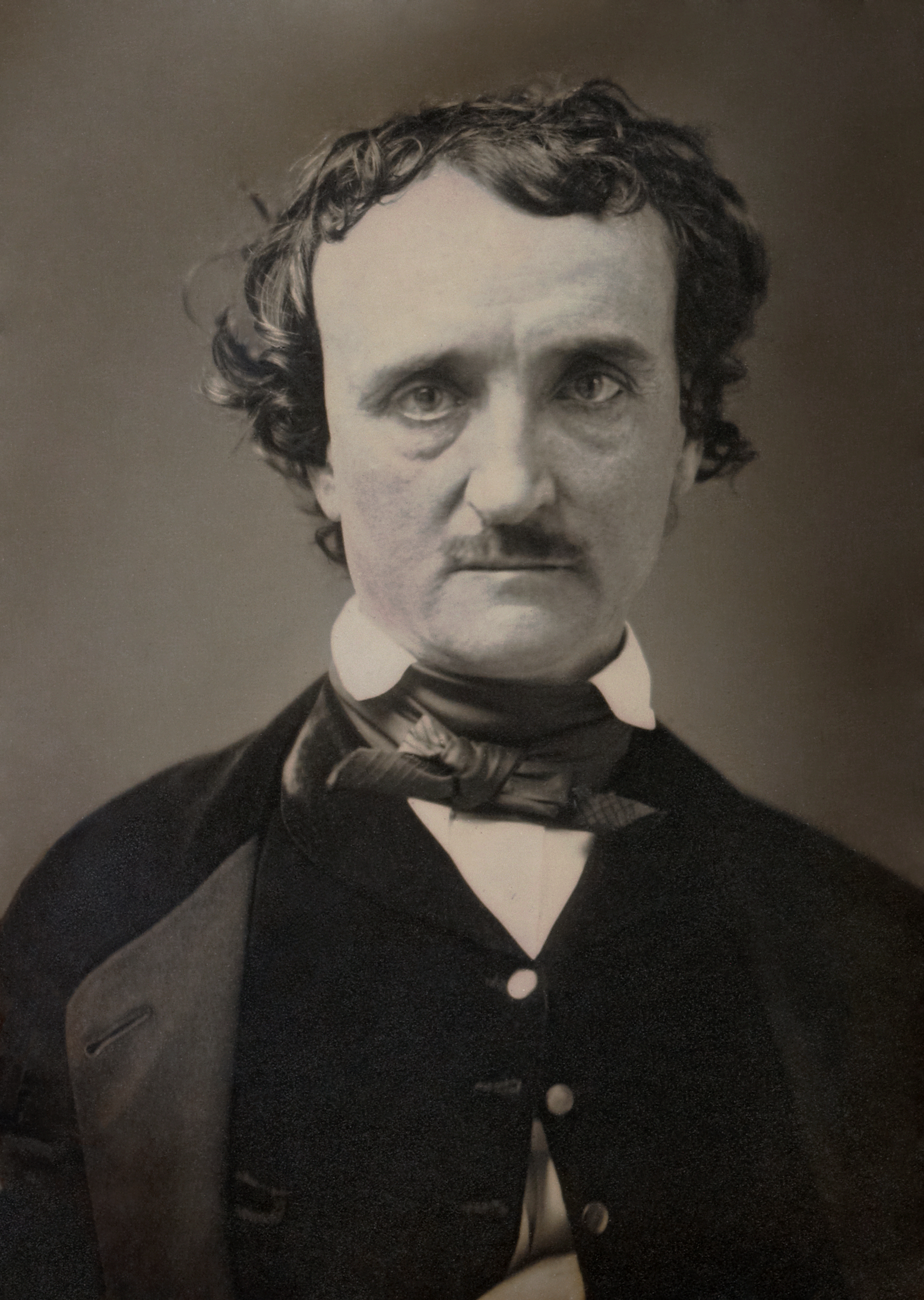
Edgar Allan Poe (v. 1849), sujet d'étude de Marie Bonaparte.

Fruit de sept années de recherches, l'ouvrage Edgar Poe, sa vie, son œuvre : étude analytique s'inspire de la démarche suivie par Sigmund Freud dans Le délire et les rêves dans la « Gradiva » de W. Jensen. Ce travail, dans lequel la princesse soutient la thèse que Poe incarne le cas typique d'un névrosé aux prises avec les traumatismes de l'enfance, reçoit un accueil enthousiaste de la part des milieux littéraires au moment de sa parution, en 1933. Cette psychobiographie psychanalytique, préfacée par Freud lui-même, apparaît alors comme un modèle du genre,. L'écrivain Stefan Zweig y voit, par exemple, la démonstration brillante du processus qui a conduit l'écrivain américain à sombrer dans l'alcoolisme et la folie.
Fréquemment cité parmi les grandes critiques de Poe, le travail de Marie Bonaparte a ensuite une grande influence sur la réception de l'œuvre de l'auteur. Il est pourtant largement décrié, aujourd'hui. L'argumentaire de Marie Bonaparte s'appuie en effet sur trois hypothèses invérifiables : Poe enfant aurait été mis en présence du cadavre de sa mère ; il aurait été le témoin d'un acte sexuel durant sa petite enfance ; il aurait ressenti inconsciemment la présence d'un amant. Le professeur de littérature anglo-saxonne Claude Richard en conclut que « l'introduction biographique de Marie Bonaparte est un tissu d'exagérations et de contresens » à l'origine du « mythe de la folie » entourant l'écrivain. De la même façon, l'historienne de la psychanalyse Pamela Tytell considère, dans La plume sur le divan (1982), que le travail de Marie Bonaparte s'appuie sur « de pures spéculations ». Georges Walter, auteur d'une monumentale bibliographie commentée de Poe, se montre lui aussi très dur vis-à-vis de l'analyse de la princesse, dont il juge que « toute nuance lui serait fatale ». Ennemi de Marie Bonaparte, le psychanalyste Jacques Lacan qualifie quant à lui son travail sur Edgar Allan Poe d'« élucubrations pseudo-analytiques » dans la leçon du 10 mars 1965 du séminaire Les problèmes cruciaux de la psychanalyse.

## Dans la culture

### Sculptures
Princesse X est une série de sculptures de forme phallique réalisées par l'artiste roumain Constantin Brancusi vers 1915. Faites de marbre (pour la version conservée au Sheldon Museum of Art) et de bronze (pour les versions conservées au Philadelphia Museum of Art et au centre Georges-Pompidou), ces œuvres ont été nommées ainsi en référence à la princesse Marie Bonaparte, qu'elles sont censées représenter.
Un buste en bronze représentant Marie Bonaparte a été réalisé, en 1952, par la reine douairière Élisabeth de Belgique.

### Exposition
Du 16 septembre au 12 décembre 2010, le musée des Avelines de Saint-Cloud organise une exposition intitulée « Marie Bonaparte, princesse Georges de Grèce (1882-1962) - Portrait d'une femme engagée ». L'écrivain et ministre Frédéric Mitterrand en évoque la visite, en compagnie des souverains belges et de la princesse Tatiana Radziwill, dans La Récréation (2013).

### Télévision et littérature
En 2004, le rôle de Marie Bonaparte à différents âges de sa vie est interprété par les actrices Alenka Brezel, Marie-Christine Friedrich et Catherine Deneuve dans le téléfilm français en deux parties intitulé Princesse Marie et réalisé par Benoît Jacquot,.
Le personnage de l'arrière-petite-nièce de Napoléon Ier est par ailleurs au centre du roman tiré de ce téléfilm, lui aussi intitulé Princesse Marie et publié par François-Olivier Rousseau la même année.

### Émission de radio
Les 27 janvier 2018 et 11 avril 2020, France Culture diffuse une émission consacrée à la princesse et intitulée « Marie Bonaparte (1882-1962), princesse pionnière de la psychanalyse ». Ce programme est maintenant disponible en podcast sur le site de la station de radio.

## Arbres généalogiques

### Quartiers de la princesse
|  |                                      |  |  |  |  |  |  |  |  |  |  |  |  |  |  |  |
|  | 16. Charles Bonaparte                |  |  |  |  |  |  |  |  |  |  |  |  |  |  |  |
|  |                                      |  |  |  |  |  |  |  |  |  |  |  |  |  |  |  |
|  |                                      |  |  |  |  |  |  |  |  |  |  |  |  |  |  |  |
|  | 8. Lucien Bonaparte                  |  |  |  |  |  |  |  |  |  |  |  |  |  |  |  |
|  |                                      |  |  |  |  |  |  |  |  |  |  |  |  |  |  |  |
|  |                                      |  |  |  |  |  |  |  |  |  |  |  |  |  |  |  |
|  | 17. Letizia Ramolino                 |  |  |  |  |  |  |  |  |  |  |  |  |  |  |  |
|  |                                      |  |  |  |  |  |  |  |  |  |  |  |  |  |  |  |
|  |                                      |  |  |  |  |  |  |  |  |  |  |  |  |  |  |  |
|  | 4. Pierre-Napoléon Bonaparte         |  |  |  |  |  |  |  |  |  |  |  |  |  |  |  |
|  |                                      |  |  |  |  |  |  |  |  |  |  |  |  |  |  |  |
|  |                                      |  |  |  |  |  |  |  |  |  |  |  |  |  |  |  |
|  | 18. Charles Jacob de Bleschamp       |  |  |  |  |  |  |  |  |  |  |  |  |  |  |  |
|  |                                      |  |  |  |  |  |  |  |  |  |  |  |  |  |  |  |
|  |                                      |  |  |  |  |  |  |  |  |  |  |  |  |  |  |  |
|  | 9. Alexandrine de Bleschamp          |  |  |  |  |  |  |  |  |  |  |  |  |  |  |  |
|  |                                      |  |  |  |  |  |  |  |  |  |  |  |  |  |  |  |
|  |                                      |  |  |  |  |  |  |  |  |  |  |  |  |  |  |  |
|  | 19. Jeanne-Louise Bouvet de Verneuil |  |  |  |  |  |  |  |  |  |  |  |  |  |  |  |
|  |                                      |  |  |  |  |  |  |  |  |  |  |  |  |  |  |  |
|  |                                      |  |  |  |  |  |  |  |  |  |  |  |  |  |  |  |
|  | 2. Roland Bonaparte                  |  |  |  |  |  |  |  |  |  |  |  |  |  |  |  |
|  |                                      |  |  |  |  |  |  |  |  |  |  |  |  |  |  |  |
|  |                                      |  |  |  |  |  |  |  |  |  |  |  |  |  |  |  |
|  | 20. Louis Ruflin                     |  |  |  |  |  |  |  |  |  |  |  |  |  |  |  |
|  |                                      |  |  |  |  |  |  |  |  |  |  |  |  |  |  |  |
|  |                                      |  |  |  |  |  |  |  |  |  |  |  |  |  |  |  |
|  | 10. Julien Ruflin                    |  |  |  |  |  |  |  |  |  |  |  |  |  |  |  |
|  |                                      |  |  |  |  |  |  |  |  |  |  |  |  |  |  |  |
|  |                                      |  |  |  |  |  |  |  |  |  |  |  |  |  |  |  |
|  | 21. Madeleine-Anne Collinet          |  |  |  |  |  |  |  |  |  |  |  |  |  |  |  |
|  |                                      |  |  |  |  |  |  |  |  |  |  |  |  |  |  |  |
|  |                                      |  |  |  |  |  |  |  |  |  |  |  |  |  |  |  |
|  | 5. Justine-Éléonore Ruflin           |  |  |  |  |  |  |  |  |  |  |  |  |  |  |  |
|  |                                      |  |  |  |  |  |  |  |  |  |  |  |  |  |  |  |
|  |                                      |  |  |  |  |  |  |  |  |  |  |  |  |  |  |  |
|  | 22. Pierre-Joseph Lucard             |  |  |  |  |  |  |  |  |  |  |  |  |  |  |  |
|  |                                      |  |  |  |  |  |  |  |  |  |  |  |  |  |  |  |
|  |                                      |  |  |  |  |  |  |  |  |  |  |  |  |  |  |  |
|  | 11. Justine Bucard                   |  |  |  |  |  |  |  |  |  |  |  |  |  |  |  |
|  |                                      |  |  |  |  |  |  |  |  |  |  |  |  |  |  |  |
|  |                                      |  |  |  |  |  |  |  |  |  |  |  |  |  |  |  |
|  | 23. Élisabeth Henry                  |  |  |  |  |  |  |  |  |  |  |  |  |  |  |  |
|  |                                      |  |  |  |  |  |  |  |  |  |  |  |  |  |  |  |
|  |                                      |  |  |  |  |  |  |  |  |  |  |  |  |  |  |  |
|  | 1. Marie Bonaparte                   |  |  |  |  |  |  |  |  |  |  |  |  |  |  |  |
|  |                                      |  |  |  |  |  |  |  |  |  |  |  |  |  |  |  |
|  |                                      |  |  |  |  |  |  |  |  |  |  |  |  |  |  |  |
|  | 24. François Blanc                   |  |  |  |  |  |  |  |  |  |  |  |  |  |  |  |
|  |                                      |  |  |  |  |  |  |  |  |  |  |  |  |  |  |  |
|  |                                      |  |  |  |  |  |  |  |  |  |  |  |  |  |  |  |
|  | 12. Claude Blanc                     |  |  |  |  |  |  |  |  |  |  |  |  |  |  |  |
|  |                                      |  |  |  |  |  |  |  |  |  |  |  |  |  |  |  |
|  |                                      |  |  |  |  |  |  |  |  |  |  |  |  |  |  |  |
|  | 25. Catherine Salle                  |  |  |  |  |  |  |  |  |  |  |  |  |  |  |  |
|  |                                      |  |  |  |  |  |  |  |  |  |  |  |  |  |  |  |
|  |                                      |  |  |  |  |  |  |  |  |  |  |  |  |  |  |  |
|  | 6. François Blanc                    |  |  |  |  |  |  |  |  |  |  |  |  |  |  |  |
|  |                                      |  |  |  |  |  |  |  |  |  |  |  |  |  |  |  |
|  |                                      |  |  |  |  |  |  |  |  |  |  |  |  |  |  |  |
|  | 26. Paul Janin                       |  |  |  |  |  |  |  |  |  |  |  |  |  |  |  |
|  |                                      |  |  |  |  |  |  |  |  |  |  |  |  |  |  |  |
|  |                                      |  |  |  |  |  |  |  |  |  |  |  |  |  |  |  |
|  | 13. Marie-Thérèse Janin              |  |  |  |  |  |  |  |  |  |  |  |  |  |  |  |
|  |                                      |  |  |  |  |  |  |  |  |  |  |  |  |  |  |  |
|  |                                      |  |  |  |  |  |  |  |  |  |  |  |  |  |  |  |
|  | 27. Marie-Catherine Berger           |  |  |  |  |  |  |  |  |  |  |  |  |  |  |  |
|  |                                      |  |  |  |  |  |  |  |  |  |  |  |  |  |  |  |
|  |                                      |  |  |  |  |  |  |  |  |  |  |  |  |  |  |  |
|  | 3. Marie-Félix Blanc                 |  |  |  |  |  |  |  |  |  |  |  |  |  |  |  |
|  |                                      |  |  |  |  |  |  |  |  |  |  |  |  |  |  |  |
|  |                                      |  |  |  |  |  |  |  |  |  |  |  |  |  |  |  |
|  | 28. Jean-Adam Hensel                 |  |  |  |  |  |  |  |  |  |  |  |  |  |  |  |
|  |                                      |  |  |  |  |  |  |  |  |  |  |  |  |  |  |  |
|  |                                      |  |  |  |  |  |  |  |  |  |  |  |  |  |  |  |
|  | 14. Caspar Hensel                    |  |  |  |  |  |  |  |  |  |  |  |  |  |  |  |
|  |                                      |  |  |  |  |  |  |  |  |  |  |  |  |  |  |  |
|  |                                      |  |  |  |  |  |  |  |  |  |  |  |  |  |  |  |
|  | 29. Marie-Christine Simon            |  |  |  |  |  |  |  |  |  |  |  |  |  |  |  |
|  |                                      |  |  |  |  |  |  |  |  |  |  |  |  |  |  |  |
|  |                                      |  |  |  |  |  |  |  |  |  |  |  |  |  |  |  |
|  | 7. Marie Hensel                      |  |  |  |  |  |  |  |  |  |  |  |  |  |  |  |
|  |                                      |  |  |  |  |  |  |  |  |  |  |  |  |  |  |  |
|  |                                      |  |  |  |  |  |  |  |  |  |  |  |  |  |  |  |
|  | 30. Christophe Stemler               |  |  |  |  |  |  |  |  |  |  |  |  |  |  |  |
|  |                                      |  |  |  |  |  |  |  |  |  |  |  |  |  |  |  |
|  |                                      |  |  |  |  |  |  |  |  |  |  |  |  |  |  |  |
|  | 15. Catharine Stemler                |  |  |  |  |  |  |  |  |  |  |  |  |  |  |  |
|  |                                      |  |  |  |  |  |  |  |  |  |  |  |  |  |  |  |
|  |                                      |  |  |  |  |  |  |  |  |  |  |  |  |  |  |  |
|  | 31. Madeleine Achard                 |  |  |  |  |  |  |  |  |  |  |  |  |  |  |  |
|  |                                      |  |  |  |  |  |  |  |  |  |  |  |  |  |  |  |
|  |                                      |  |  |  |  |  |  |  |  |  |  |  |  |  |  |  |

### Les parentés Bonaparte et Blanc (arbre simplifié)
|  |  |                                        |                                        |                                        |                                        |                                                           |                                                           |                                                           |                                                           |                                                            |                                                            |                                                            |                                                            |                                                            |                                                            |                                         |                                         |                                                           |                                                           |                                                           |                                                           |                                                           |                                                           |                                               |                                               |                                                       |                                                       | Lucien, Pce français                                  | Lucien, Pce français                                  | Lucien, Pce français                                  | Lucien, Pce français                                  | Lucien, Pce français | Lucien, Pce français |                                                           |                                                           | Alexandrine de Bleschamp                                  | Alexandrine de Bleschamp                                  | Alexandrine de Bleschamp                                  | Alexandrine de Bleschamp                                  | Alexandrine de Bleschamp | Alexandrine de Bleschamp |                                                         |                                                         |                                                          |                                                          |                                                          |                                                          |                                                          |                                                          |                                                                |                                                                |                                                                |                                                                |                                                                |                                                                |                     |                     |                                            |                                            |                                            |                                            |                                            |                                            |              |              |                                                               |                                                               | Claude Blanc                                                  | Claude Blanc                                                  | Claude Blanc                                                  | Claude Blanc                                                  | Claude Blanc   | Claude Blanc   |                                                      |                                                      | Marie-Thérèse Janin                                  | Marie-Thérèse Janin                                  | Marie-Thérèse Janin                                  | Marie-Thérèse Janin                                  | Marie-Thérèse Janin         | Marie-Thérèse Janin         |                                                      |                                                      |                                                      |                                                      |                                                      |                                                      |  |  |  |  |  |  |  |  |  |  |  |  |  |  |  |  |  |  |  |  |  |  |  |  |  |  |  |  |  |  |  |  |  |  |  |  |  |  |  |  |  |  |  |  |  |  |  |  |  |  |  |  |  |  |  |  |  |  |  |  |  |  |  |  |  |  |  |  |  |  |
|  |  |                                        |                                        |                                        |                                        |                                                           |                                                           |                                                           |                                                           |                                                            |                                                            |                                                            |                                                            |                                                            |                                                            |                                         |                                         |                                                           |                                                           |                                                           |                                                           |                                                           |                                                           |                                               |                                               |                                                       |                                                       | Lucien, Pce français                                  | Lucien, Pce français                                  | Lucien, Pce français                                  | Lucien, Pce français                                  | Lucien, Pce français | Lucien, Pce français |                                                           |                                                           | Alexandrine de Bleschamp                                  | Alexandrine de Bleschamp                                  | Alexandrine de Bleschamp                                  | Alexandrine de Bleschamp                                  | Alexandrine de Bleschamp | Alexandrine de Bleschamp |                                                         |                                                         |                                                          |                                                          |                                                          |                                                          |                                                          |                                                          |                                                                |                                                                |                                                                |                                                                |                                                                |                                                                |                     |                     |                                            |                                            |                                            |                                            |                                            |                                            |              |              |                                                               |                                                               | Claude Blanc                                                  | Claude Blanc                                                  | Claude Blanc                                                  | Claude Blanc                                                  | Claude Blanc   | Claude Blanc   |                                                      |                                                      | Marie-Thérèse Janin                                  | Marie-Thérèse Janin                                  | Marie-Thérèse Janin                                  | Marie-Thérèse Janin                                  | Marie-Thérèse Janin         | Marie-Thérèse Janin         |                                                      |                                                      |                                                      |                                                      |                                                      |                                                      |  |  |  |  |  |  |  |  |  |  |  |  |  |  |  |  |  |  |  |  |  |  |  |  |  |  |  |  |  |  |  |  |  |  |  |  |  |  |  |  |  |  |  |  |  |  |  |  |  |  |  |  |  |  |  |  |  |  |  |  |  |  |  |  |  |  |  |  |  |  |
|  |  |                                        |                                        |                                        |                                        |                                                           |                                                           |                                                           |                                                           |                                                            |                                                            |                                                            |                                                            |                                                            |                                                            |                                         |                                         |                                                           |                                                           |                                                           |                                                           |                                                           |                                                           |                                               |                                               |                                                       |                                                       |                                                       |                                                       |                                                       |                                                       |                      |                      |                                                           |                                                           |                                                           |                                                           |                                                           |                                                           |                          |                          |                                                         |                                                         |                                                          |                                                          |                                                          |                                                          |                                                          |                                                          |                                                                |                                                                |                                                                |                                                                |                                                                |                                                                |                     |                     |                                            |                                            |                                            |                                            |                                            |                                            |              |              |                                                               |                                                               |                                                               |                                                               |                                                               |                                                               |                |                |                                                      |                                                      |                                                      |                                                      |                                                      |                                                      |                             |                             |                                                      |                                                      |                                                      |                                                      |                                                      |                                                      |  |  |  |  |  |  |  |  |  |  |  |  |  |  |  |  |  |  |  |  |  |  |  |  |  |  |  |  |  |  |  |  |  |  |  |  |  |  |  |  |  |  |  |  |  |  |  |  |  |  |  |  |  |  |  |  |  |  |  |  |  |  |  |  |  |  |  |  |  |  |
|  |  |                                        |                                        |                                        |                                        |                                                           |                                                           |                                                           |                                                           |                                                            |                                                            |                                                            |                                                            |                                                            |                                                            |                                         |                                         |                                                           |                                                           |                                                           |                                                           |                                                           |                                                           |                                               |                                               |                                                       |                                                       |                                                       |                                                       |                                                       |                                                       |                      |                      |                                                           |                                                           |                                                           |                                                           |                                                           |                                                           |                          |                          |                                                         |                                                         |                                                          |                                                          |                                                          |                                                          |                                                          |                                                          |                                                                |                                                                |                                                                |                                                                |                                                                |                                                                |                     |                     |                                            |                                            |                                            |                                            |                                            |                                            |              |              |                                                               |                                                               |                                                               |                                                               |                                                               |                                                               |                |                |                                                      |                                                      |                                                      |                                                      |                                                      |                                                      |                             |                             |                                                      |                                                      |                                                      |                                                      |                                                      |                                                      |  |  |  |  |  |  |  |  |  |  |  |  |  |  |  |  |  |  |  |  |  |  |  |  |  |  |  |  |  |  |  |  |  |  |  |  |  |  |  |  |  |  |  |  |  |  |  |  |  |  |  |  |  |  |  |  |  |  |  |  |  |  |  |  |  |  |  |  |  |  |
|  |  |                                        |                                        |                                        |                                        | Charles-Lucien, Pce Bonaparte ∞ Zénaïde, Pcesse française | Charles-Lucien, Pce Bonaparte ∞ Zénaïde, Pcesse française | Charles-Lucien, Pce Bonaparte ∞ Zénaïde, Pcesse française | Charles-Lucien, Pce Bonaparte ∞ Zénaïde, Pcesse française | Charles-Lucien, Pce Bonaparte ∞ Zénaïde, Pcesse française  | Charles-Lucien, Pce Bonaparte ∞ Zénaïde, Pcesse française  |                                                            |                                                            | Lætitia, Pcesse Bonaparte ∞ Thomas Wyse                    | Lætitia, Pcesse Bonaparte ∞ Thomas Wyse                    | Lætitia, Pcesse Bonaparte ∞ Thomas Wyse | Lætitia, Pcesse Bonaparte ∞ Thomas Wyse | Lætitia, Pcesse Bonaparte ∞ Thomas Wyse                   | Lætitia, Pcesse Bonaparte ∞ Thomas Wyse                   |                                                           |                                                           |                                                           |                                                           | Antoine, Pce Bonaparte ∞ Anna-Maria Cardinali | Antoine, Pce Bonaparte ∞ Anna-Maria Cardinali | Antoine, Pce Bonaparte ∞ Anna-Maria Cardinali         | Antoine, Pce Bonaparte ∞ Anna-Maria Cardinali         | Antoine, Pce Bonaparte ∞ Anna-Maria Cardinali         | Antoine, Pce Bonaparte ∞ Anna-Maria Cardinali         |                                                       |                                                       |                      |                      | Louis-Lucien, Pce Bonaparte ∞ Clémence Richard            | Louis-Lucien, Pce Bonaparte ∞ Clémence Richard            | Louis-Lucien, Pce Bonaparte ∞ Clémence Richard            | Louis-Lucien, Pce Bonaparte ∞ Clémence Richard            | Louis-Lucien, Pce Bonaparte ∞ Clémence Richard            | Louis-Lucien, Pce Bonaparte ∞ Clémence Richard            |                          |                          |                                                         |                                                         | Pierre-Napoléon, Pce Bonaparte ∞ Justine-Éléonore Ruflin | Pierre-Napoléon, Pce Bonaparte ∞ Justine-Éléonore Ruflin | Pierre-Napoléon, Pce Bonaparte ∞ Justine-Éléonore Ruflin | Pierre-Napoléon, Pce Bonaparte ∞ Justine-Éléonore Ruflin | Pierre-Napoléon, Pce Bonaparte ∞ Justine-Éléonore Ruflin | Pierre-Napoléon, Pce Bonaparte ∞ Justine-Éléonore Ruflin |                                                                |                                                                | Paul, Pce Bonaparte                                            | Paul, Pce Bonaparte                                            | Paul, Pce Bonaparte                                            | Paul, Pce Bonaparte                                            | Paul, Pce Bonaparte | Paul, Pce Bonaparte |                                            |                                            |                                            |                                            |                                            |                                            | Marie Hensel | Marie Hensel | Marie Hensel                                                  | Marie Hensel                                                  | Marie Hensel                                                  | Marie Hensel                                                  |                                                               |                                                               | François Blanc | François Blanc | François Blanc                                       | François Blanc                                       | François Blanc                                       | François Blanc                                       |                                                      |                                                      | Madeleine-Victoire Huguelin | Madeleine-Victoire Huguelin | Madeleine-Victoire Huguelin                          | Madeleine-Victoire Huguelin                          | Madeleine-Victoire Huguelin                          | Madeleine-Victoire Huguelin                          |                                                      |                                                      |  |  |  |  |  |  |  |  |  |  |  |  |  |  |  |  |  |  |  |  |  |  |  |  |  |  |  |  |  |  |  |  |  |  |  |  |  |  |  |  |  |  |  |  |  |  |  |  |  |  |  |  |  |  |  |  |  |  |  |  |  |  |  |  |  |  |  |  |  |  |
|  |  |                                        |                                        |                                        |                                        | Charles-Lucien, Pce Bonaparte ∞ Zénaïde, Pcesse française | Charles-Lucien, Pce Bonaparte ∞ Zénaïde, Pcesse française | Charles-Lucien, Pce Bonaparte ∞ Zénaïde, Pcesse française | Charles-Lucien, Pce Bonaparte ∞ Zénaïde, Pcesse française | Charles-Lucien, Pce Bonaparte ∞ Zénaïde, Pcesse française  | Charles-Lucien, Pce Bonaparte ∞ Zénaïde, Pcesse française  |                                                            |                                                            | Lætitia, Pcesse Bonaparte ∞ Thomas Wyse                    | Lætitia, Pcesse Bonaparte ∞ Thomas Wyse                    | Lætitia, Pcesse Bonaparte ∞ Thomas Wyse | Lætitia, Pcesse Bonaparte ∞ Thomas Wyse | Lætitia, Pcesse Bonaparte ∞ Thomas Wyse                   | Lætitia, Pcesse Bonaparte ∞ Thomas Wyse                   |                                                           |                                                           |                                                           |                                                           | Antoine, Pce Bonaparte ∞ Anna-Maria Cardinali | Antoine, Pce Bonaparte ∞ Anna-Maria Cardinali | Antoine, Pce Bonaparte ∞ Anna-Maria Cardinali         | Antoine, Pce Bonaparte ∞ Anna-Maria Cardinali         | Antoine, Pce Bonaparte ∞ Anna-Maria Cardinali         | Antoine, Pce Bonaparte ∞ Anna-Maria Cardinali         |                                                       |                                                       |                      |                      | Louis-Lucien, Pce Bonaparte ∞ Clémence Richard            | Louis-Lucien, Pce Bonaparte ∞ Clémence Richard            | Louis-Lucien, Pce Bonaparte ∞ Clémence Richard            | Louis-Lucien, Pce Bonaparte ∞ Clémence Richard            | Louis-Lucien, Pce Bonaparte ∞ Clémence Richard            | Louis-Lucien, Pce Bonaparte ∞ Clémence Richard            |                          |                          |                                                         |                                                         | Pierre-Napoléon, Pce Bonaparte ∞ Justine-Éléonore Ruflin | Pierre-Napoléon, Pce Bonaparte ∞ Justine-Éléonore Ruflin | Pierre-Napoléon, Pce Bonaparte ∞ Justine-Éléonore Ruflin | Pierre-Napoléon, Pce Bonaparte ∞ Justine-Éléonore Ruflin | Pierre-Napoléon, Pce Bonaparte ∞ Justine-Éléonore Ruflin | Pierre-Napoléon, Pce Bonaparte ∞ Justine-Éléonore Ruflin |                                                                |                                                                | Paul, Pce Bonaparte                                            | Paul, Pce Bonaparte                                            | Paul, Pce Bonaparte                                            | Paul, Pce Bonaparte                                            | Paul, Pce Bonaparte | Paul, Pce Bonaparte |                                            |                                            |                                            |                                            |                                            |                                            | Marie Hensel | Marie Hensel | Marie Hensel                                                  | Marie Hensel                                                  | Marie Hensel                                                  | Marie Hensel                                                  |                                                               |                                                               | François Blanc | François Blanc | François Blanc                                       | François Blanc                                       | François Blanc                                       | François Blanc                                       |                                                      |                                                      | Madeleine-Victoire Huguelin | Madeleine-Victoire Huguelin | Madeleine-Victoire Huguelin                          | Madeleine-Victoire Huguelin                          | Madeleine-Victoire Huguelin                          | Madeleine-Victoire Huguelin                          |                                                      |                                                      |  |  |  |  |  |  |  |  |  |  |  |  |  |  |  |  |  |  |  |  |  |  |  |  |  |  |  |  |  |  |  |  |  |  |  |  |  |  |  |  |  |  |  |  |  |  |  |  |  |  |  |  |  |  |  |  |  |  |  |  |  |  |  |  |  |  |  |  |  |  |
|  |  |                                        |                                        |                                        |                                        |                                                           |                                                           |                                                           |                                                           |                                                            |                                                            |                                                            |                                                            |                                                            |                                                            |                                         |                                         |                                                           |                                                           |                                                           |                                                           |                                                           |                                                           |                                               |                                               |                                                       |                                                       |                                                       |                                                       |                                                       |                                                       |                      |                      |                                                           |                                                           |                                                           |                                                           |                                                           |                                                           |                          |                          |                                                         |                                                         |                                                          |                                                          |                                                          |                                                          |                                                          |                                                          |                                                                |                                                                |                                                                |                                                                |                                                                |                                                                |                     |                     |                                            |                                            |                                            |                                            |                                            |                                            |              |              |                                                               |                                                               |                                                               |                                                               |                                                               |                                                               |                |                |                                                      |                                                      |                                                      |                                                      |                                                      |                                                      |                             |                             |                                                      |                                                      |                                                      |                                                      |                                                      |                                                      |  |  |  |  |  |  |  |  |  |  |  |  |  |  |  |  |  |  |  |  |  |  |  |  |  |  |  |  |  |  |  |  |  |  |  |  |  |  |  |  |  |  |  |  |  |  |  |  |  |  |  |  |  |  |  |  |  |  |  |  |  |  |  |  |  |  |  |  |  |  |
|  |  |                                        |                                        |                                        |                                        |                                                           |                                                           |                                                           |                                                           |                                                            |                                                            |                                                            |                                                            |                                                            |                                                            |                                         |                                         |                                                           |                                                           |                                                           |                                                           |                                                           |                                                           |                                               |                                               |                                                       |                                                       |                                                       |                                                       |                                                       |                                                       |                      |                      |                                                           |                                                           |                                                           |                                                           |                                                           |                                                           |                          |                          |                                                         |                                                         |                                                          |                                                          |                                                          |                                                          |                                                          |                                                          |                                                                |                                                                |                                                                |                                                                |                                                                |                                                                |                     |                     |                                            |                                            |                                            |                                            |                                            |                                            |              |              |                                                               |                                                               |                                                               |                                                               |                                                               |                                                               |                |                |                                                      |                                                      |                                                      |                                                      |                                                      |                                                      |                             |                             |                                                      |                                                      |                                                      |                                                      |                                                      |                                                      |  |  |  |  |  |  |  |  |  |  |  |  |  |  |  |  |  |  |  |  |  |  |  |  |  |  |  |  |  |  |  |  |  |  |  |  |  |  |  |  |  |  |  |  |  |  |  |  |  |  |  |  |  |  |  |  |  |  |  |  |  |  |  |  |  |  |  |  |  |  |
|  |  | Lucien-Louis, Cardinal de l'Église     | Lucien-Louis, Cardinal de l'Église     | Lucien-Louis, Cardinal de l'Église     | Lucien-Louis, Cardinal de l'Église     | Lucien-Louis, Cardinal de l'Église                        | Lucien-Louis, Cardinal de l'Église                        |                                                           |                                                           | Napoléon-Charles, Pce Bonaparte ∞ Cristina, Pcesse Ruspoli | Napoléon-Charles, Pce Bonaparte ∞ Cristina, Pcesse Ruspoli | Napoléon-Charles, Pce Bonaparte ∞ Cristina, Pcesse Ruspoli | Napoléon-Charles, Pce Bonaparte ∞ Cristina, Pcesse Ruspoli | Napoléon-Charles, Pce Bonaparte ∞ Cristina, Pcesse Ruspoli | Napoléon-Charles, Pce Bonaparte ∞ Cristina, Pcesse Ruspoli |                                         |                                         | Julie, Pcesse Bonaparte ∞ Alessandro, Mis de Roccagiovine | Julie, Pcesse Bonaparte ∞ Alessandro, Mis de Roccagiovine | Julie, Pcesse Bonaparte ∞ Alessandro, Mis de Roccagiovine | Julie, Pcesse Bonaparte ∞ Alessandro, Mis de Roccagiovine | Julie, Pcesse Bonaparte ∞ Alessandro, Mis de Roccagiovine | Julie, Pcesse Bonaparte ∞ Alessandro, Mis de Roccagiovine |                                               |                                               | Bathilde, Pcesse Bonaparte ∞ Louis, Cte de Cambacérès | Bathilde, Pcesse Bonaparte ∞ Louis, Cte de Cambacérès | Bathilde, Pcesse Bonaparte ∞ Louis, Cte de Cambacérès | Bathilde, Pcesse Bonaparte ∞ Louis, Cte de Cambacérès | Bathilde, Pcesse Bonaparte ∞ Louis, Cte de Cambacérès | Bathilde, Pcesse Bonaparte ∞ Louis, Cte de Cambacérès |                      |                      | Louis-Clovis, Pce Bonaparte                               | Louis-Clovis, Pce Bonaparte                               | Louis-Clovis, Pce Bonaparte                               | Louis-Clovis, Pce Bonaparte                               | Louis-Clovis, Pce Bonaparte                               | Louis-Clovis, Pce Bonaparte                               |                          |                          | Jeanne, Pcesse Bonaparte ∞ Christian, Mis de Villeneuve | Jeanne, Pcesse Bonaparte ∞ Christian, Mis de Villeneuve | Jeanne, Pcesse Bonaparte ∞ Christian, Mis de Villeneuve  | Jeanne, Pcesse Bonaparte ∞ Christian, Mis de Villeneuve  | Jeanne, Pcesse Bonaparte ∞ Christian, Mis de Villeneuve  | Jeanne, Pcesse Bonaparte ∞ Christian, Mis de Villeneuve  |                                                          |                                                          | Roland, Pce Bonaparte                                          | Roland, Pce Bonaparte                                          | Roland, Pce Bonaparte                                          | Roland, Pce Bonaparte                                          | Roland, Pce Bonaparte                                          | Roland, Pce Bonaparte                                          |                     |                     | Marie-Félix Blanc                          | Marie-Félix Blanc                          | Marie-Félix Blanc                          | Marie-Félix Blanc                          | Marie-Félix Blanc                          | Marie-Félix Blanc                          |              |              | Edmond Blanc ∞ Marthe Galinier                                | Edmond Blanc ∞ Marthe Galinier                                | Edmond Blanc ∞ Marthe Galinier                                | Edmond Blanc ∞ Marthe Galinier                                | Edmond Blanc ∞ Marthe Galinier                                | Edmond Blanc ∞ Marthe Galinier                                |                |                | Louise Blanc ∞ Constantin, Pce Radziwill             | Louise Blanc ∞ Constantin, Pce Radziwill             | Louise Blanc ∞ Constantin, Pce Radziwill             | Louise Blanc ∞ Constantin, Pce Radziwill             | Louise Blanc ∞ Constantin, Pce Radziwill             | Louise Blanc ∞ Constantin, Pce Radziwill             |                             |                             | Camille Blanc ∞ Élisabeth Lanxade                    | Camille Blanc ∞ Élisabeth Lanxade                    | Camille Blanc ∞ Élisabeth Lanxade                    | Camille Blanc ∞ Élisabeth Lanxade                    | Camille Blanc ∞ Élisabeth Lanxade                    | Camille Blanc ∞ Élisabeth Lanxade                    |  |  |  |  |  |  |  |  |  |  |  |  |  |  |  |  |  |  |  |  |  |  |  |  |  |  |  |  |  |  |  |  |  |  |  |  |  |  |  |  |  |  |  |  |  |  |  |  |  |  |  |  |  |  |  |  |  |  |  |  |  |  |  |  |  |  |  |  |  |  |
|  |  | Lucien-Louis, Cardinal de l'Église     | Lucien-Louis, Cardinal de l'Église     | Lucien-Louis, Cardinal de l'Église     | Lucien-Louis, Cardinal de l'Église     | Lucien-Louis, Cardinal de l'Église                        | Lucien-Louis, Cardinal de l'Église                        |                                                           |                                                           | Napoléon-Charles, Pce Bonaparte ∞ Cristina, Pcesse Ruspoli | Napoléon-Charles, Pce Bonaparte ∞ Cristina, Pcesse Ruspoli | Napoléon-Charles, Pce Bonaparte ∞ Cristina, Pcesse Ruspoli | Napoléon-Charles, Pce Bonaparte ∞ Cristina, Pcesse Ruspoli | Napoléon-Charles, Pce Bonaparte ∞ Cristina, Pcesse Ruspoli | Napoléon-Charles, Pce Bonaparte ∞ Cristina, Pcesse Ruspoli |                                         |                                         | Julie, Pcesse Bonaparte ∞ Alessandro, Mis de Roccagiovine | Julie, Pcesse Bonaparte ∞ Alessandro, Mis de Roccagiovine | Julie, Pcesse Bonaparte ∞ Alessandro, Mis de Roccagiovine | Julie, Pcesse Bonaparte ∞ Alessandro, Mis de Roccagiovine | Julie, Pcesse Bonaparte ∞ Alessandro, Mis de Roccagiovine | Julie, Pcesse Bonaparte ∞ Alessandro, Mis de Roccagiovine |                                               |                                               | Bathilde, Pcesse Bonaparte ∞ Louis, Cte de Cambacérès | Bathilde, Pcesse Bonaparte ∞ Louis, Cte de Cambacérès | Bathilde, Pcesse Bonaparte ∞ Louis, Cte de Cambacérès | Bathilde, Pcesse Bonaparte ∞ Louis, Cte de Cambacérès | Bathilde, Pcesse Bonaparte ∞ Louis, Cte de Cambacérès | Bathilde, Pcesse Bonaparte ∞ Louis, Cte de Cambacérès |                      |                      | Louis-Clovis, Pce Bonaparte                               | Louis-Clovis, Pce Bonaparte                               | Louis-Clovis, Pce Bonaparte                               | Louis-Clovis, Pce Bonaparte                               | Louis-Clovis, Pce Bonaparte                               | Louis-Clovis, Pce Bonaparte                               |                          |                          | Jeanne, Pcesse Bonaparte ∞ Christian, Mis de Villeneuve | Jeanne, Pcesse Bonaparte ∞ Christian, Mis de Villeneuve | Jeanne, Pcesse Bonaparte ∞ Christian, Mis de Villeneuve  | Jeanne, Pcesse Bonaparte ∞ Christian, Mis de Villeneuve  | Jeanne, Pcesse Bonaparte ∞ Christian, Mis de Villeneuve  | Jeanne, Pcesse Bonaparte ∞ Christian, Mis de Villeneuve  |                                                          |                                                          | Roland, Pce Bonaparte                                          | Roland, Pce Bonaparte                                          | Roland, Pce Bonaparte                                          | Roland, Pce Bonaparte                                          | Roland, Pce Bonaparte                                          | Roland, Pce Bonaparte                                          |                     |                     | Marie-Félix Blanc                          | Marie-Félix Blanc                          | Marie-Félix Blanc                          | Marie-Félix Blanc                          | Marie-Félix Blanc                          | Marie-Félix Blanc                          |              |              | Edmond Blanc ∞ Marthe Galinier                                | Edmond Blanc ∞ Marthe Galinier                                | Edmond Blanc ∞ Marthe Galinier                                | Edmond Blanc ∞ Marthe Galinier                                | Edmond Blanc ∞ Marthe Galinier                                | Edmond Blanc ∞ Marthe Galinier                                |                |                | Louise Blanc ∞ Constantin, Pce Radziwill             | Louise Blanc ∞ Constantin, Pce Radziwill             | Louise Blanc ∞ Constantin, Pce Radziwill             | Louise Blanc ∞ Constantin, Pce Radziwill             | Louise Blanc ∞ Constantin, Pce Radziwill             | Louise Blanc ∞ Constantin, Pce Radziwill             |                             |                             | Camille Blanc ∞ Élisabeth Lanxade                    | Camille Blanc ∞ Élisabeth Lanxade                    | Camille Blanc ∞ Élisabeth Lanxade                    | Camille Blanc ∞ Élisabeth Lanxade                    | Camille Blanc ∞ Élisabeth Lanxade                    | Camille Blanc ∞ Élisabeth Lanxade                    |  |  |  |  |  |  |  |  |  |  |  |  |  |  |  |  |  |  |  |  |  |  |  |  |  |  |  |  |  |  |  |  |  |  |  |  |  |  |  |  |  |  |  |  |  |  |  |  |  |  |  |  |  |  |  |  |  |  |  |  |  |  |  |  |  |  |  |  |  |  |
|  |  |                                        |                                        |                                        |                                        |                                                           |                                                           |                                                           |                                                           |                                                            |                                                            |                                                            |                                                            |                                                            |                                                            |                                         |                                         |                                                           |                                                           |                                                           |                                                           |                                                           |                                                           |                                               |                                               |                                                       |                                                       |                                                       |                                                       |                                                       |                                                       |                      |                      |                                                           |                                                           |                                                           |                                                           |                                                           |                                                           |                          |                          |                                                         |                                                         |                                                          |                                                          |                                                          |                                                          |                                                          |                                                          |                                                                |                                                                |                                                                |                                                                |                                                                |                                                                |                     |                     |                                            |                                            |                                            |                                            |                                            |                                            |              |              |                                                               |                                                               |                                                               |                                                               |                                                               |                                                               |                |                |                                                      |                                                      |                                                      |                                                      |                                                      |                                                      |                             |                             |                                                      |                                                      |                                                      |                                                      |                                                      |                                                      |  |  |  |  |  |  |  |  |  |  |  |  |  |  |  |  |  |  |  |  |  |  |  |  |  |  |  |  |  |  |  |  |  |  |  |  |  |  |  |  |  |  |  |  |  |  |  |  |  |  |  |  |  |  |  |  |  |  |  |  |  |  |  |  |  |  |  |  |  |  |
|  |  |                                        |                                        |                                        |                                        |                                                           |                                                           |                                                           |                                                           |                                                            |                                                            |                                                            |                                                            |                                                            |                                                            |                                         |                                         |                                                           |                                                           |                                                           |                                                           |                                                           |                                                           |                                               |                                               |                                                       |                                                       |                                                       |                                                       |                                                       |                                                       |                      |                      |                                                           |                                                           |                                                           |                                                           |                                                           |                                                           |                          |                          |                                                         |                                                         |                                                          |                                                          |                                                          |                                                          |                                                          |                                                          |                                                                |                                                                |                                                                |                                                                |                                                                |                                                                |                     |                     |                                            |                                            |                                            |                                            |                                            |                                            |              |              |                                                               |                                                               |                                                               |                                                               |                                                               |                                                               |                |                |                                                      |                                                      |                                                      |                                                      |                                                      |                                                      |                             |                             |                                                      |                                                      |                                                      |                                                      |                                                      |                                                      |  |  |  |  |  |  |  |  |  |  |  |  |  |  |  |  |  |  |  |  |  |  |  |  |  |  |  |  |  |  |  |  |  |  |  |  |  |  |  |  |  |  |  |  |  |  |  |  |  |  |  |  |  |  |  |  |  |  |  |  |  |  |  |  |  |  |  |  |  |  |
|  |  | Marie, Pcesse Bonaparte ∞ Enrico Gotti | Marie, Pcesse Bonaparte ∞ Enrico Gotti | Marie, Pcesse Bonaparte ∞ Enrico Gotti | Marie, Pcesse Bonaparte ∞ Enrico Gotti | Marie, Pcesse Bonaparte ∞ Enrico Gotti                    | Marie, Pcesse Bonaparte ∞ Enrico Gotti                    |                                                           |                                                           | Eugénie, Pcesse Bonaparte ∞ Napoléon, Pce de la Moskowa    | Eugénie, Pcesse Bonaparte ∞ Napoléon, Pce de la Moskowa    | Eugénie, Pcesse Bonaparte ∞ Napoléon, Pce de la Moskowa    | Eugénie, Pcesse Bonaparte ∞ Napoléon, Pce de la Moskowa    | Eugénie, Pcesse Bonaparte ∞ Napoléon, Pce de la Moskowa    | Eugénie, Pcesse Bonaparte ∞ Napoléon, Pce de la Moskowa    |                                         |                                         | Zénaïde de Cambacérès ∞ Raoul-Napoléon, Duc d'Albufera    | Zénaïde de Cambacérès ∞ Raoul-Napoléon, Duc d'Albufera    | Zénaïde de Cambacérès ∞ Raoul-Napoléon, Duc d'Albufera    | Zénaïde de Cambacérès ∞ Raoul-Napoléon, Duc d'Albufera    | Zénaïde de Cambacérès ∞ Raoul-Napoléon, Duc d'Albufera    | Zénaïde de Cambacérès ∞ Raoul-Napoléon, Duc d'Albufera    |                                               |                                               | Léonie de Cambacérès ∞ Charles, Duc de Feltre         | Léonie de Cambacérès ∞ Charles, Duc de Feltre         | Léonie de Cambacérès ∞ Charles, Duc de Feltre         | Léonie de Cambacérès ∞ Charles, Duc de Feltre         | Léonie de Cambacérès ∞ Charles, Duc de Feltre         | Léonie de Cambacérès ∞ Charles, Duc de Feltre         |                      |                      | Pierre, Mis de Villeneuve ∞ Cécile de Courtois            | Pierre, Mis de Villeneuve ∞ Cécile de Courtois            | Pierre, Mis de Villeneuve ∞ Cécile de Courtois            | Pierre, Mis de Villeneuve ∞ Cécile de Courtois            | Pierre, Mis de Villeneuve ∞ Cécile de Courtois            | Pierre, Mis de Villeneuve ∞ Cécile de Courtois            |                          |                          | Jeanne de Villeneuve ∞ Lucien, Baron Leret d'Aubigny    | Jeanne de Villeneuve ∞ Lucien, Baron Leret d'Aubigny    | Jeanne de Villeneuve ∞ Lucien, Baron Leret d'Aubigny     | Jeanne de Villeneuve ∞ Lucien, Baron Leret d'Aubigny     | Jeanne de Villeneuve ∞ Lucien, Baron Leret d'Aubigny     | Jeanne de Villeneuve ∞ Lucien, Baron Leret d'Aubigny     |                                                          |                                                          | Marie, Pcesse Bonaparte ∞ Georges, Pce de Grèce et de Danemark | Marie, Pcesse Bonaparte ∞ Georges, Pce de Grèce et de Danemark | Marie, Pcesse Bonaparte ∞ Georges, Pce de Grèce et de Danemark | Marie, Pcesse Bonaparte ∞ Georges, Pce de Grèce et de Danemark | Marie, Pcesse Bonaparte ∞ Georges, Pce de Grèce et de Danemark | Marie, Pcesse Bonaparte ∞ Georges, Pce de Grèce et de Danemark |                     |                     | Édouard Edmond-Blanc ∞ Paule, Pcesse Murat | Édouard Edmond-Blanc ∞ Paule, Pcesse Murat | Édouard Edmond-Blanc ∞ Paule, Pcesse Murat | Édouard Edmond-Blanc ∞ Paule, Pcesse Murat | Édouard Edmond-Blanc ∞ Paule, Pcesse Murat | Édouard Edmond-Blanc ∞ Paule, Pcesse Murat |              |              | François Edmond-Blanc ∞ Janine Delamare-Deboutteville         | François Edmond-Blanc ∞ Janine Delamare-Deboutteville         | François Edmond-Blanc ∞ Janine Delamare-Deboutteville         | François Edmond-Blanc ∞ Janine Delamare-Deboutteville         | François Edmond-Blanc ∞ Janine Delamare-Deboutteville         | François Edmond-Blanc ∞ Janine Delamare-Deboutteville         |                |                | Lise, Pcesse Radziwill ∞ Armand, Duc de Doudeauville | Lise, Pcesse Radziwill ∞ Armand, Duc de Doudeauville | Lise, Pcesse Radziwill ∞ Armand, Duc de Doudeauville | Lise, Pcesse Radziwill ∞ Armand, Duc de Doudeauville | Lise, Pcesse Radziwill ∞ Armand, Duc de Doudeauville | Lise, Pcesse Radziwill ∞ Armand, Duc de Doudeauville |                             |                             | Léon, Pce Radziwill ∞ Claude de Grammont             | Léon, Pce Radziwill ∞ Claude de Grammont             | Léon, Pce Radziwill ∞ Claude de Grammont             | Léon, Pce Radziwill ∞ Claude de Grammont             | Léon, Pce Radziwill ∞ Claude de Grammont             | Léon, Pce Radziwill ∞ Claude de Grammont             |  |  |  |  |  |  |  |  |  |  |  |  |  |  |  |  |  |  |  |  |  |  |  |  |  |  |  |  |  |  |  |  |  |  |  |  |  |  |  |  |  |  |  |  |  |  |  |  |  |  |  |  |  |  |  |  |  |  |  |  |  |  |  |  |  |  |  |  |  |  |
|  |  | Marie, Pcesse Bonaparte ∞ Enrico Gotti | Marie, Pcesse Bonaparte ∞ Enrico Gotti | Marie, Pcesse Bonaparte ∞ Enrico Gotti | Marie, Pcesse Bonaparte ∞ Enrico Gotti | Marie, Pcesse Bonaparte ∞ Enrico Gotti                    | Marie, Pcesse Bonaparte ∞ Enrico Gotti                    |                                                           |                                                           | Eugénie, Pcesse Bonaparte ∞ Napoléon, Pce de la Moskowa    | Eugénie, Pcesse Bonaparte ∞ Napoléon, Pce de la Moskowa    | Eugénie, Pcesse Bonaparte ∞ Napoléon, Pce de la Moskowa    | Eugénie, Pcesse Bonaparte ∞ Napoléon, Pce de la Moskowa    | Eugénie, Pcesse Bonaparte ∞ Napoléon, Pce de la Moskowa    | Eugénie, Pcesse Bonaparte ∞ Napoléon, Pce de la Moskowa    |                                         |                                         | Zénaïde de Cambacérès ∞ Raoul-Napoléon, Duc d'Albufera    | Zénaïde de Cambacérès ∞ Raoul-Napoléon, Duc d'Albufera    | Zénaïde de Cambacérès ∞ Raoul-Napoléon, Duc d'Albufera    | Zénaïde de Cambacérès ∞ Raoul-Napoléon, Duc d'Albufera    | Zénaïde de Cambacérès ∞ Raoul-Napoléon, Duc d'Albufera    | Zénaïde de Cambacérès ∞ Raoul-Napoléon, Duc d'Albufera    |                                               |                                               | Léonie de Cambacérès ∞ Charles, Duc de Feltre         | Léonie de Cambacérès ∞ Charles, Duc de Feltre         | Léonie de Cambacérès ∞ Charles, Duc de Feltre         | Léonie de Cambacérès ∞ Charles, Duc de Feltre         | Léonie de Cambacérès ∞ Charles, Duc de Feltre         | Léonie de Cambacérès ∞ Charles, Duc de Feltre         |                      |                      | Pierre, Mis de Villeneuve ∞ Cécile de Courtois            | Pierre, Mis de Villeneuve ∞ Cécile de Courtois            | Pierre, Mis de Villeneuve ∞ Cécile de Courtois            | Pierre, Mis de Villeneuve ∞ Cécile de Courtois            | Pierre, Mis de Villeneuve ∞ Cécile de Courtois            | Pierre, Mis de Villeneuve ∞ Cécile de Courtois            |                          |                          | Jeanne de Villeneuve ∞ Lucien, Baron Leret d'Aubigny    | Jeanne de Villeneuve ∞ Lucien, Baron Leret d'Aubigny    | Jeanne de Villeneuve ∞ Lucien, Baron Leret d'Aubigny     | Jeanne de Villeneuve ∞ Lucien, Baron Leret d'Aubigny     | Jeanne de Villeneuve ∞ Lucien, Baron Leret d'Aubigny     | Jeanne de Villeneuve ∞ Lucien, Baron Leret d'Aubigny     |                                                          |                                                          | Marie, Pcesse Bonaparte ∞ Georges, Pce de Grèce et de Danemark | Marie, Pcesse Bonaparte ∞ Georges, Pce de Grèce et de Danemark | Marie, Pcesse Bonaparte ∞ Georges, Pce de Grèce et de Danemark | Marie, Pcesse Bonaparte ∞ Georges, Pce de Grèce et de Danemark | Marie, Pcesse Bonaparte ∞ Georges, Pce de Grèce et de Danemark | Marie, Pcesse Bonaparte ∞ Georges, Pce de Grèce et de Danemark |                     |                     | Édouard Edmond-Blanc ∞ Paule, Pcesse Murat | Édouard Edmond-Blanc ∞ Paule, Pcesse Murat | Édouard Edmond-Blanc ∞ Paule, Pcesse Murat | Édouard Edmond-Blanc ∞ Paule, Pcesse Murat | Édouard Edmond-Blanc ∞ Paule, Pcesse Murat | Édouard Edmond-Blanc ∞ Paule, Pcesse Murat |              |              | François Edmond-Blanc ∞ Janine Delamare-Deboutteville         | François Edmond-Blanc ∞ Janine Delamare-Deboutteville         | François Edmond-Blanc ∞ Janine Delamare-Deboutteville         | François Edmond-Blanc ∞ Janine Delamare-Deboutteville         | François Edmond-Blanc ∞ Janine Delamare-Deboutteville         | François Edmond-Blanc ∞ Janine Delamare-Deboutteville         |                |                | Lise, Pcesse Radziwill ∞ Armand, Duc de Doudeauville | Lise, Pcesse Radziwill ∞ Armand, Duc de Doudeauville | Lise, Pcesse Radziwill ∞ Armand, Duc de Doudeauville | Lise, Pcesse Radziwill ∞ Armand, Duc de Doudeauville | Lise, Pcesse Radziwill ∞ Armand, Duc de Doudeauville | Lise, Pcesse Radziwill ∞ Armand, Duc de Doudeauville |                             |                             | Léon, Pce Radziwill ∞ Claude de Grammont             | Léon, Pce Radziwill ∞ Claude de Grammont             | Léon, Pce Radziwill ∞ Claude de Grammont             | Léon, Pce Radziwill ∞ Claude de Grammont             | Léon, Pce Radziwill ∞ Claude de Grammont             | Léon, Pce Radziwill ∞ Claude de Grammont             |  |  |  |  |  |  |  |  |  |  |  |  |  |  |  |  |  |  |  |  |  |  |  |  |  |  |  |  |  |  |  |  |  |  |  |  |  |  |  |  |  |  |  |  |  |  |  |  |  |  |  |  |  |  |  |  |  |  |  |  |  |  |  |  |  |  |  |  |  |  |
|  |  |                                        |                                        |                                        |                                        |                                                           |                                                           |                                                           |                                                           |                                                            |                                                            |                                                            |                                                            |                                                            |                                                            |                                         |                                         |                                                           |                                                           |                                                           |                                                           |                                                           |                                                           |                                               |                                               |                                                       |                                                       |                                                       |                                                       |                                                       |                                                       |                      |                      |                                                           |                                                           |                                                           |                                                           |                                                           |                                                           |                          |                          |                                                         |                                                         |                                                          |                                                          |                                                          |                                                          |                                                          |                                                          |                                                                |                                                                |                                                                |                                                                |                                                                |                                                                |                     |                     |                                            |                                            |                                            |                                            |                                            |                                            |              |              |                                                               |                                                               |                                                               |                                                               |                                                               |                                                               |                |                |                                                      |                                                      |                                                      |                                                      |                                                      |                                                      |                             |                             |                                                      |                                                      |                                                      |                                                      |                                                      |                                                      |  |  |  |  |  |  |  |  |  |  |  |  |  |  |  |  |  |  |  |  |  |  |  |  |  |  |  |  |  |  |  |  |  |  |  |  |  |  |  |  |  |  |  |  |  |  |  |  |  |  |  |  |  |  |  |  |  |  |  |  |  |  |  |  |  |  |  |  |  |  |
|  |  |                                        |                                        |                                        |                                        |                                                           |                                                           |                                                           |                                                           |                                                            |                                                            |                                                            |                                                            |                                                            |                                                            |                                         |                                         | Louis, Duc d'Albufera ∞ Anne Masséna d'Essling            | Louis, Duc d'Albufera ∞ Anne Masséna d'Essling            | Louis, Duc d'Albufera ∞ Anne Masséna d'Essling            | Louis, Duc d'Albufera ∞ Anne Masséna d'Essling            | Louis, Duc d'Albufera ∞ Anne Masséna d'Essling            | Louis, Duc d'Albufera ∞ Anne Masséna d'Essling            |                                               |                                               | Auguste, Duc de Feltre ∞ Helen Seton                  | Auguste, Duc de Feltre ∞ Helen Seton                  | Auguste, Duc de Feltre ∞ Helen Seton                  | Auguste, Duc de Feltre ∞ Helen Seton                  | Auguste, Duc de Feltre ∞ Helen Seton                  | Auguste, Duc de Feltre ∞ Helen Seton                  |                      |                      | Pierre, Pce de Grèce et de Danemark ∞ Irène Ovtchinnikova | Pierre, Pce de Grèce et de Danemark ∞ Irène Ovtchinnikova | Pierre, Pce de Grèce et de Danemark ∞ Irène Ovtchinnikova | Pierre, Pce de Grèce et de Danemark ∞ Irène Ovtchinnikova | Pierre, Pce de Grèce et de Danemark ∞ Irène Ovtchinnikova | Pierre, Pce de Grèce et de Danemark ∞ Irène Ovtchinnikova |                          |                          | Dominique, Pce Radziwill                                | Dominique, Pce Radziwill                                | Dominique, Pce Radziwill                                 | Dominique, Pce Radziwill                                 | Dominique, Pce Radziwill                                 | Dominique, Pce Radziwill                                 |                                                          |                                                          | Eugénie, Pcesse de Grèce et de Danemark                        | Eugénie, Pcesse de Grèce et de Danemark                        | Eugénie, Pcesse de Grèce et de Danemark                        | Eugénie, Pcesse de Grèce et de Danemark                        | Eugénie, Pcesse de Grèce et de Danemark                        | Eugénie, Pcesse de Grèce et de Danemark                        |                     |                     | Raymond, Pce de Tour et Taxis              | Raymond, Pce de Tour et Taxis              | Raymond, Pce de Tour et Taxis              | Raymond, Pce de Tour et Taxis              | Raymond, Pce de Tour et Taxis              | Raymond, Pce de Tour et Taxis              |              |              | Éléonore Edmond-Blanc ∞ Guy-Emmanuel, Cte de La Rochefoucault | Éléonore Edmond-Blanc ∞ Guy-Emmanuel, Cte de La Rochefoucault | Éléonore Edmond-Blanc ∞ Guy-Emmanuel, Cte de La Rochefoucault | Éléonore Edmond-Blanc ∞ Guy-Emmanuel, Cte de La Rochefoucault | Éléonore Edmond-Blanc ∞ Guy-Emmanuel, Cte de La Rochefoucault | Éléonore Edmond-Blanc ∞ Guy-Emmanuel, Cte de La Rochefoucault |                |                | Sosthènes, Duc de Doudeauville ∞ Leonor de Saavedra  | Sosthènes, Duc de Doudeauville ∞ Leonor de Saavedra  | Sosthènes, Duc de Doudeauville ∞ Leonor de Saavedra  | Sosthènes, Duc de Doudeauville ∞ Leonor de Saavedra  | Sosthènes, Duc de Doudeauville ∞ Leonor de Saavedra  | Sosthènes, Duc de Doudeauville ∞ Leonor de Saavedra  |                             |                             | Armand, Duc de Doudeauville ∞ Esther Milicent Clarke | Armand, Duc de Doudeauville ∞ Esther Milicent Clarke | Armand, Duc de Doudeauville ∞ Esther Milicent Clarke | Armand, Duc de Doudeauville ∞ Esther Milicent Clarke | Armand, Duc de Doudeauville ∞ Esther Milicent Clarke | Armand, Duc de Doudeauville ∞ Esther Milicent Clarke |  |  |  |  |  |  |  |  |  |  |  |  |  |  |  |  |  |  |  |  |  |  |  |  |  |  |  |  |  |  |  |  |  |  |  |  |  |  |  |  |  |  |  |  |  |  |  |  |  |  |  |  |  |  |  |  |  |  |  |  |  |  |  |  |  |  |  |  |  |  |
|  |  |                                        |                                        |                                        |                                        |                                                           |                                                           |                                                           |                                                           |                                                            |                                                            |                                                            |                                                            |                                                            |                                                            |                                         |                                         | Louis, Duc d'Albufera ∞ Anne Masséna d'Essling            | Louis, Duc d'Albufera ∞ Anne Masséna d'Essling            | Louis, Duc d'Albufera ∞ Anne Masséna d'Essling            | Louis, Duc d'Albufera ∞ Anne Masséna d'Essling            | Louis, Duc d'Albufera ∞ Anne Masséna d'Essling            | Louis, Duc d'Albufera ∞ Anne Masséna d'Essling            |                                               |                                               | Auguste, Duc de Feltre ∞ Helen Seton                  | Auguste, Duc de Feltre ∞ Helen Seton                  | Auguste, Duc de Feltre ∞ Helen Seton                  | Auguste, Duc de Feltre ∞ Helen Seton                  | Auguste, Duc de Feltre ∞ Helen Seton                  | Auguste, Duc de Feltre ∞ Helen Seton                  |                      |                      | Pierre, Pce de Grèce et de Danemark ∞ Irène Ovtchinnikova | Pierre, Pce de Grèce et de Danemark ∞ Irène Ovtchinnikova | Pierre, Pce de Grèce et de Danemark ∞ Irène Ovtchinnikova | Pierre, Pce de Grèce et de Danemark ∞ Irène Ovtchinnikova | Pierre, Pce de Grèce et de Danemark ∞ Irène Ovtchinnikova | Pierre, Pce de Grèce et de Danemark ∞ Irène Ovtchinnikova |                          |                          | Dominique, Pce Radziwill                                | Dominique, Pce Radziwill                                | Dominique, Pce Radziwill                                 | Dominique, Pce Radziwill                                 | Dominique, Pce Radziwill                                 | Dominique, Pce Radziwill                                 |                                                          |                                                          | Eugénie, Pcesse de Grèce et de Danemark                        | Eugénie, Pcesse de Grèce et de Danemark                        | Eugénie, Pcesse de Grèce et de Danemark                        | Eugénie, Pcesse de Grèce et de Danemark                        | Eugénie, Pcesse de Grèce et de Danemark                        | Eugénie, Pcesse de Grèce et de Danemark                        |                     |                     | Raymond, Pce de Tour et Taxis              | Raymond, Pce de Tour et Taxis              | Raymond, Pce de Tour et Taxis              | Raymond, Pce de Tour et Taxis              | Raymond, Pce de Tour et Taxis              | Raymond, Pce de Tour et Taxis              |              |              | Éléonore Edmond-Blanc ∞ Guy-Emmanuel, Cte de La Rochefoucault | Éléonore Edmond-Blanc ∞ Guy-Emmanuel, Cte de La Rochefoucault | Éléonore Edmond-Blanc ∞ Guy-Emmanuel, Cte de La Rochefoucault | Éléonore Edmond-Blanc ∞ Guy-Emmanuel, Cte de La Rochefoucault | Éléonore Edmond-Blanc ∞ Guy-Emmanuel, Cte de La Rochefoucault | Éléonore Edmond-Blanc ∞ Guy-Emmanuel, Cte de La Rochefoucault |                |                | Sosthènes, Duc de Doudeauville ∞ Leonor de Saavedra  | Sosthènes, Duc de Doudeauville ∞ Leonor de Saavedra  | Sosthènes, Duc de Doudeauville ∞ Leonor de Saavedra  | Sosthènes, Duc de Doudeauville ∞ Leonor de Saavedra  | Sosthènes, Duc de Doudeauville ∞ Leonor de Saavedra  | Sosthènes, Duc de Doudeauville ∞ Leonor de Saavedra  |                             |                             | Armand, Duc de Doudeauville ∞ Esther Milicent Clarke | Armand, Duc de Doudeauville ∞ Esther Milicent Clarke | Armand, Duc de Doudeauville ∞ Esther Milicent Clarke | Armand, Duc de Doudeauville ∞ Esther Milicent Clarke | Armand, Duc de Doudeauville ∞ Esther Milicent Clarke | Armand, Duc de Doudeauville ∞ Esther Milicent Clarke |  |  |  |  |  |  |  |  |  |  |  |  |  |  |  |  |  |  |  |  |  |  |  |  |  |  |  |  |  |  |  |  |  |  |  |  |  |  |  |  |  |  |  |  |  |  |  |  |  |  |  |  |  |  |  |  |  |  |  |  |  |  |  |  |  |  |  |  |  |  |

### Héraldique
| Blason de Marie Bonaparte | Blason  | - D'azur à la croix alésée d'argent (de Grèce), sur-le-tout écartelé : à la croix pattée d'argent bordée de gueules, qui est le Danebrog, cantonnée en I d'or à neuf cœurs de gueules posés en trois pals, à trois lions léopardés d'azur armés et lampassés de gueules couronnés du champ (de Danemark) ; en II d'or à deux lions léopardés d'azur armés et lampassés de gueules (de Schleswig) ; en III de gueules à la feuille d'ortie d'argent (de Holstein) ; au IV de gueules à la tête de cheval coupée d'or (de Lauenbourg) ; sur-le-tout-du-tout parti d'or à deux fasces de gueules (de Oldenbourg) et d'azur à la croix pattée au pied fiché d'or (de Delmenhorst). - Partie en II d'azur à l'aigle impériale sur un foudre le tout d'or. Ornements extérieursCollier de l'Ordre des Saintes-Olga-et-Sophie et timbré de la couronne du Danemark. |
| Blason de Marie Bonaparte | Détails | Armes d'alliance entre la famille de Grèce et la famille Bonaparte. |

## Principales œuvres de Marie Bonaparte
Pour une liste exhaustive des ouvrages et articles publiés par Marie Bonaparte ainsi qu'une présentation de ses différentes archives en France et à l'étranger, se référer à l'étude de Rémy Amouroux (2012) et à sa biographie par Célia Bertin (1982).

### Impressions, récits autobiographiques, souvenirs et correspondance
- Marie Bonaparte, Le Printemps sur mon jardin, Paris, Flammarion, 1924.
- Marie Bonaparte, Topsy : chow-chow au poil d'or, Paris, Denoël et Steele, 1937.
- Marie Bonaparte, Monologues devant la vie et la mort, Paris, Imago Publishing Ltd, 1950.
- Marie Bonaparte, À la mémoire des disparus : derrière les vitres closes, t. 1, Paris, Presses universitaires de France, 1958.
- Marie Bonaparte, À la mémoire des disparus : l'Appel des sèves, t. 2, Paris, Presses universitaires de France, 1958.
- Marie Bonaparte et Sigmund Freud (trad. Olivier Mannoni, préf. Rémy Amouroux), Correspondance intégrale 1925-1939, Flammarion, 2022, 1084 p. (ISBN 978-2-08-026457-2, BNF 47162890).

### Recueil d'aphorismes
- (fr) Marie Bonaparte, Les Glanes des jours, Paris, Imago Publishing Ltd, 1950.

### Contes
- (fr) Marie Bonaparte, « Ibb le bûcheron et autres contes », dans Le Printemps sur mon jardin, Flammarion, 1924.
- (fr) Marie Bonaparte, Les Glauques aventures de Flyda des Mers, Paris, Imago Publishing Ltd, 1950.

### Méditations et essais sur la guerre
- (fr) Marie Bonaparte, Guerres militaires et guerres sociales : Méditations, Paris, Flammarion, coll. « Bibliothèque de philosophie scientifique », 1920.
- (fr) Marie Bonaparte, Mythes de guerre, Paris, Imago Publishing Ltd, 1947.

### Travaux sur la sexualité
- (fr) A.-E. Narjani, « Considérations sur les causes anatomiques de la frigidité chez la femme », Bruxelles Médical, vol. 27, no 4,‎ avril 1924.
- (fr) Marie Bonaparte, De la Sexualité de la Femme, Paris, PUF, 1951.

### Psychanalyse et littérature
- (fr) Marie Bonaparte, Edgar Poe, sa vie, son œuvre : étude psychanalytique (2 volumes), Paris, Denoël et Steele, 1933.

### Autres travaux de psychanalyse
- (fr) Marie Bonaparte, Cinq cahiers : 4 volumes et 5 cahiers en fac-simile, Paris, Imago Publishing Ltd, 1939, 1948 et 1951.
- (fr) Marie Bonaparte, « Cahiers d'enfance, séquence du Crayon de bouche », Genesis, no 8,‎ 1995, p. 151-158 (lire en ligne).
- (fr) Marie Bonaparte, La Mer et le Rivage, Paris, chez l'auteur, 1939.
- (fr) Marie Bonaparte, Chronos, Éros et Thanatos, Paris, Imago Publishing Ltd, 1952.
- (fr) Marie Bonaparte, Introduction à la Théorie des Instincts et Prophylaxie infantile des Névroses, Paris, PUF, 1952.
- (fr) Marie Bonaparte, Psychanalyse et Biologie, Paris, PUF, 1952.
- (fr) Marie Bonaparte, Psychanalyse et Anthropologie, Paris, PUF, 1952.

### Traductions de Sigmund Freud par Marie Bonaparte
- (fr) Sigmund Freud (trad. Marie Bonaparte), Un souvenir d'enfance de Léonard de Vinci, Paris, Gallimard, 1927.
- (fr) Sigmund Freud (trad. Marie Bonaparte), « Psychanalyse et Médecine », dans Ma Vie et la Psychanalyse, Paris, Gallimard (« Les documents bleus », n° 45), 1928 (lire en ligne), p. 119-239.
- (fr) Sigmund Freud (trad. Marie Bonaparte), Analyse d'une phobie chez un petit garçon de 5 ans (Le petit Hans), vol. 2 (3), Paris, Revue française de psychanalyse, 1928, p. 411-538.
- (fr) Sigmund Freud (trad. Marie Bonaparte et M. Nathan), Le mot d'esprit et ses rapports avec l'inconscient, Paris, Gallimard, 1930.
- (fr) Sigmund Freud (trad. Marie Bonaparte), Ma vie et la psychanalyse, Paris, Gallimard, 1930.
- (fr) Sigmund Freud (trad. Marie Bonaparte), Délire et rêves dans la Gradiva de W. Jensen, Paris, Gallimard, 1931.
- (fr) Sigmund Freud (trad. Marie Bonaparte), L'Avenir d'une illusion, Paris, Denoël & Steele, 1932.
- (fr) Sigmund Freud (trad. Marie Bonaparte et Mme E. Marty), Essais de psychanalyse appliquée, Paris, Gallimard, 1933.
- (fr) Sigmund Freud (trad. Marie Bonaparte et Rudolph Loewenstein), Cinq psychanalyses, Paris, Denoël & Steele, 1935.
- (fr) Sigmund Freud (trad. Marie Bonaparte et Anne Berman), Métapsychologie, Paris, Gallimard, 1940.